# デトモルト

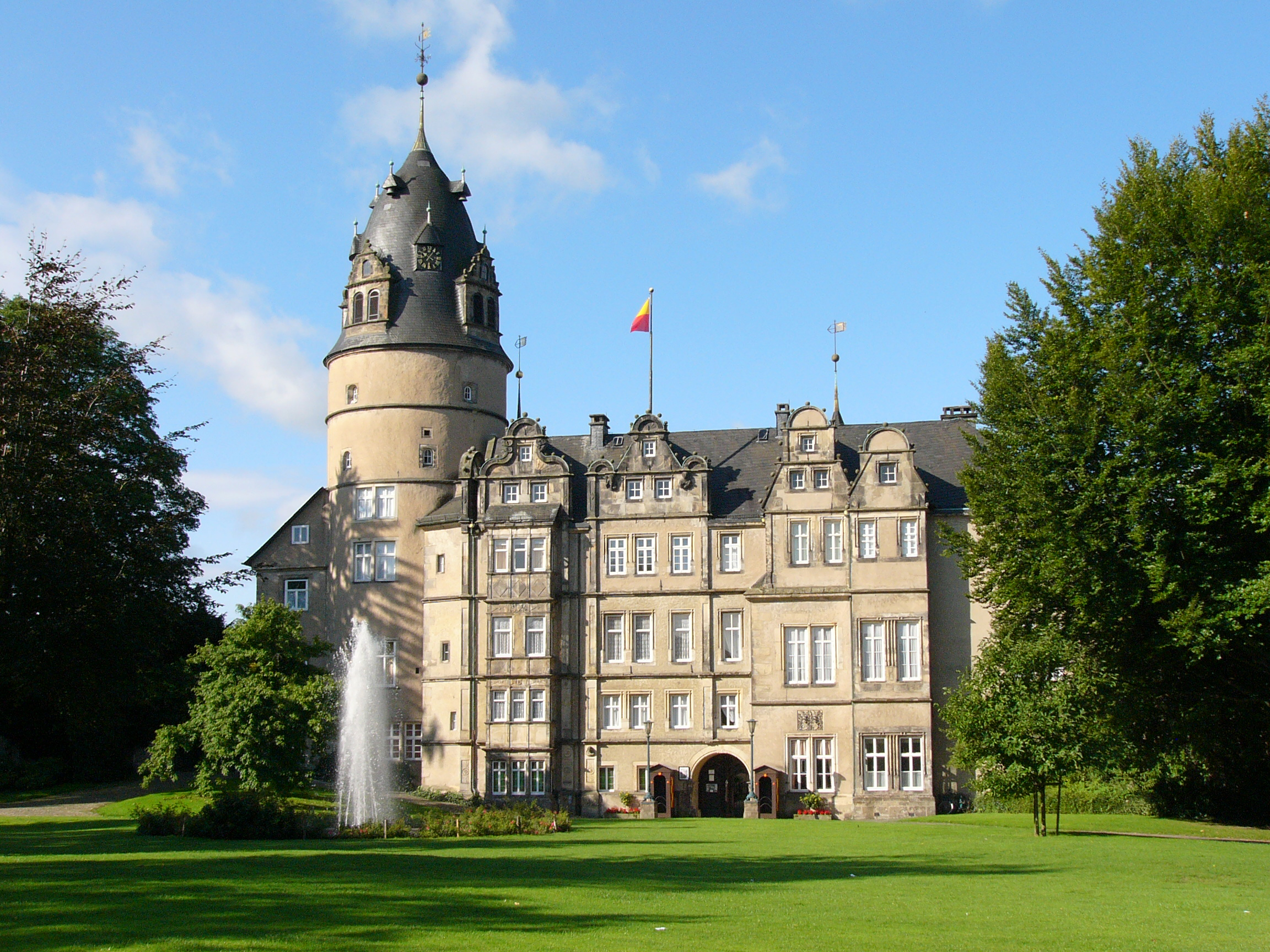
リッペ城

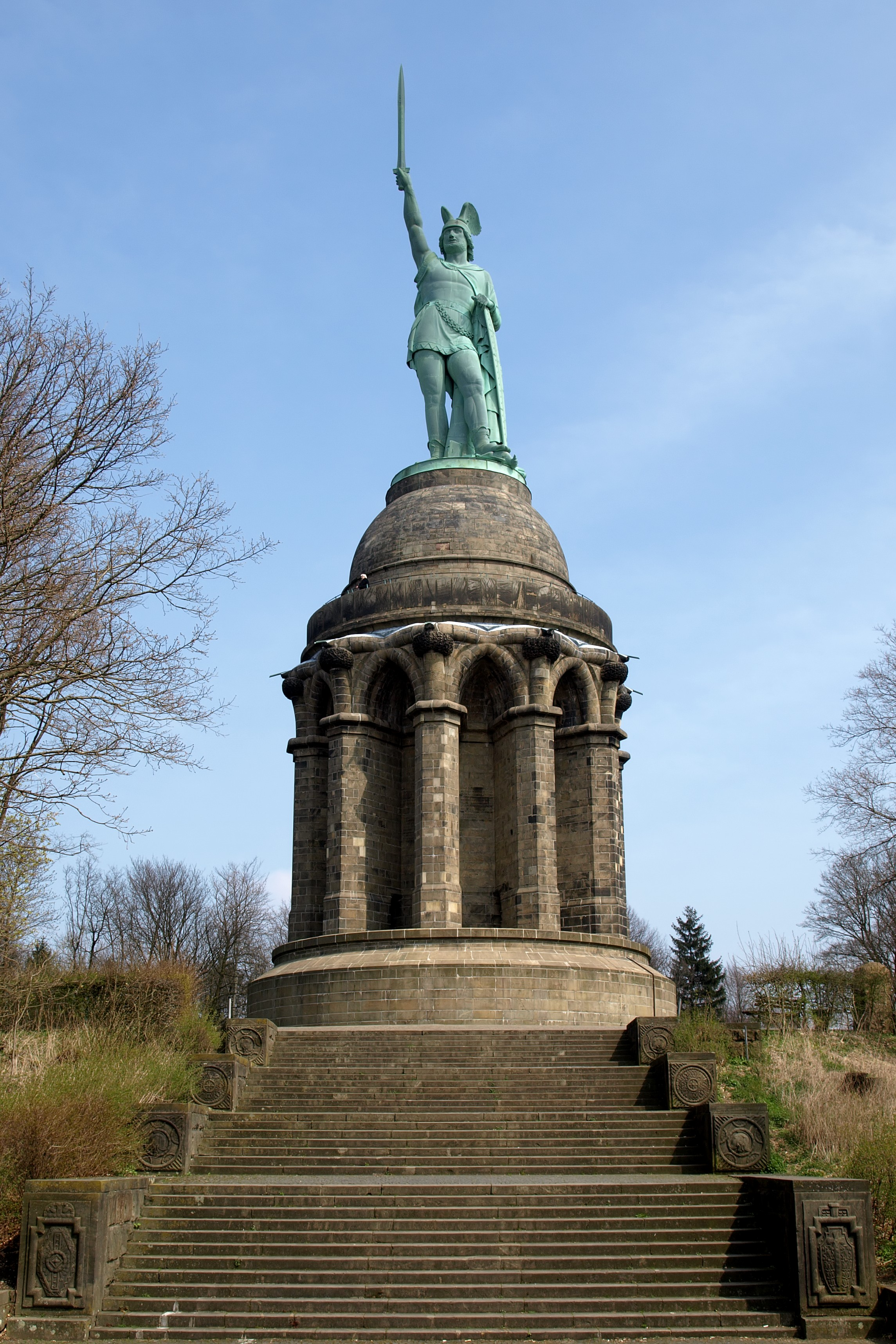
ヘルマン記念碑

デトモルト（ドイツ語: Detmold, ドイツ語発音: [ˈdɛtmɔlt] ( 音声ファイル)、低地ドイツ語: Deppelt）は、ドイツ連邦共和国ノルトライン＝ヴェストファーレン州オストヴェストファーレン＝リッペ地方（デトモルト行政管区）のリッペ郡に属す市である。この街はハノーファーの南西約 100 km、ビーレフェルトの東約 30 km に位置している。人口およそ 73,000人のデトモルトは大規模郡所属都市に分類され、リッペ郡最大の都市である。この地のデトモルト音楽大学とオストヴェストファーレン＝リッペ大学はこの街を大学都市としている。
デトモルトは、1468年から1918年までリッペ家、リッペ伯およびリッペ侯領の宮廷都市で、その後 1918年から 1947年までリッペ自由州あるいはリッペ州の州都であった。リッペ州は 1947年にノルトライン＝ヴェストファーレン州に併合された。1947年以降、デトモルトはデトモルト行政管区の本部所在地となった。1932年から1972年まではデトモルト郡の郡庁所在地でもあった。その後は、デトモルト郡とレムゴー郡が合併して成立したリッペ郡の郡庁所在地となっている。
屋外博物館、音楽大学、オストヴェストファーレン＝リッペ大学、州立劇場、ヘルマン記念碑がこの街を全国的あるいは国際的に有名にしている。

## 地理

### 位置
デトモルトは、ノルトライン＝ヴェストファーレン州東部のオストヴェストファーレン＝リッペ地域、トイトブルクの森/エッゲ山地自然公園辺縁部に位置している。市域の南部はトイトブルクの森に覆われているが、本来の市域はその北部である。この街は、ビーレフェルトの東約 30 km、ハノーファーの南西約 100 km にある。
市域の排水は、市内でクノーヒェンバッハ川およびハイデンバッハ川が合流するヴェレ川を介してなされている。クノーヒェンバッハ川は、ハイリゲンキルヒェン地区でヴィームベッケ川とベルレーベッケ川が合流して成立する。大きな静水面としては、ヘイデンオルデンドルフ地区のメーシェゼーやヒッデゼン地区のドノパータイヒがある。

### 地質学

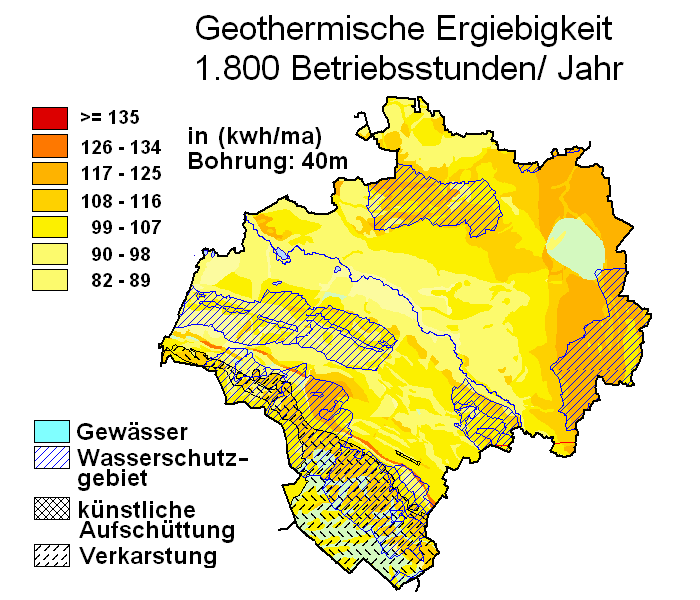
デトモルト市の地熱分布図

市域は、他のリッペ地域全域と同様に、大きな地質学的多様性を示している。デトモルト内市街南部にはオスニングの尾根が延びており、エッゲ山地とともにトイトブルクの森を形成している。この幅の狭い山地は、三畳紀の石灰砂岩で形成されており、多くの沼沢や起伏が見られる。この亀裂は、多くの保養地や鉱泉源の基となっている。ヒデーゼン地区は庇護性気候（高地などで庇護されており、寒暖の差が小さい温暖な気候）の保養地である。
土地は中程度から大変良好な土壌である。最終氷期の終わりまでに、トイトブルクの森の北斜面沿いに泥灰岩が堆積し、黄土が形成された。氷河がこの辺りまで延びていた。主要な地盤は、中生代の砂岩と粘土岩からなっている。さらにポドゾル・褐色土や擬灰・褐色土がある。市域北西部はリッパーラントのコイパー丘陵が広がっている。ヴェレ川に沿って南東から北西に氾濫原の土壌が見られる。オスニングの尾根の高地にはムシェルカルクの表土があり、多彩な化石が見られる。トイトブルクの森の砂岩を研究した有名な地質学者が、ギムナジウムのオットー・ヴェールトである。デトモルトの地質学に関する展示品は、リッペ地方博物館に展示されており、またはその場所にある。
地熱ゾンデによる地熱源や熱ポンプによる地熱利用の適性について、デトモルトは地域によって大きく異なっている。わずかではあるが、大変に良好な適性の場所がある（右図参照)。

### 市域の広がりと土地利用
「大きな中規模都市」に分類される本市の面積は、129.39 km2 である。市の東西の最大幅は、南北のそれと同じ約 15.5 km である。
| 土地利用種別面積 | 農業用地 | 森林   | 宅地、空地 産業用地 | 交通用地 | 水域  | スポーツ 緑地 | その他 |
| ---------------- | -------- | ------ | ------------------- | -------- | ----- | ------------- | ------ |
| 面積 (km2)       | 51.80    | 42.50  | 21.19               | 8.37     | 0.82  | 4.26          | 0.46   |
| 占有率           | 40.0 %   | 32.8 % | 16.4 %              | 6.5 %    | 0.6 % | 3.3 %         | 0.4 %  |

### 隣接する市町村
デトモルトはリッペ郡のみに囲まれている。北から時計回りに、レムゴー、ブロムベルク、ホルン＝バート・マインベルク、シュランゲン、アウグストドルフ、ラーゲである。

### 市の構成
基本条例 § 3 Abs. 1 によれば、デトモルトは以下の 27地区で構成される。
| 地区                     | 地区                        | 面積 (km2) | 人口（2006年） | 地図               |
| ------------------------ | --------------------------- | ---------- | -------------- | ------------------ |
| バルクハウゼン           | Barkhausen                  | 5.0        | 198            | デトモルトの地区図 |
| ベントルプ               | Bentrup                     | 3.3        | 480            | デトモルトの地区図 |
| ベルレベック             | Berlebeck                   | 12.6       | 2,446          | デトモルトの地区図 |
| ブロークハウゼン         | Brokhausen                  | 4.1        | 620            | デトモルトの地区図 |
| デトモルト＝ノルト       | Detmold-Nord                | 11.8       | 29,694         | デトモルトの地区図 |
| デトモルト＝ジュート     | Detmold-Süd                 | 11.8       | 29,694         | デトモルトの地区図 |
| ディーステルブルーフ     | Diestelbruch                | 5.8        | 2,275          | デトモルトの地区図 |
| ハーケダール             | Hakedahl                    | 3.0        | 2,260          | デトモルトの地区図 |
| ハイデンオルデンドルフ   | Heidenoldendorf             | 6.0        | 8,704          | デトモルトの地区図 |
| ハイリゲンキルヒェン     | Heiligenkirchen             | 9.8        | 3,617          | デトモルトの地区図 |
| ヒデーゼン               | Hiddesen                    | 11.3       | 7,339          | デトモルトの地区図 |
| ホルンオルデンドルフ     | Hornoldendorf               | 3.9        | 174            | デトモルトの地区図 |
| イェルクセン＝オルプケ   | Jerxen-Orbke                | 3.0        | 3,350          | デトモルトの地区図 |
| クリュート               | Klüt                        | 5.8        | 1,690          | デトモルトの地区図 |
| ロスブルーフ             | Loßbruch                    | 1.0        | 826            | デトモルトの地区図 |
| モーゼベック             | Mosebeck                    | 4.2        | 479            | デトモルトの地区図 |
| ニーダーシェーンハーゲン | Niederschönhagen            | 2.6        | 75             | デトモルトの地区図 |
| ニーンハーゲン           | Nienhagen                   | 3.6        | 346            | デトモルトの地区図 |
| ニーヴァルト             | Niewald                     | 1.4        | 70             | デトモルトの地区図 |
| オーバーシェーンハーゲン | Oberschönhagen              | 4.1        | 64             | デトモルトの地区図 |
| エッテルン＝ブレムケ     | Oettern-Bremke              | 3.2        | 153            | デトモルトの地区図 |
| ピヴィッツハイデ V.H.    | Pivitsheide (Vogtei Heiden) | 3.4        | 3,321          | デトモルトの地区図 |
| ピヴィッツハイデ V.L.    | Pivitsheide (Vogtei Lage)   | 5.9        | 6,469          | デトモルトの地区図 |
| レンミヒハウゼン         | Remmighausen                | 3.7        | 1,924          | デトモルトの地区図 |
| シェーネマルク           | Schönemark                  | 4.5        | 229            | デトモルトの地区図 |
| シュポルク＝アイヒホルツ | Spork-Eichholz              | 3.2        | 3,509          | デトモルトの地区図 |
| ファールハウゼン         | Vahlhausen                  | 2.4        | 615            | デトモルトの地区図 |

### 気候
デトモルトの市域は、北西ドイツの海洋性気候地域に位置している。年間平均気温は約 9 ℃である。市の中央部に比べて、南周縁部は気温が低く、北辺縁部は気温が高い。月間平均気温は、1月の約 0 ℃から7月/8月の 17 ℃の間で変動する。年間降水量は約 900 mm で、トイトブルクの森ではこれよりも多い。年間平均日光照射量は、955 kW 時/m2である。
| デトモルトの気候       | デトモルトの気候 | デトモルトの気候 | デトモルトの気候 | デトモルトの気候 | デトモルトの気候 | デトモルトの気候 | デトモルトの気候 | デトモルトの気候 | デトモルトの気候 | デトモルトの気候 | デトモルトの気候 | デトモルトの気候 | デトモルトの気候 |
| 月                     | 1月              | 2月              | 3月              | 4月              | 5月              | 6月              | 7月              | 8月              | 9月              | 10月             | 11月             | 12月             | 年               |
| ---------------------- | ---------------- | ---------------- | ---------------- | ---------------- | ---------------- | ---------------- | ---------------- | ---------------- | ---------------- | ---------------- | ---------------- | ---------------- | ---------------- |
| 平均最高気温 °C （°F） | 2.6 (36.7)       | 3.7 (38.7)       | 7.7 (45.9)       | 13.0 (55.4)      | 17.5 (63.5)      | 20.8 (69.4)      | 21.6 (70.9)      | 21.2 (70.2)      | 18.6 (65.5)      | 13.5 (56.3)      | 7.3 (45.1)       | 4.3 (39.7)       | 12.65 (54.78)    |
| 日平均気温 °C （°F）   | 0.3 (32.5)       | 2.2 (36)         | 3.9 (39)         | 8.3 (46.9)       | 12.4 (54.3)      | 15.5 (59.9)      | 16.9 (62.4)      | 16.5 (61.7)      | 13.8 (56.8)      | 9.7 (49.5)       | 4.8 (40.6)       | 2.1 (35.8)       | 8.9 (48)         |
| 平均最低気温 °C （°F） | −1.9 (28.6)      | 0.8 (33.4)       | 0.2 (32.4)       | 3.6 (38.5)       | 7.3 (45.1)       | 10.3 (50.5)      | 12.2 (54)        | 11.8 (53.2)      | 9.1 (48.4)       | 5.9 (42.6)       | 2.3 (36.1)       | −0.1 (31.8)      | 5.12 (41.22)     |
| 降水量 mm （inch）     | 65 (2.56)        | 54 (2.13)        | 55 (2.17)        | 56 (2.2)         | 68 (2.68)        | 69 (2.72)        | 85 (3.35)        | 74 (2.91)        | 66 (2.6)         | 58 (2.28)        | 65 (2.56)        | 74 (2.91)        | 799 (31.46)      |
| 出典：Climate-Data.org |                  |                  |                  |                  |                  |                  |                  |                  |                  |                  |                  |                  |                  |

## 歴史

### 中世と市の創設
デトモルトは、783年に Theotmalli として初めて記録された。アインハルトや他の記録者によれば、この古高ドイツ語・古ザクセン語の名称はディングの開催地（Theot は民族、民衆を意味し、mahal は裁判、裁判所を意味する）を表している。ザクセン戦争を戦っていたカール大帝はこの年、この付近でザクセン人に襲撃された。1005年からこの地は、古ザクセン語で Tietmelli ガウまたは Theotmalli ガウと呼ばれた。799年に聖別された祭壇石を1023年にパーダーボルンのアプディングホーフ修道院に譲渡したと伝えられている。パーダーボルンからレムゴーへの古い通商路のヴェレ川の徒渉地に面し、洗礼堂や農家が点在するフランク時代からの入植地である Detmelle 村は、1263年にリッペの領主ベルンハルト3世によってリッペの都市権を与えられた。市の創設の過程で、Detmelle は 971 ha のささやかな土地と助祭を得た。現存する最も古い市の印章が押された文書は 1305年のもので、パーダーボルン市文書館にある。1265年の辺境特権はデトモルトのさらなる発展や年の市の創設に寄与した。1300年頃からマルティーニの日（11月11日）の前の日曜日に2つめの市が開かれるようになった。

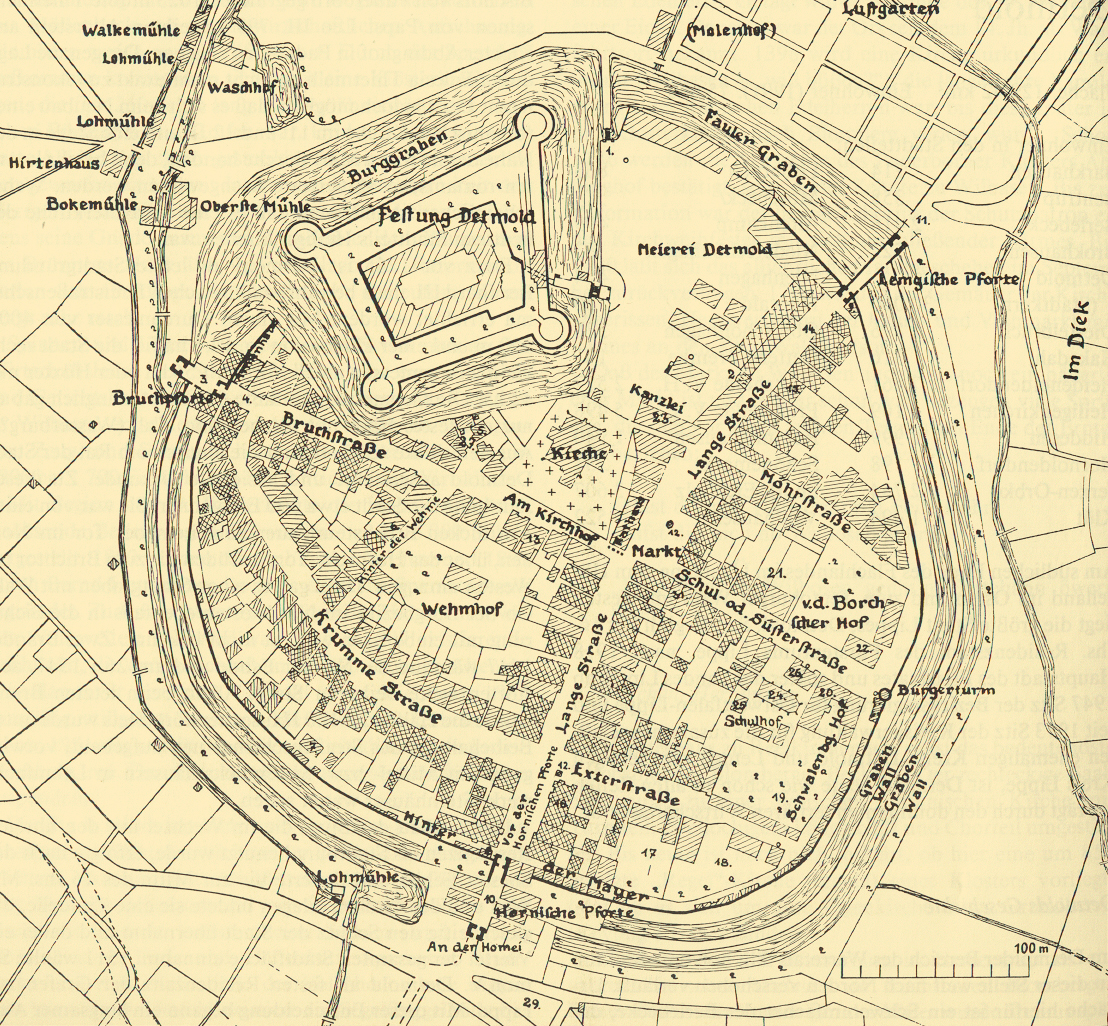
デトモルトの都市計画（地図は1660年のものである）

中世の都市計画は、交差する通りと、それを囲む直径約 500 m のほぼ円形の環状路で構成されている。2つの主要な街道はこの集落を4つの地区に分割している。その北西部に位置する区画に領主の城が設けられた。1305年頃に全市が堀、土塁、壁で護られ、市壁の内側に細い通りがあった。その痕跡は市壁の遺構と同じように一部分が現在まで遺っている（ブルーフマウアー通り、アウグスト通り、アドルフ通り、カール通り）。南北軸は、北側にレムゴー門と南側にホルン門の2つの堅牢な市門を持つランゲ通りが構成している。東西軸は、現在のシューラー通りとブルーフ通りで構成されている。この通りの東側にはビュルガー門があったが、壁の反対側にはヴェレ川低地の沼沢地が広がっていた。西はブルーフ門がデトモルトの都市農民の家畜のための都市放牧地に向かって開いていた。
城は 14世紀に領主の代官によって利用されていた。この城に封ぜられたフォン・デム・ブーシェ家、フォン・デア・ボルフ家、フォン・エクステルデ家、シュヴァルツ家といった貴族家の宮廷活動や豪奢な生活は、市民たちの努力による算段の上に成り立っており、市民生活の自立的発展は他の都市と同程度であった。1450年頃にやっと 350人の人口となった本市は、17世紀になるまでリッペで最も小さな市であった。掠奪、破壊、火災によってその後の発展は控えめなものであった。特に1447年のゾーストのフェーデでは、デトモルトはケルン軍によって占領された。その後、本市の防衛施設は拡充され、1468年にリッペ伯ベルンハルト７世がデトモルトを恒常的な居住地に選んだ。1590年頃のデトモルトの人口は約 700人であった。
1547年、70戸以上の家屋を破壊する大火がこの街を襲った。豊かな破風装飾をもつヴェーザールネサンス様式の城館は 1557年に完成した。

### 宗教改革と三十年戦争

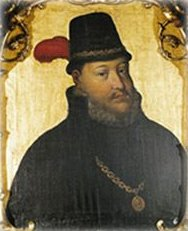
リッペの宗教改革を行ったリッペ伯ベルンハルト8世

デトモルトはレッペ地方教会の所在地となった。リッペの宗教改革はベルンハルト8世 (リッペ伯)伯の治世下で行われた。最初はレムゴーで、1522年にルター派の信仰が説かれた。宗教改革以前のデトモルトはパーダーボルン司教区に属していた。ジーモン・フォン・エクスターは、1536年にデトモルトで最後のカトリック主任司祭で最初のルター派牧師となった。カルヴァン主義を信仰するジーモン6世 (リッペ伯)伯は改革派の信仰を浸透させ、空席となった牧師職に改革派の牧師が就いた。この時代から、上巻とマルクト広場との中央に位置する救世主教会が改革派教会の教会堂となった。中世後期にドミニコ会のハインリヒ・クラーマーとヤーコプ・シュプレンガーが、広く流布した魔女信仰を要約した『魔女に与える鉄槌』を上梓した。「魔女の巣」レムゴー（この伝統的なニックネームは、否定的な意味合いではなく、現在のレムゴーに対しても使われている）ほどではないが、デトモルトにおける魔女信仰も教会に隠れて流布していた。1599年から1676年までの間にデトモルトでは 19 人が魔女あるいは魔法使いとして領主裁判所で炎と刀による死刑に処せられた。この裁判記録はデトモルト市立文書館に収められている。1654年から 52人の子供が魔法を使ったとして逮捕された。子供たちは刑務所に改築された旅館に拘禁され、大人や同世代の人間を密告するよう強いられ、5つの裁判で原告側の証人となった。
1604年、6月に最初の歳の市が開催された。第2回は11月30日の使徒アンドレアスの祭日に移され、3日間に延長された。これ以後、このマーケットはアンドレアスメッセと呼ばれるようになった。1616年に、トゥルン・ウント・タクシス家が営む帝国郵便の責任者としてヨハン・フォン・デン・ビルグーデンがデトモルトに郵便馬車ケルン - ハンブルク線の駅亭を設けた。デトモルトはこれにより、ミュンスター上級郵便管区内で最も古い郵便局所在地となった。
1625年から1637年まで、何度もペスト禍がこの街を襲い、900人が犠牲となった。三十年戦争の勃発に伴ってリッペ伯は中立となり、デトモルトは宮廷都市として特別な権利を有していた。その後この街は何度も軍隊の行軍や掠奪に苦しめられた。皇帝軍の将軍であるフォン・ヴァールによる、1640年のデトモルト城の占領はリッペ侯子誘拐に続く一連の事件であった。伯家内部で起こったこの誘拐事件とは、伯妃カタリーナが武力でこの城を獲得し、その後子供を安全な場所に連れ去ったというものであった。三十年戦争終戦後の1648年に市壁内に住んでいたのはわずか 900人ほどであった。

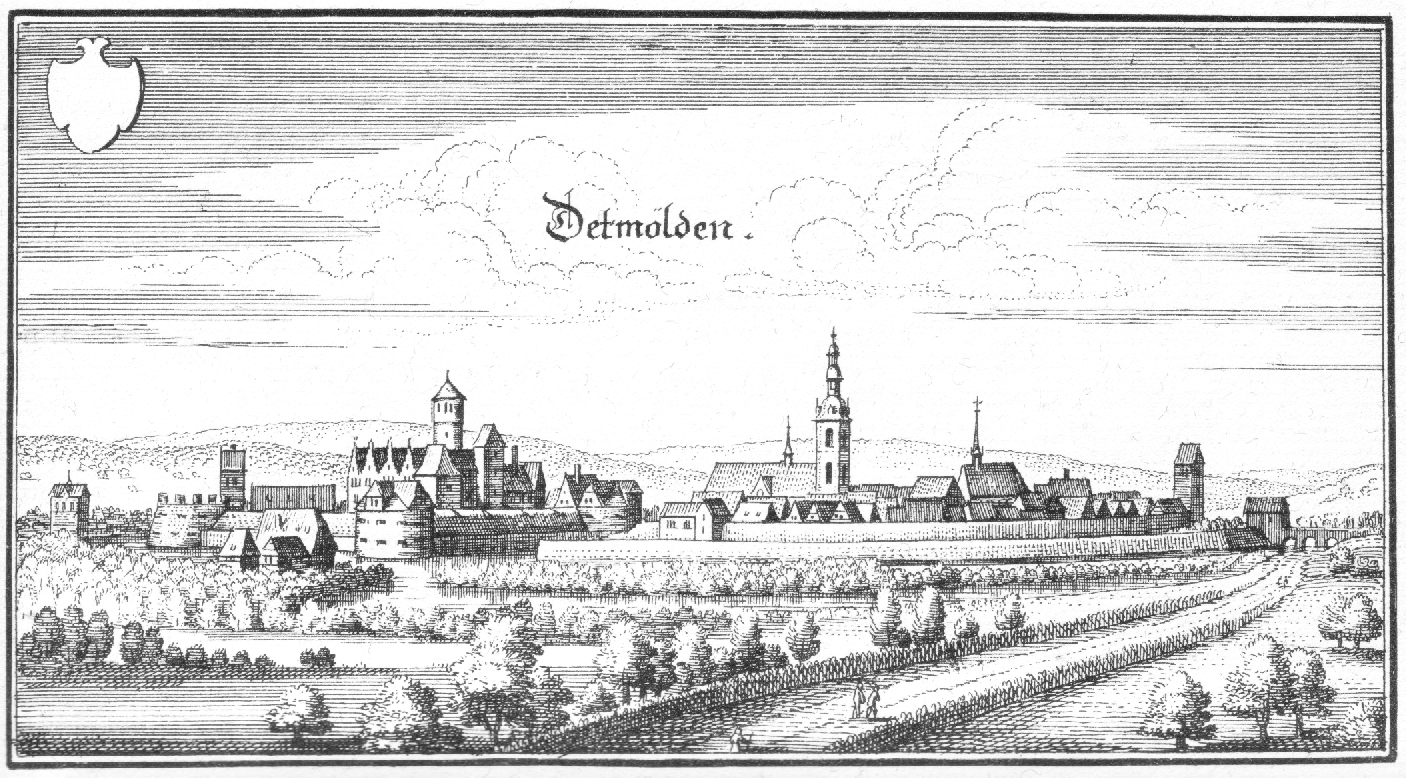
デトモルトを描いたマテウス・メーリアンの1647年の銅版画

デトモルトは、長い戦争の間に起こった経済的衰退から、17世紀後半に立ち直ることができた。市壁の内側に小さく不規則な木組み建築をもつ、現在も良好な状態で保存されているアドルフ通りが造られた。1663年/1665年頃にエーリアス・ファン・レネプとハインリヒ・ファン・レネプは、デトモルトの城と市の光景を銅版画に描いた。この風景版画は、細部の忠実さにおいてメーリアンの版画を上回る。

### 市壁の開放と啓蒙主義の時代
フリードリヒ・アドルフ伯は、市壁を破壊した後、1701年から市の南に計画的なノイシュタット（新市街）の建設を行った。彼は、国庫の資金で、宮殿とフリードリヒスタールの離宮を建設した。さらに城館からこの町を経由してゴンドラと閘門を使って離宮に至る運河を掘削した。1720年に土塁と堀を解体する許可が得られたが、市門と市壁の塔の撤去は 1780年からやっと行われた。19世紀に、市域は特に南部が宅地のために開発されたが、旧市壁内でも街の光景は変化していった。前世紀に建設された木組みの切妻建築も遺ってはいたが、その時代流行の古典主義様式の新しい建築物も出現した。この時代の最も印象的な建造物がマルクト広場沿いの市庁舎である。この市庁舎建設のために、16世紀に建てられた旧庁舎は解体された。

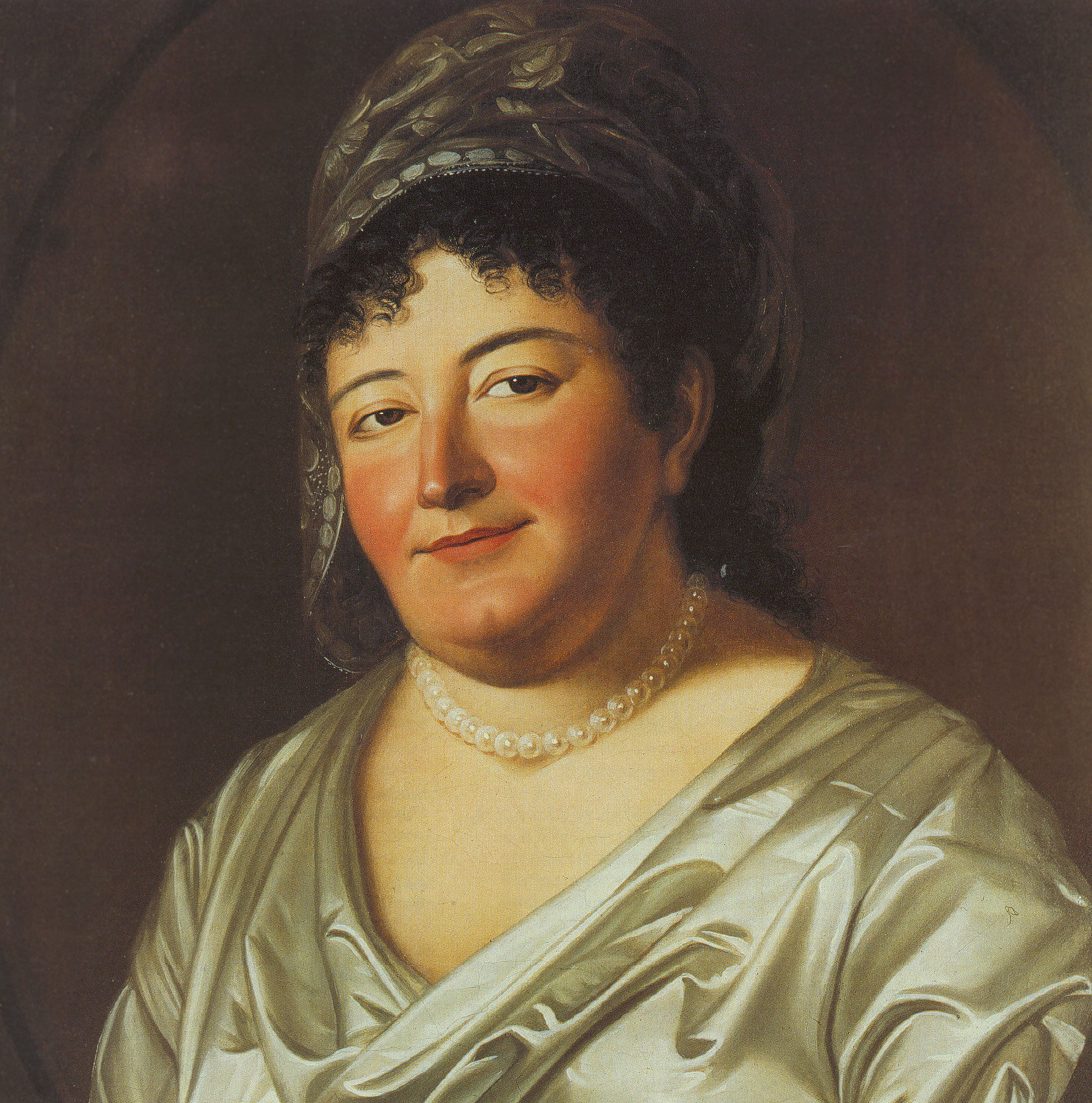
リッペ侯妃パウリーネ

啓蒙主義の時代のリッペの学制は、模範的な基礎学校制度として広く知られていた。リッペ侯妃パウリーネは、優秀な協力者の助力を得て、一般的な市民教育の向上および困窮者、病人、孤児、老人たちの生活環境改善に努めた。彼女の主導下で、デトモルトに養護施設、孤児院、病院、失業者のための授産所といった一連の教育的社会施設が設けられた。1802年、デトモルトにドイツ初の幼稚園が創られた。この幼稚園は、1856年に「パウリーネンアンシュタルト」の名を与えられ、現在も存続している。また、パウリーネ侯妃は1809年に26基のオイルランプを用いてデトモルトに街灯を設置した。
1818年にレオポルト通りとホルンシェ通りが造られ、1825年には邦有劇場が建設された。1835年のこの街の人口は 4,137人で、リッペで最も人口の多い街であった。この街はクリスティアン・ディートリヒ・グラッベやアルベルト・ロルツィングといった精神世界の傑出したリーダーと縁があったにもかかわらず、文化生活は田舎の風情を遺していた。侯の宮廷、廷臣、官吏を社会の頂点とする階級差別や教育格差は大きかった。三月革命では、デトモルトでも市民運動が起こり、城館前や通りでデモが行われた。当局は市民の要求を容れ、グラッベの友人であった市民運動指導者のモーリッツ・ペトリを内閣に入れた。この措置と1850年の反動によって市民の騒乱は速やかに霧散した。
音楽と演劇を愛好したレオポルト3世は、1851年から1875年まで統治し、本市の演劇・音楽活動を奨励した。彼は、クララ・シューマンや若き日のヨハネス・ブラームスを侯家のピアノ教師として招き、しばしば彼らをソリストとしたコンサートをデトモルトで開催した。これによりデトモルトはミューズの都（芸術都市）として発展を始めた。しかし後継者のヴォルデマールは全く逆の性格で、1875年の登位直後に文化活動に対する支出を完全に打ち切った。彼は1875年に宮廷楽団を解散させ、財政引き締め措置を発動したが、同時に社交・家格維持のための出費は増加した。
デトモルトは歌曲「Lippe-Detmold, eine wunderschöne Stadt …」（リッペ＝デトモルト、素晴らしく美しい街・・・）で多くの人に知られている。この曲の作曲者は不明だが、1807年のアイラウの戦いと関係している。この曲は最初はデトモルトと関係づけられてはおらず、韻律に合う25以上の町が自分の町の歌であるとしていた。1880年頃から学生歌、行楽曲、軍歌として、リッペ＝デトモルトという現在の形のみが流布するようになった。

### 工業化の時代とドイツ帝国
19世紀末頃に市民が裕福になり、町の景観にもそれが現れた。デトモルトの人口は、1880年の 8,053人から 1910年には 14,294人となるまでに急速に増加した。デトモルトはこの時代に、手工業者や農耕市民の街から近代的な侯国の首都へと発展していった。

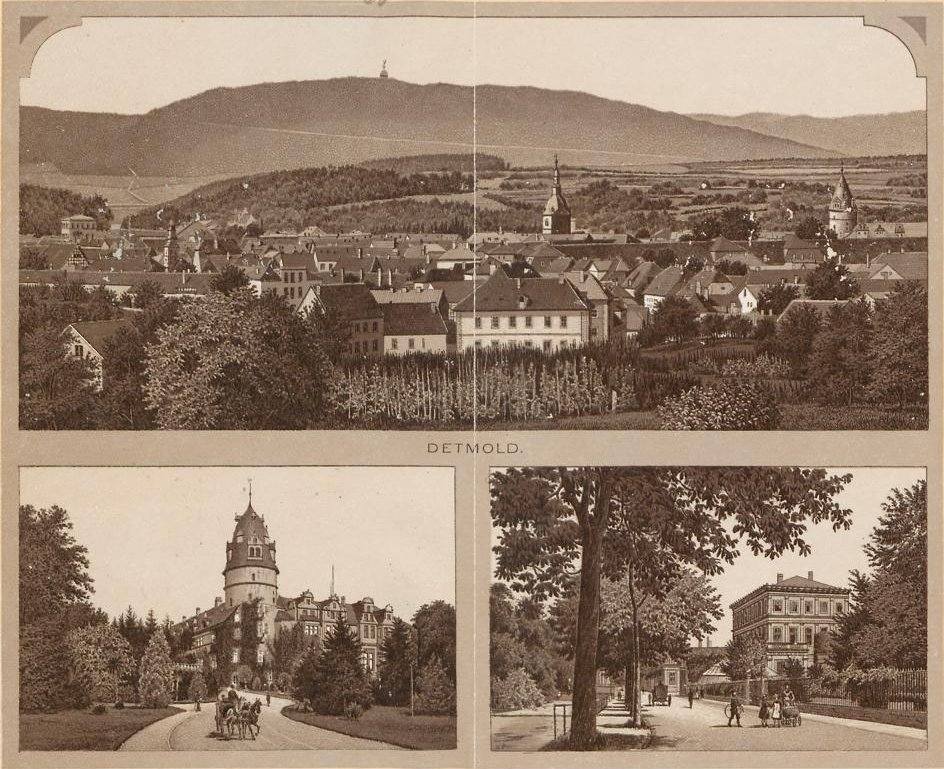
1901年のデトモルト

1898年、摂政エルンスト・ツア・リッペはデトモルト市にベルレベッカー泉の永久使用権を授けた。水道管網は、909軒、4,000の蛇口につながった。これを記念して、1907年に彫刻家ハインリヒ・ヴェフィングにより摂政記念碑が城館広場に建立された。
1907年5月17日にデトモルトに新しいシナゴーグが完成した。落成式には、政治、教会、コミュニティーの代表者とともにリッペ侯レオポルト4世と侯妃ベルタも出席した。デトモルトとその周辺地域の苦情によってアンドレアスメッセが廃止され、その替わりに同じ期間に遊園地を設けることが決定された。しかしこれは住民にとって満足できる解決策ではなく、わずか1年後に遊園地は廃止され、アンドレアスメッセが再開された。このメッセは11月の最終水曜日から次の日曜日まで、毎年多くの訪問客を集めている。
第一次世界大戦では、デトモルトに駐屯していた第3大隊第55歩兵連隊の隊員、4,000人以上が死亡した。1917年5月31日の弾薬工場の爆発事故で、その多くが若者の72人が死亡した。
デトモルトは1918年までリッペ家の宮廷所在地であり続けたが、侯の廃位後はリッペ自由州の州都となった。

### ヴァイマル共和政と第三帝国
レオポルト4世が爵位を放棄した1918年11月12日から国家社会主義者による権力掌握がなされた1933年2月7日までの間、社会民主党 (SPD) が政治的権力を行使し、ハインリヒ・ドラーケが4期以上にわたってデトモルトにおける州行政の首相を務めた。
ヴァイマル共和制の経済的な問題を背景に左右の過激政党が勢力を著しく拡大し、SPDは州議会における絶対多数を失った。NSDAPのリッペ地方グループは1923年に創設された。1933年にナチスは州選挙に全力を投入し、アドルフ・ヒトラーは政治集会で 16回演説を行った。ナチスは1933年1月15日のリッペでの選挙に勝利するため多くの有望な新人を投入した。この選挙は国際的な関心を惹いた。ヒトラーを含め国家社会主義の指導者たちは、一堂に会し、権力掌握を思わせる示威行動をこの地で初めて行った。NSDAP 39.5 %、SPD 30.2 %、KPD 11.2 % の票を獲得した。NSDAP、DNVP、DVPは、リッペ州議会で連立与党を形成した。この街は1933年にはすでに共産主義者や労働組合役員を逮捕し、その一部を殺害するといった「強制的同一化」を始めた。ナチスは、ドイツの他の地域でそうであったようにリッペにおいても労働組合組織を壊滅させ、州に恐怖政治を布いた。
ナチス政権に対する最も有名なレジスタンス運動家がフェリックス・フェーヒェンバッハである。デトモルトのSPD機関紙「フォルクスブラット」の編集者であった彼はナチスに対抗する記事を執筆した。「ナチ＝ユースケン」という偽名で起草された批評は強烈な敵愾心を引き起こした。彼は1933年3月11日に逮捕され、1933年8月7日にダッハウ強制収容所への移送途中、デトモルトとヴァールブルクとの間のクライネンベルクの森で「逃走中に」射殺された。フェリックス・フェーヒェンバッハの墓はリムベックのユダヤ人墓地にある。
1938年11月10日「水晶の夜」にシナゴーグが全焼し、国家社会主義者の弾圧によってユダヤ系デトモルト市民 162人が命を落とした。リッペのユダヤ人 600人のほとんどが絶滅収容所に収容された。それ以前にドイツを離れることができたのはわずか 52人だけであった。移送は1941年12月13日に始まり、まず 25人がリガに送致された。2回目の移送では1942年3月31日に 34人のユダヤ人がワルシャワ・ゲットーに送られたが、1942年7月11日には7人がアウシュヴィッツ絶滅収容所へ直接送られた。リッペからの最後の移送では 79人のユダヤ人がテレージエンシュタットに送られた。
アルフレート・マイヤーは北ヴェストファーレン大管区指導者で、リッペの州総督であり、ユダヤ人に対する計画的なジェノサイドについて責任がある。リッペにおけるナチスの最高指導者はアドルフ・ヴェッダーヴィレであった。彼はNSDAPのクライスライターおよびリッペの国務大臣代理として統治した。だが、最も血に汚れた手の持ち主は疑いなくユルゲン・シュトロープである。彼は1895年にデトモルトの警官の息子として生まれた。シュトロープは1932年にナチスに入党し、急速にキャリアを積み重ねていった。やがて親衛隊少将に昇進し、1943年4月19日にワルシャワ・ゲットの反乱蜂起の鎮圧を命じられた。この時、シュトロープ自身の証言によれば 56,000人以上のユダヤ人を殺害した。
第二次世界大戦中、デトモルトが爆撃の標的となることはほとんどなかった。1945年4月1日にアメリカ軍がトイトブルクの森に侵攻し、1945年4月2日の復活祭の月曜日から、特に街道の交差点や周辺家屋が榴弾の砲撃を受けた。4月4日の19時頃、アメリカ軍はバンデル通り、ハンス＝ヒンリヒス通り、シラー通りを通って戦車で市内に入場し、夜までに全域を占領した。国家社会主義の指導者は逃亡したため、占領軍の司令官は政庁舎とデトモルト市庁舎の整備を行い、早くも4月5日にはクリンゲンベルク兄弟社のオーナーであったアレックス・ホフマンを市長に据えた。彼の主たる業務は、何よりもまず、占領軍の命令を遂行することであった。わずか数日後、アメリカ軍は撤退し、指揮権はイギリス軍に移された。移行期にデトモルト飛行場は補給基地に改造された。このため滑走路は鉄板で補強され、延長された。重量の重い貨物輸送機が分刻みで離着陸を行った。冷戦時代、本市にはイギリス陸軍ライン軍団の第20機甲旅団（アーマード旅団）の兵舎と単に「ホーバルト兵舎」とも呼ばれるヘリコプター用飛行場が置かれた。後者は後に垂直離着陸機ホーカー・シドレー ハリアーも利用した。イギリスは1995年7月に兵舎と飛行場をデトモルトに返還した。

### 戦後
新たに創設されたノルトライン＝ヴェストファーレン州の州都であるデュッセルドルフの行政府は、デトモルトを引き続き同名の行政管区の本部所在地と定めた。1972年からデトモルトはリッペ郡の郡行政本部となった。
森林、御料地、邦有浴場、社会・文化施設といった領邦財産はリッペの国民に継承され、新たに創設されたリッペ地域連盟にその保存・運営を委託した。ハインリヒ・ドラーケは変化の過程で大きな利益を得た。難民や疎開民は、1938年に 23,000人だったデトモルトの人口を、1950年には約 30,000人となるまで増加させた。このうち多くの部分をシュレージエンからの追放者が占めた。そのためデトモルトは1954年にニーダーシュレージエンのジャガン市およびスプロタヴァと保護協力関係を結んだ。さらに1967年にはフランス北部のサントメールと姉妹都市協定を締結した。
冷戦時代、「ホーバート兵舎」と呼ばれていた空軍基地にイギリス軍が駐留した。1960年代から70年代には、近隣のヘルバーハウゼンにイギリス軍兵士やその家族のための住居やサービス業者が設けられた。1995年7月のイギリス軍撤退に伴い、値打ちの空き家が遺され、その後、主に当時のソヴィエト連邦や他地域からの移民住宅に供された。現在、住民の約 90 % が 20の異なる国からの移民で構成されている。62 % が移民、20 % がクルド人、10 % が他の国籍、7 % がドイツ人である。ヘルバーハウゼンは現在、社会問題の焦点となっている。住民の 40 % 以上が子供や若者で、その多くが自分の意志とは別に両親とともにドイツに来た者である。彼らは、言葉が不自由なため学校で問題を起こし、学習不足となり、失業率の悪化やアルコール依存症および薬物依存症の原因となっている。こうした若者たちの社会適応は、市に重大な問題を突きつけている。特に若者のアルコール依存症は、近年さらに蔓延しつつある。

### 鉄道史
1880年12月31日にヘルフォルトからラーゲを経由してデトモルトに至る鉄道が開通した。これによりデトモルトはビーレフェルトやヘルフォルトから約40年遅れてではあるが、鉄道網に接続した。この鉄道路線は、1895年6月11日にアルテンベーケンまで延長され、パーダーボルンやカッセルへの路線に接続するようになった。数年後には、エルリングハウゼン経由でもビーレフェルトへ行けるようになった。1900年から1954年までの間、市内を路面電車が運行しており、その路線網は最盛期には市域を越えて広がっていた。PESAGの市電は、ホルンを経由してバート・マインベルク、ブロムベルク、バート・リップシュプリンゲやパーダーボルン行きの郊外電車を走らせていた。別の路線はピヴィッツハイデ V. L. 地区のハイデンオルデンドルフやハイリゲンキルヒェン地区を経由してベルレベックやヒデーゼンまで運行した。全ての路線は1954年までに徐々に廃止され、バス路線に切り替えられた。

### 市町村合併
ノルトライン=ヴェストファーレン州の地域再編に伴って、1970年1月1日にデトモルト市と 25町村、すなわちバルクハウゼン、ベントルプ、ベルレベック、ブロークハウゼン、デーレントルプ、ハーケダール、ハイデンオルデンドルフ、ハイリゲンキルヒェン、ヒデーゼン、ホムオルデンドルフ、イェルクセン＝オルプケ、ライストルプ＝マイアースフェルト、ロスブルーフ、モーゼベック、ニーダーシェーンハーゲン、ニーエンハーゲン、ニーヴァルト、オーバーシェーンハーゲン、エッテルン＝ブレムケ、ピヴィッツハイデ（フォクタイ・ハイデン）、ピヴィッツハイデ（フォクタイ・ラーゲ）、レミヒハウゼン、シェーネマルク、シュポルク＝アイヒホルツ、ファールハウゼンは、新たな市デトモルトとして合併した。

## 住民

### 人口推移

デトモルトの人口推移グラフ

中世および近世のデトモルトの人口はわずか数百人であった。人口はゆっくりと増加し、しかし戦争、疫病、飢饉によって絶えず減少した。1447年、ゾーストのフェーデによって荒廃し、多くの死者が出た。1625年から1637年まで何度もペストが流行し、900人以上が犠牲となった。三十年戦争（1618年 - 1648年）でも人口が減少した。19世紀に工業化が始まるとやっとデトモルト市の人口は、はっきりと増加に転じた。
1835年にはじめて約 4,000人となり、1900年には早くも 12,000人となった。1939年までにさらに倍の 23,000人近くにまで達した。1970年1月1日に数多くの町と合併したことで、前年の 29,552人から 63,000人を超えるまでに増加した。2007年6月30日の人口は、ノルトライン＝ヴェストファーレン州データ管理・統計局の公式推計値は、73,714人であった。この 52.6 % が女性、47.4 % が男性であった。外国人比率は 6.0 % で、ドイツ全体の平均よりも低い。人口統計報告によれば、移民由来の人は 21.2 % で、ドイツ全体の平均を上回る。デトモルトには 18歳以下の未成年が暮らす家庭が 8,562世帯あった。子供が一人の家庭が一番多い（子供がいる全家庭の 49 %）。2008年1月の失業率は、9 から 10 % であった。
以下の表には、各時点の市域における人口と、現在の市域にあたる地域の人口を示している。1818年以前の数値は推定値(1)、それ以後は人口調査(2)または州データ管理・統計局の公式推計値(3)である。
各時点の市域における人口
| 時点               | 人口（人） |
| ------------------ | ---------- |
| 1305年1            | 300        |
| 1700年1            | 1,100      |
| 1818年 (12月31日)2 | 2,742      |
| 1828年 (12月31日)2 | 3,497      |
| 1835年 (12月31日)2 | 4,137      |
| 1841年 (12月31日)2 | 4,716      |
| 1843年 (12月31日)2 | 5,021      |
| 1852年 (12月31日)2 | 5,177      |
| 1858年 (12月31日)2 | 5,232      |
| 1861年 (12月3日)2  | *5,600     |
| 1867年 (12月3日)2  | 6,269      |

| 時点              | 人口（人） |
| ----------------- | ---------- |
| 1871年 (12月1日)2 | 6,469      |
| 1880年 (12月1日)2 | *8,053     |
| 1885年 (12月1日)2 | 8,916      |
| 1890 (12月1日)2   | *9,700     |
| 1895年 (12月1日)2 | 11,232     |
| 1900年 (12月1日)2 | *11,968    |
| 1905年 (12月1日)2 | 13,272     |
| 1910年 (12月1日)2 | *14,295    |
| 1916年 (12月1日)2 | *12,426    |
| 1917年 (12月5日)2 | *12,311    |
| 1919年 (12月8日)2 | *15,275    |

| 時点               | 人口（人） |
| ------------------ | ---------- |
| 1925年 (6月16日)2  | 16,051     |
| 1933年 (6月16日)2  | 17,561     |
| 1939年 (5月17日)2  | 23,202     |
| 1945年 (12月31日)3 | *24,837    |
| 1946年 (10月29日)2 | 26,713     |
| 1950年 (9月13日)2  | 30,178     |
| 1956年 (9月25日)2  | *31,038    |
| 1961年 (6月6日)2   | 31,236     |
| 1965年 (12月31日)3 | *30,744    |
| 1969年 (12月31日)3 | 28,196     |

現在の市域における人口
| 時点               | 人口（人） |
| ------------------ | ---------- |
| 1939年 (5月17日)2  | 41,918     |
| 1950年 (9月13日)2  | 57,944     |
| 1961年 (6月6日)2   | 60,394     |
| 1969年 (12月31日)3 | 64,473     |
| 1970年 (5月27日)2  | 63,266     |
| 1974年 (6月30日)3  | 65,793     |
| 1975年 (12月31日)3 | 65,635     |
| 1980年 (12月31日)3 | 67,621     |
| 1985年 (12月31日)3 | 66,396     |
| 1987年 (5月25日)2  | 65,502     |

| 時点               | 人口（人） |
| ------------------ | ---------- |
| 1990年 (12月31日)3 | 70,074     |
| 1995年 (12月31日)3 | 73,343     |
| 2000年 (12月31日)3 | 73,695     |
| 2005年 (12月31日)3 | 73,508     |
| 2008年 (12月31日)3 | 73,368     |
| 2012年 (12月31日)3 | 73,602     |

1 推定値

2 人口調査結果

3 公的推計値

* 未確定

### 宗教

#### キリスト教

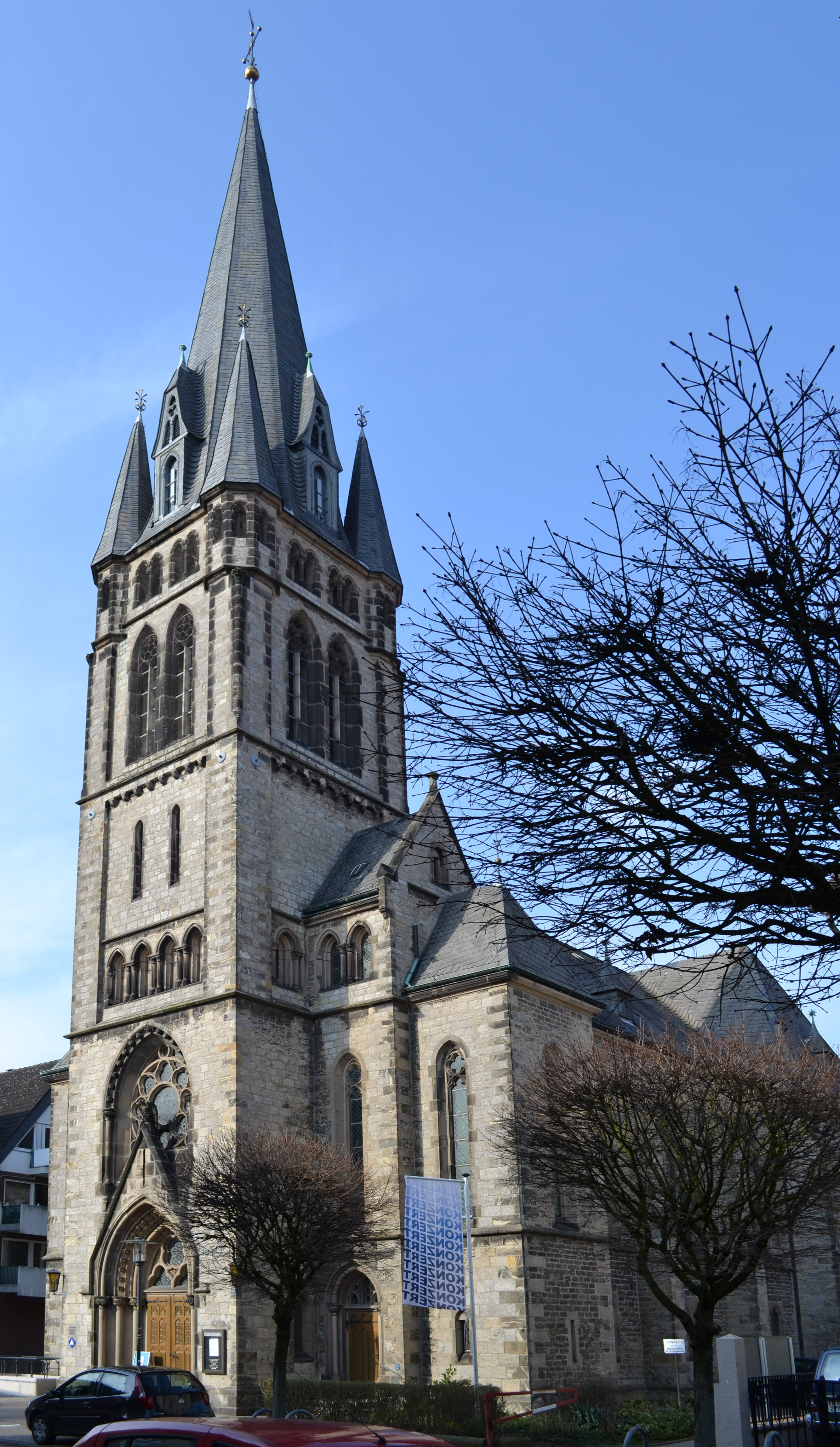
マルティン・
ルター教会

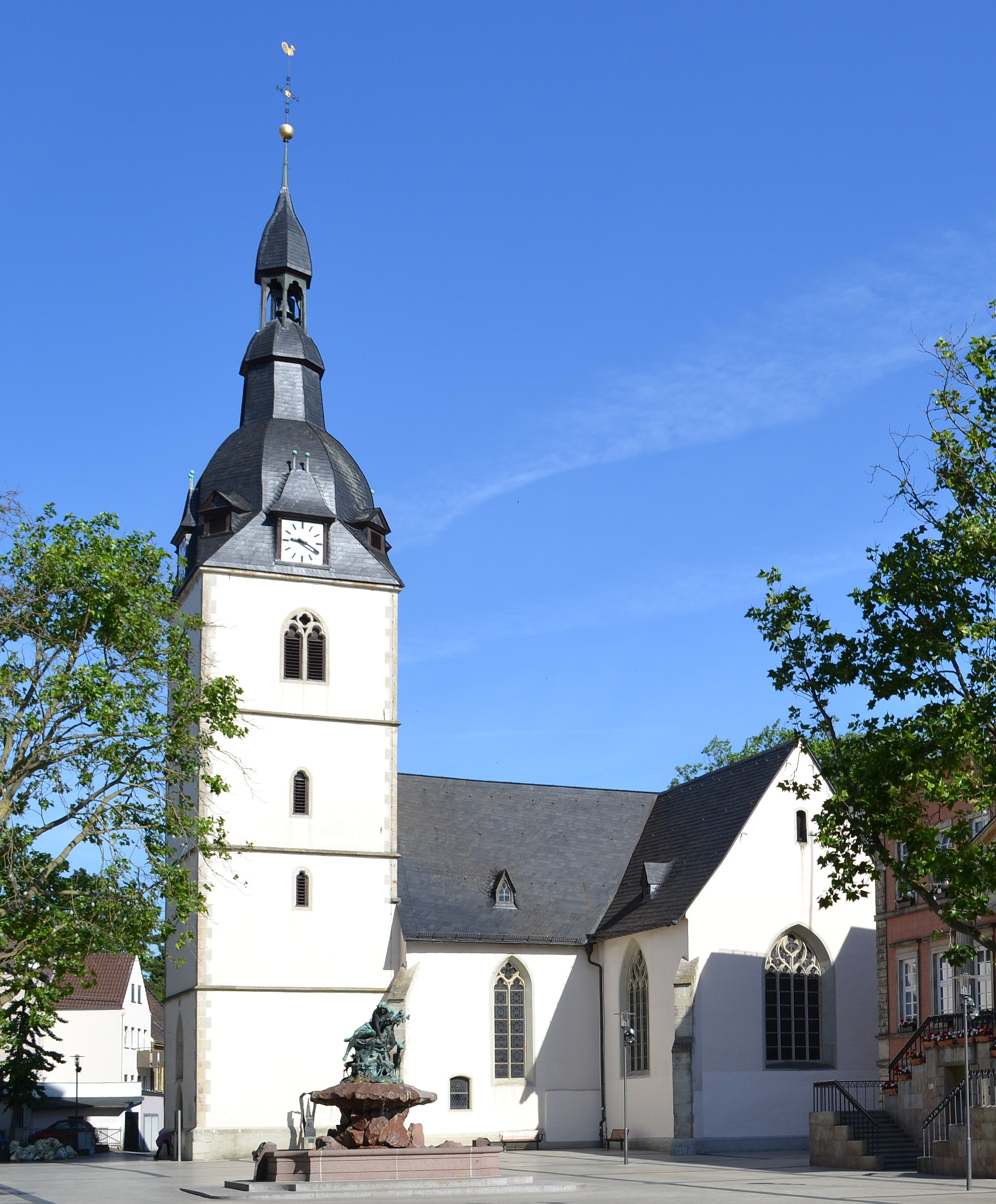
デトモルト救世主教会(改革派)

キリスト教化は 8世紀のザクセン統治時代に始まった。リッペは中世にはパーダーボルン大司教区およびミンデン司教区に属していた。16世紀のリッペ伯ベルンハルト8世の治世（1536年 - 1563年）に、デトモルトとその周辺地域で宗教改革がなされ、ルター派の信仰が流布した。1684年に、領主がその臣下の信仰を決定するという教会法が確立された。リッペでは、1918年までこの規定が有効であった。17世紀初め、改革派の信仰が影響力を持ち、領主がこの信仰を選択した。リッペ領邦教会の首長はリッペ侯国の歴代領主が教会統治者(summus episcopus)として君臨していた。信仰面の最高指導者として監督が置かれていた。第1次世界大戦後の1918年にリッペ候レオポルト4世は退位し、リッペ自由国として再出発することになった。リッペ自由国の教会統治者の座も州教会常議員会議長になった。1931年にはリッペ州教会は新教憲を制定した。デトモルトに本部を置く現在のリッペ州教会が改革の基盤となった。この福音主義州教会は改革派とルター派の教会を包含している。この両教派は説教および聖餐を共に与る信仰共同体である。
ラウレンツ・ハンニバル・フィッシャーが主導し、カトリック教会が福音主義教会と対等であると侯の勅令によって認められたのは1854年であった。1892年にパーダーボルン司教フーベルトゥス・ジーマーによってデトモルトに初めてカトリックの首席司祭区が設けられた。最初の首席司祭はカール・リロッテで、1892年から1897年までこの職を務めた。1897年にラスベルク男爵マクシミリアンによってカトリック教会組織が再興され、早くもその 4年後には固有の教会税を徴収した。1946年の時点には、6,500人のカトリック教徒がデトモルトに住んでいたが、その多くは旧ドイツ東部領土からの戦争難民であった。1953年には「ボニファティウス」という名前のカトリックの老人ホームが創設された。1973年にデトモルトに住んでいたカトリック教徒は約 11,000人であった。2002年にカトリック教会は、設立150年祭を祝った。

#### ユダヤ教
中世、ユダヤ人が定住するためには、リッペの領主から保護状と通行証を購入しなければならなかった。最も古いユダヤ人保護状は、1500年に発行された。明らかに経済的な理由からジーモン6世は約30家族のユダヤ人をリッペに受け容れ、1603年にシナゴーグの建設を許可した。彼の死後、ユダヤ人が法を犯しているという名目で、大規模なユダヤ人迫害運動がリッペで起こった。その後ユダヤ人が戻ってきたのは 1647年になってからであった。1780年頃、リッペには 900人以上のユダヤ人が住んでいた。デトモルト出身のレーオポルト・ツンツはユダヤ人の権利拡大に取り組み、1858年に同権化のための法整備モデルを提唱した。しかし、その後ユダヤ人はリッペにおいてもたびたび犯罪者の身代わりとして無実の罪を着せられた。1938年11月10日の排斥運動（水晶の夜）では、ドイツ全土のシナゴーグ、ユダヤ人墓地、商店が破壊された。デトモルトでは、1907年に建立されたロルツィング通りのシナゴーグが完全に焼き払われ、5軒のユダヤ人の商店が破壊された。現在分かっている範囲で162人のユダヤ人デトモルト市民が、ナチスの権力掌握時代に連行された。

## 行政
デトモルトは、州議会選挙ではリッペ3区（第99選挙区）、連邦議会選挙ではヘクスター＝リッペ2区（第137選挙区）に属している。

### 市議会

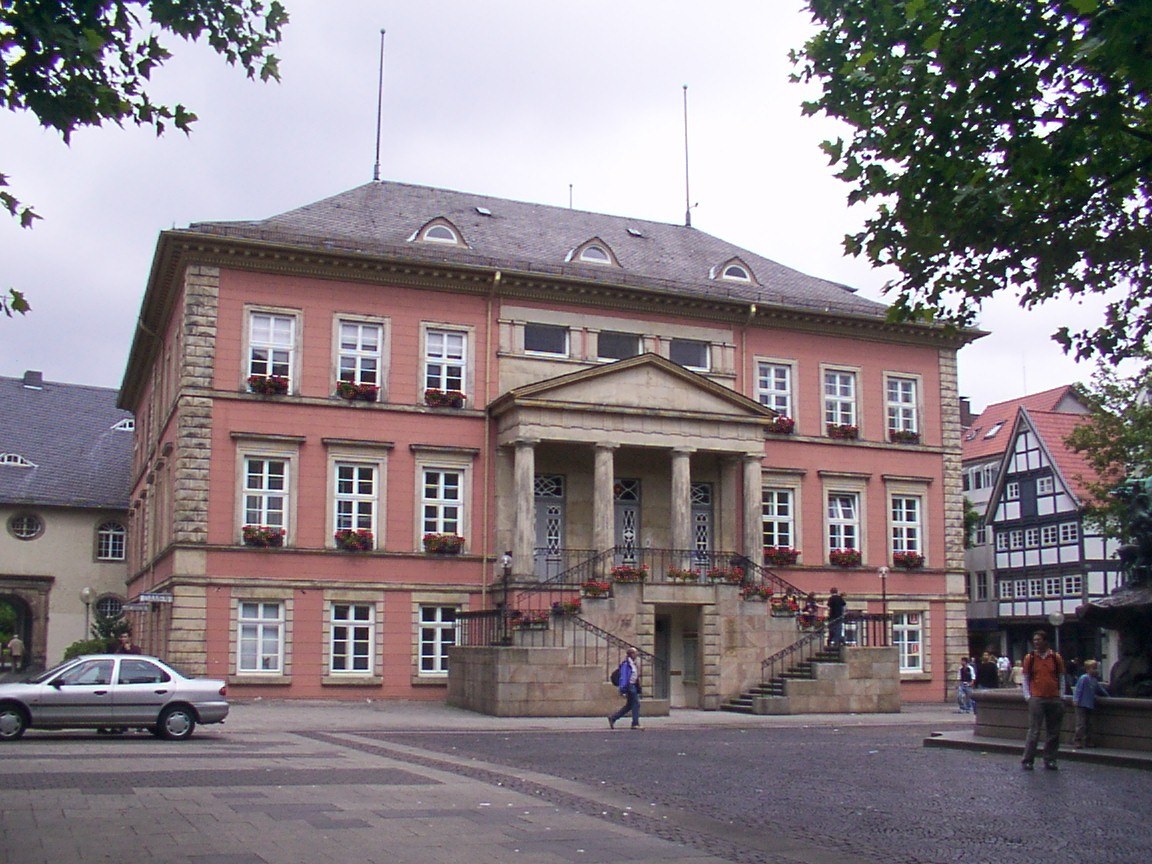
デトモルト市庁舎

市議会は46議席からなる。これに市長が議長として加わる。2014年現在、固定した政党連合は形成されていない。

### 市長
Bürgermeister von Detmold ist seit dem 1. November 2020 Frank Hilker (SPD). Er setzte sich in der Wahl 2020 gegen Jörg Thelaner (CDU) und Steffen Stelzer (Die PARTEI) im ersten Wahlgang durch. Die folgende Tabelle zeigt das Ergebnis der Bürgermeisterwahl 2020:[41]
2020年11月1日からフランク・ヒルカーが市長を務めている。彼は2020年9月13日の選挙で 54.86 % の支持票を獲得してデトモルトの市長に選出された。

### 紋章
図柄: 赤地で、5つの凸部を持つ胸壁が貫いている。壁の両端にはラテン十字が取り付けられている。最初と最後の狭間の位置に頂部が3つの凸部を持つ胸壁となっている3階建ての塔が描かれている。塔の各階ごとに黒く窓が開かれている。その間は大きなアーチ型の門で、その上に尖った屋根を戴いている。その先端には先広十字が掲げられており、屋根の両端にはそれぞれ珠が載っている。アーチ門内には円形の盾に萼のない大きなリッペのバラ（黄色い蘂と赤い花弁）が描かれている。その下部の胸壁中央の2つの凹部に小さな盾があり、その中にやはり萼のないリッペのバラが描かれている。
解説: 1970年に新たに作成されたデトモルト市は、1955年11月24日に旧デトモルト市に与えられた紋章を受け継ぐことを、1970年2月23日に許可された。この紋章は、1305年、1350年、1428年の3つの古い市の印章に基づいて議会によって確定された。建物は市のシンボルであり、バラは領主の紋章によるものである。

### 姉妹都市
デトモルトは以下の 5都市と姉妹都市協定、1都市と友好都市協定を締結している。
- 姉妹都市
  -  サントメール (パ＝ド＝カレー県)（フランス、パ＝ド＝カレー県）
  -  ハッセルト（ベルギー、リンブルフ州）
  -  ツァイツ（ドイツ語版、英語版）（ドイツ、ザクセン＝アンハルト州）
  -  サヴォンリンナ（フィンランド、南サヴォ県）
  -  オレオカストロ（ドイツ語版、英語版）（ギリシャ、中央マケドニア）
- 友好都市
  -  ヴェローナ（イタリア、ヴェネト州）

最も古い姉妹都市協定は、1969年6月29日に締結されたフランスのサントメール (パ＝ド＝カレー県) とのものであるが、これは 1963年1月22日のエリゼ条約に基づいて締結された。ベルギーのハッセルトとの姉妹都市協定は 1976年5月6日に締結された。また、 2004年6月11日にフィンランドのサヴォリンナと姉妹都市協定を結んだ。これら3都市との間では、交換留学や文化・スポーツサークルの交流などが行われている。ドイツ国内の姉妹都市は、ツァイツとの間で 1990年8月18日に成立した。この姉妹都市関係は市議会や行政の共同作業から始まり、サークルの相互訪問やその他の面で交流を深めている。ギリシャのオレオカストロとの姉妹都市協定は、2013年6月15日に締結された。これは、2004年の「スポーツを通しての教育ヨーロッパ・イヤー」プログラムの枠組みで開催されたサッカーの試合が機運となった。
イタリアのヴェローナとは、国家社会主義とファシズムの時代のドイツ - イタリア史の総合的研究を行う長年にわたる学校プロジェクトが機縁となり、2006年5月20日に友好都市協定を結んだ。もう一つの友好都市関係はギリシャの都市カリテアとの間で 2006年6月16日に締結された。

## 文化と見所

### 博物館・美術館

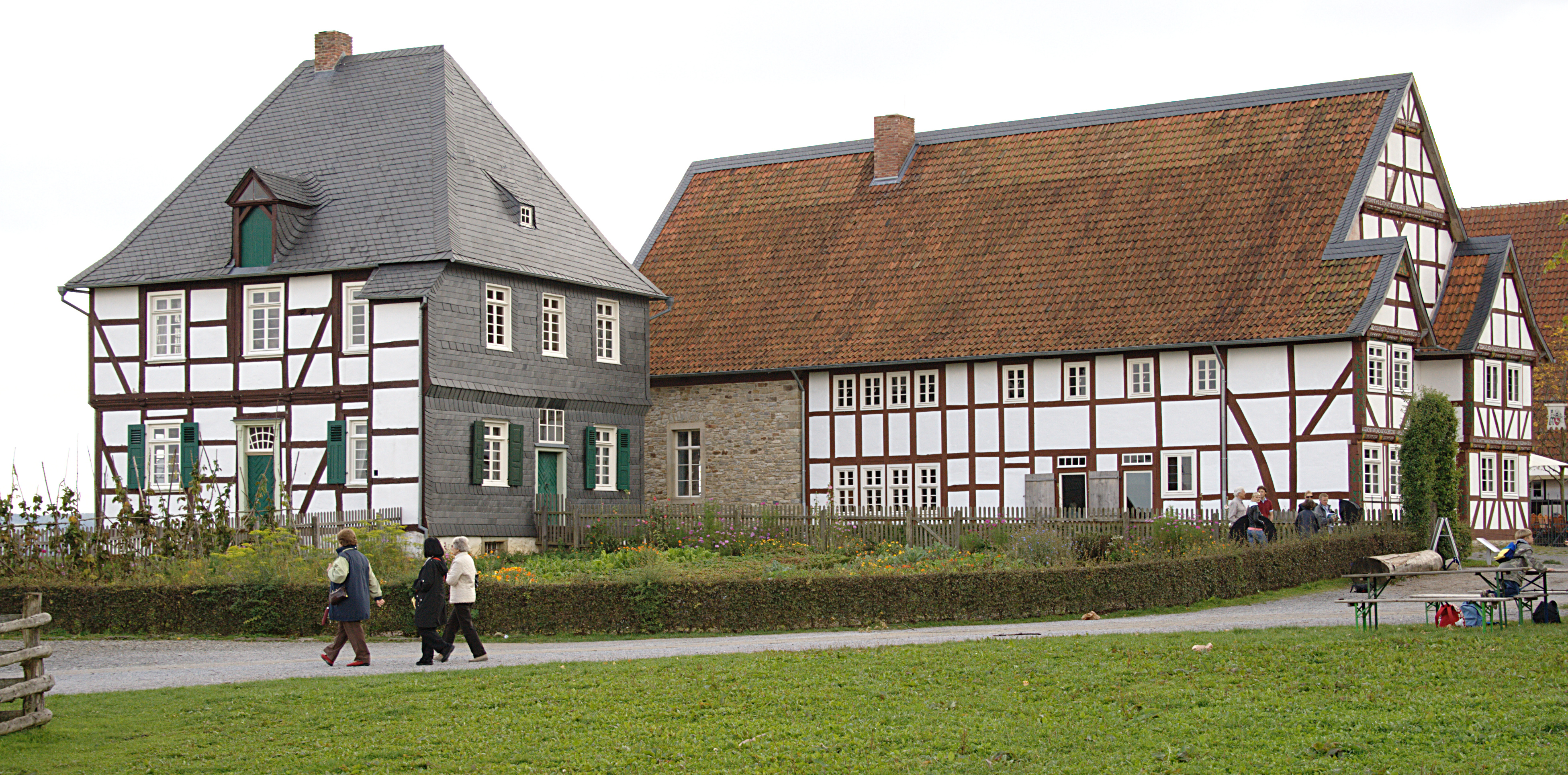
ヴェストファーレン野外博物館

ヴェストファーレン野外博物館は、90 ha の敷地に約 100 棟の歴史的建造物がある、この種のものとしてはヨーロッパ最大の博物館である。この博物館は、かつての侯の旧動物園跡に 1966年に開園した。毎年4月1日から10月31日まで開園しており、平均 25万人が訪れる。リッペ州立博物館は、地方史、文化史、博物学、先史時代の文物を展示している。この博物館は 1985年に創設 150年を祝った。デトモルトで最も新しい博物館・美術館が凧芸術のためのアート・カイト博物館で、2000年に開館したのだが、早くも 5年後には閉館した。あまり知られていないが、地域を超えて重要なのが、ドイツ系ロシア人文化史博物館である。この博物館は、この種のものとしてはドイツで最初で唯一の博物館で、現在も拡充を続けている。

### 演劇

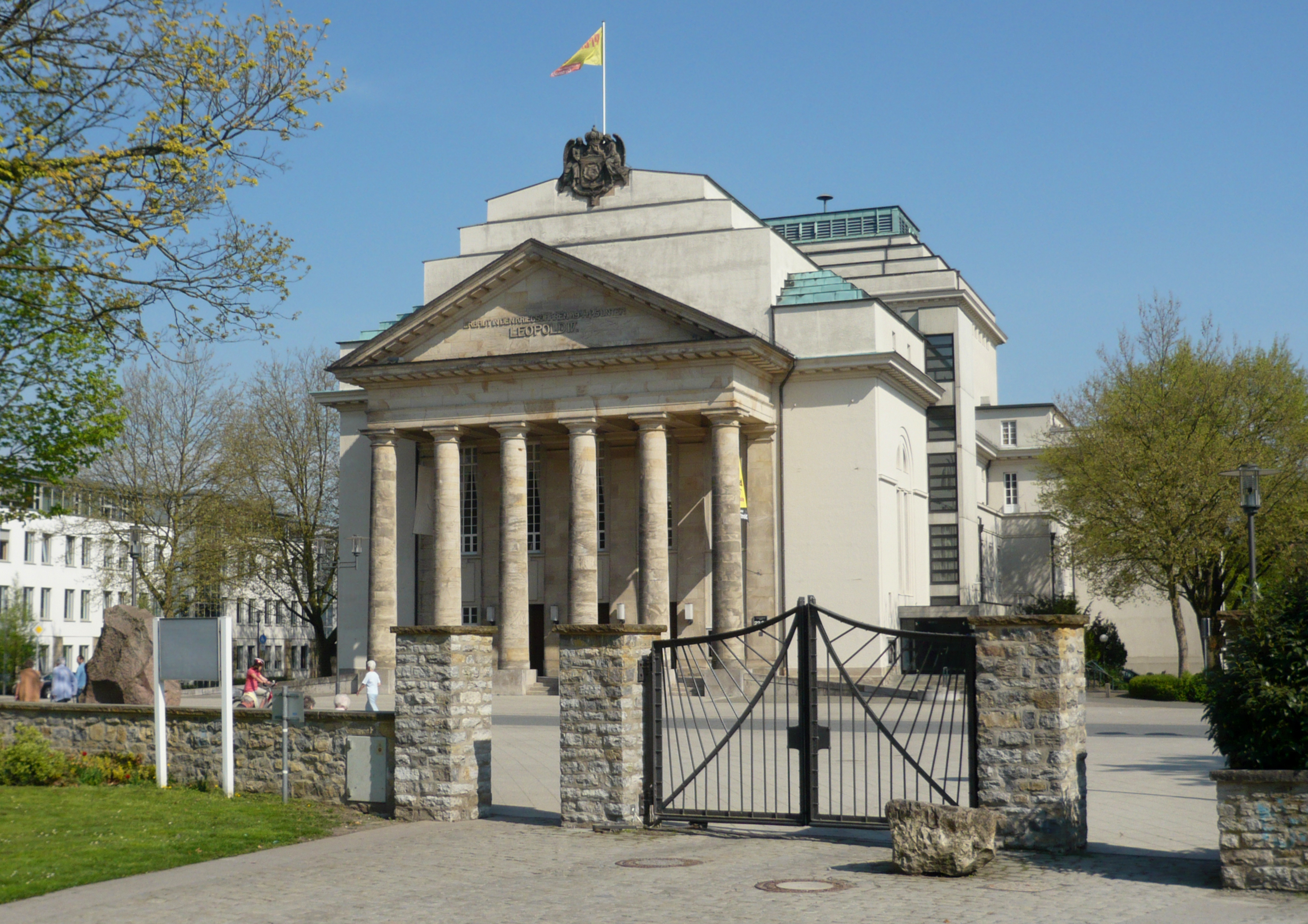
リッペ州立劇場

デトモルト州立劇場はデトモルト市内の5つのステージを本拠としている。州立劇場自身は 650席、グラッベ＝ハウスに小ステージが 80席、毎年一つの演目を屋外で上演する内市街のホーフテアターが 250席、それにデトモルト・ゾンマーテアターと新しく建設された青少年演劇用の「カシュルプ」ビューネがある。デトモルト州立劇場はヨーロッパ最大の客演劇団で、演劇シーズンの 600公園のうち約半数をデトモルトの外で上演している。上演地域はノルトライン＝ヴェストファーレン州全域を含み、国境を越えてベルギー、ルクセンブルク、スイスにまでおよぶ。
デトモルト州立劇場は、レオポルト2世 (リッペ侯)侯の命令により、1825年に設立された。劇場はマルクト広場や城館から離れたローゼンタールに建設された。7か月の工期の後、早くも1825年11月に初めて幕が開けられた。この劇場は1912年2月5日に基礎壁まで焼失したが、第一次世界大戦中の1914年から1915年にベルリンの建築家ボード・エープハルトの設計に基づき古典主義様式で新たに建設された。この新築工事の資金調達は、デトモルト市民の寄附と侯家の資金によってなされた。他のドイツの劇場と同じように、この劇場も第二次世界大戦中の 1944年9月1日に閉館した。戦後、イギリス軍政府はここにカジノを開いた。演劇上演はデトモルト・ゾンマーテアターに移された。1952年7月5日に開放され、状況は正常化した。
本市は 1991年から定期的にヨーロッパ・ストリートシアター・フェスティバル・デトモルトを開催している。このイベントは、デトモルト内市街や、かつてライン軍団のヘリコプター格納庫であったハンガー21でドイツ内外の演劇グループによって上演されている。

### 音楽

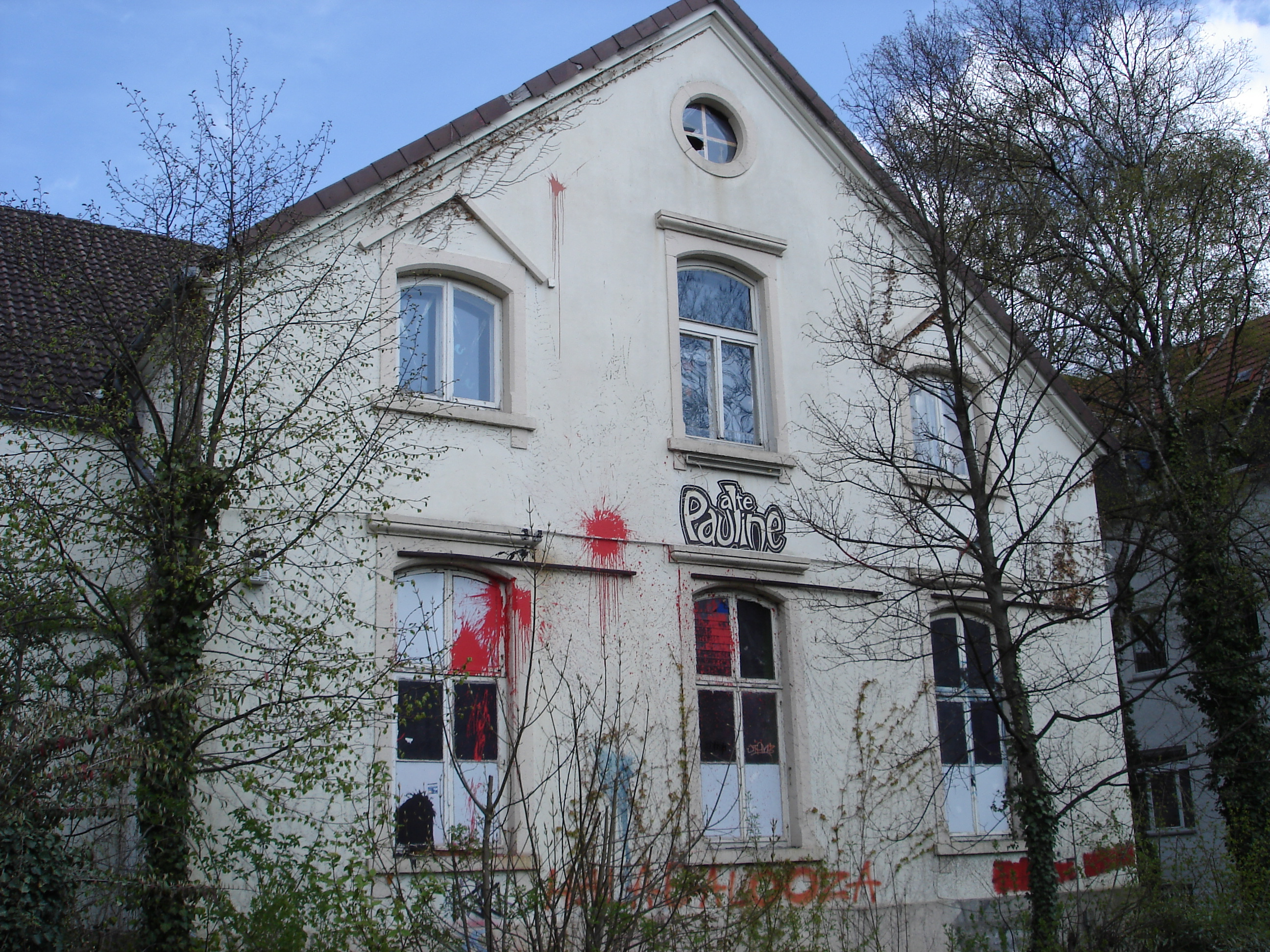
アルテ・パウリーネ

デトモルトで音楽イベントが豊富に行われているのは主にデトモルト音楽大学の存在による。市外でも有名なのは、マイスターケーレ・カメラータ・ヴォカーレ、リッペ・フィルハーモニー合唱団、デトモルト・シュロスシュパッツエンがある。リッペ・フィルハーモニー合唱団は 1990年から国際合唱フェスティバルを組織している。デトモルトには合唱文化が根付いており、NRW合唱連盟に 11の合唱団体が加盟している。デトモルトで活動した作曲家アルベルト・ロルツィングの合唱作品はデトモルトの合唱団に愛唱されている。音楽学校のビッグバンドとデトモルトのオーケストラがこの街の重要な器楽演奏団体である。この他に、教会組織内の教会合唱団やブラスアンサンブルがある。
もう一つの音楽シーンの中心が、文化・コミュニケーションセンター「アルテ・パウリーネ」である。ここでは、コンサートの他に政治集会も開かれている。アルテ・パウリーネを運営する協会は、この市有不動産の使用料を支払っていない。市議会の一部にはこの建物を売却を再考すべきだとしている。
アルテ・パウリーネを発足の地とするバンド「Speed Niggs」は1989年から1992年までの間に 3枚のアルバムをリリースし、ドイツ全土で数多くのコンサートを行った。バンド「Maria Perzil」は、ユーロビジョン・ソング・コンテスト1998のドイツ予選にエントリーし、10位を獲得した。中世バンド「Duivelspack」は 2000年にドルトムントで結成された。

### スポーツ
2007年現在、デトモルトには 69のスポーツクラブがあり、80のスポーツ種目が楽しまれている。最も有名なクラブは、TSV デトモルト・フォン 1911とデトモルダー・トゥルンフェライン・フォン 1860 である。
1911年に FC トイトニア・デトモルトとして設立されたTSV デトモルトの黄金期は第二次世界大戦後の1946年に始まった。そのピークとなったのが1950年6月10日の西ドイツ・サッカー選手権の獲得であった。この日 TSV は、シュポルツプラッツ・ウンター・デン・ピンナイヘンの14,000人の観客の前で、ヴッパータール＝クローネンベルクを相手に 5対1 で勝利した。その後 TSV が再びビッグクラブと肩を並べることはなく、多くの選手が去っていった。その結果、このクラブはランデスリーガやベツィルクスリーガにまで降格した。2010/11年シーズン、このクラブのトップチームは、クライスリーガAでプレイしている。
TSV デトモルトの他に、ポスト SV デトモルトがある。このクラブは市内中心部にあるヴェレシュポルトプラッツ（人工芝）を使用している。ポスト SV デトモルトとTSV デトモルトとの試合は、しばしばローカルダービーと呼ばれる。
ジュニアサッカーでは、SV アイントラハト・イェルクセン＝オルプケが、この街で最も強いリーダー格である。C-ユニオーレンはランデスリーガ、B-およびA-ユニオーレンはベツィルクスリーガでプレイしている。
デトモルダー・トゥルンフェライン・フォン 1860 は会員数約 1,000人のデトモルト最大のクラブで、体操、バスケットボール、ハンドボール、フェンシングなどの種目がある。

### リッペ州立図書館と文書館

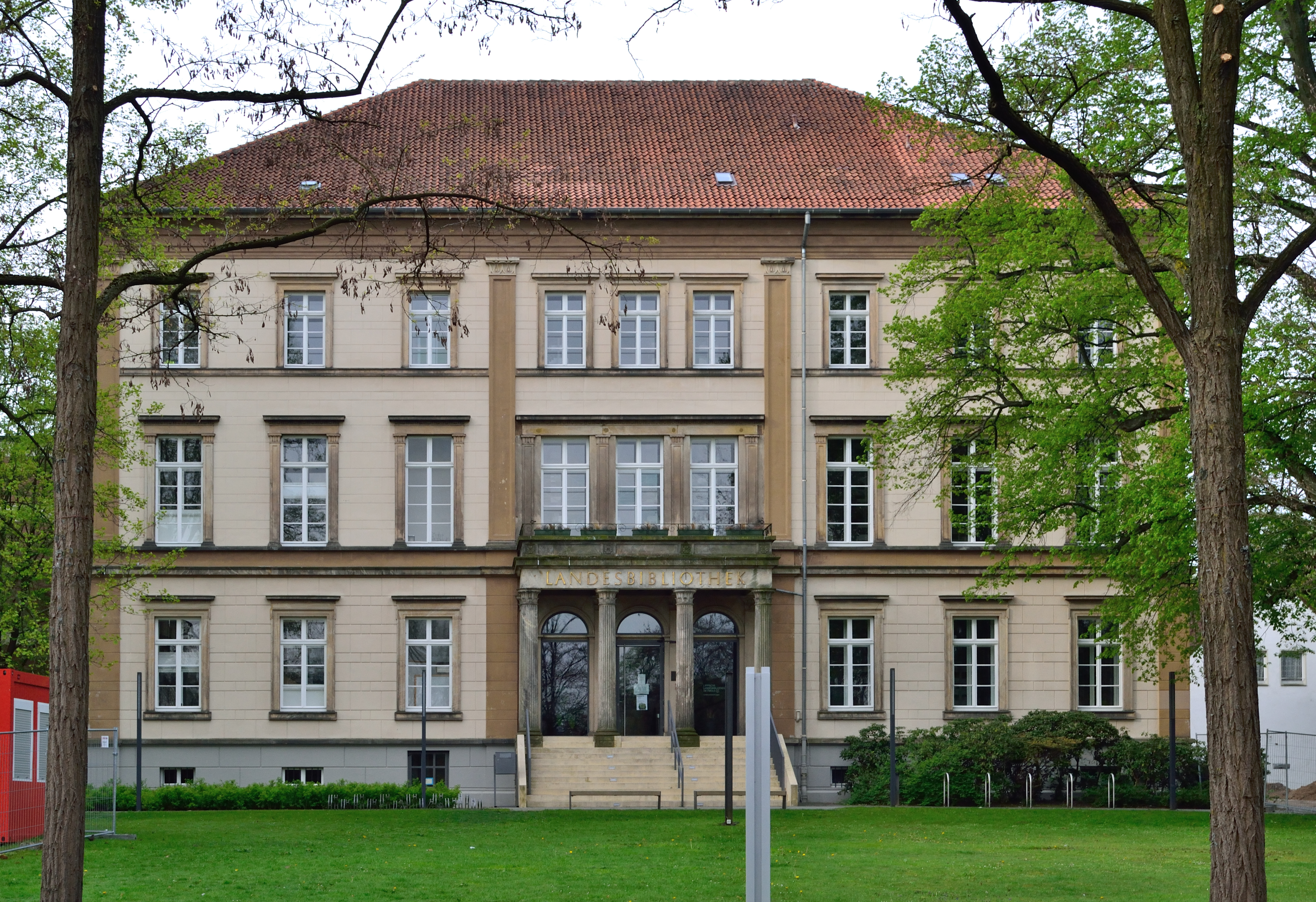
リッペ州立図書館デトモルト

40万点を超える蔵書を有するリッペ州立図書館デトモルトは、ノルトライン＝ヴェストファーレン州の非学校系図書館で最も重要な施設の一つである。この図書館の重点は、隣接するデトモルト文書館とともにリッペおよびオストヴェストファーレンに関する文学、古文書、記録類の収集と提供にある。図書館は、デトモルトの商人で建築業者のヴィルヘルム・エーベルトが 1842年から 1843年に建造した古典主義様式の豪壮な館に入居している。第二次世界大戦後、図書館は新たに設立されたリッペ地方協会の所有に移された。

### 建造物

#### 歴史的旧市街

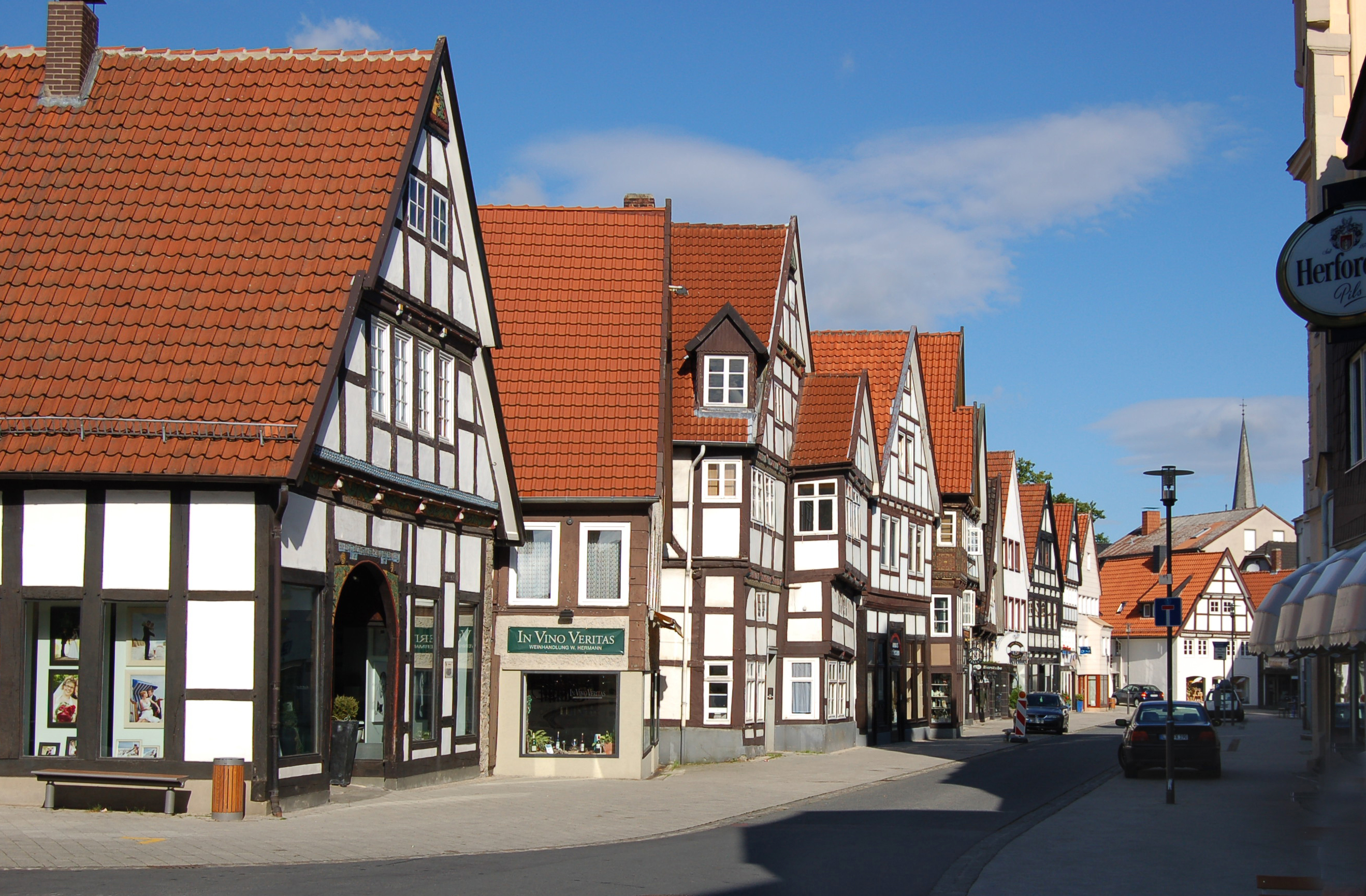
デトモルト＝クルンメ通り

歴史的旧市街は、直径約 550 m の円形であり、その中心がマルクト広場である。旧市街は、南と東は、ブルーフマウアー通り、アウグスト通り、アドルフ通り、カール通りをその境界としており、旧市壁の断片の遺構を今も見ることができる。旧市街の北と西はローゼンタールとアルマイデである。旧市街内には約 350 棟の歴史的建造物があり、その一部は良好な保存状態にある。特にランゲ通り、クルンメ通り、マイアー通りに多く遺されている。これらの建物は、おおむね 3つの時期に建設された。1547年の大火以降の中世末期に建てられた市民の木組み建築、ビーダーマイアー時代（1830年 - 1860年）の後期古典主義建築、泡沫会社乱立時代の歴史的な性格を強調した装飾的なファサードをもつ建造物である。ウンター・デア・ヴェーメ通りには、フェルディナント・フライリヒラートの生家やクリスティアン・ディートリヒ・グラッベが亡くなった家がある。グラッベの生家も遺されており、ブルーフ通りにある。
- ランゲ通り
- マイアー通り
- フェルディナント・フライリヒラートの生家
- クリスティアン・ディートリヒ・グラッベの生家
- グラッベが亡くなった家

#### 城館

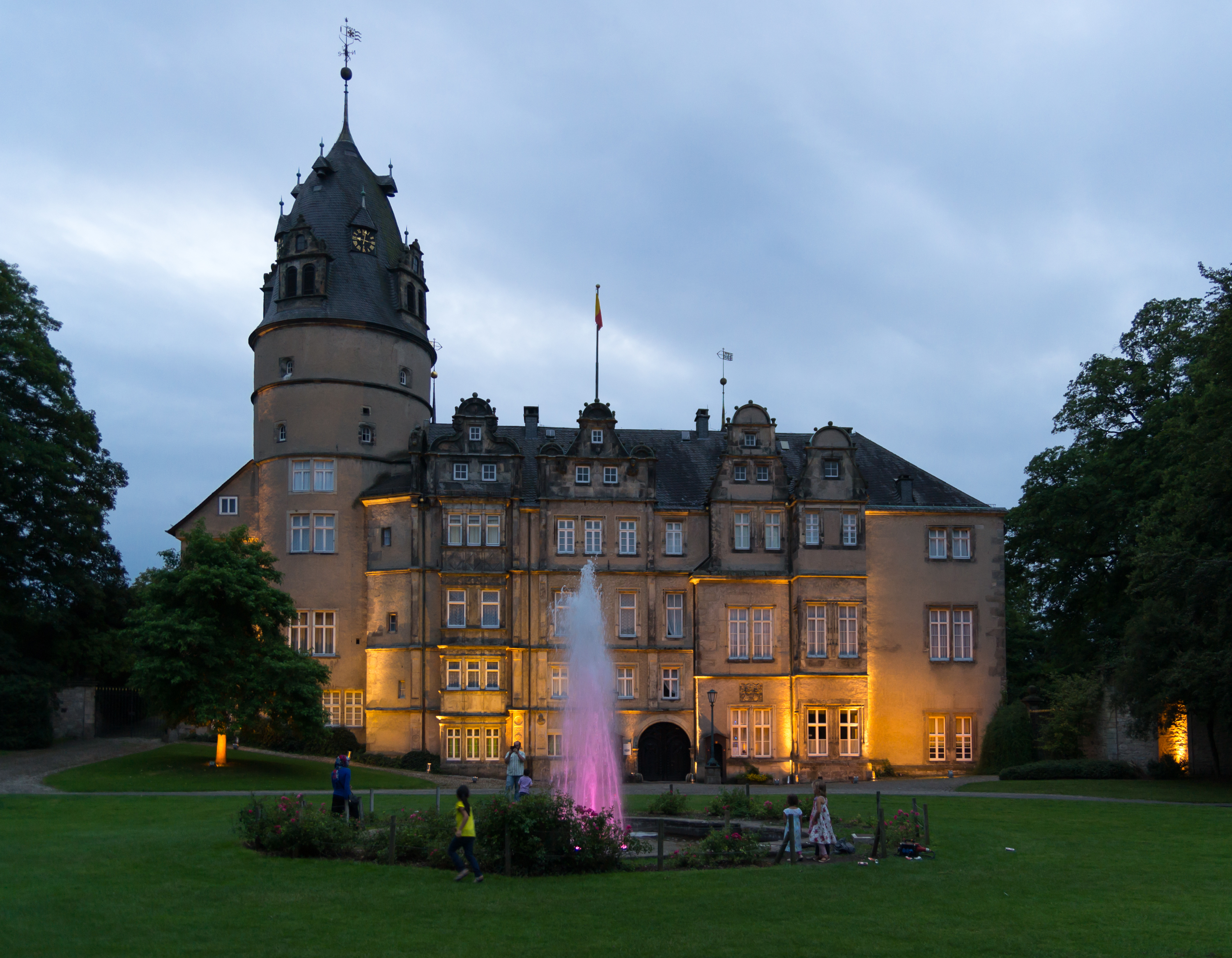
ライトアップされた城館と噴水

「リッペ侯のデトモルトの居城」とも呼ばれるデトモルト城は、歴史的旧市街の北西部にあり、城館広場と堀を合わせると、市街中核部の 1/4 を占める。このリッペ侯の居城は、本市の最も重要な歴史的建造物であり、ヴェーザールネサンス様式の傑出した建築作品である。この城館は、中世の塔を中心に、1550年から1557年に建造されたルネサンス様式のファサードを持つ 4つの翼棟が接続している。城館の中庭には4つの階段塔と紋章石が掲げられた古典主義様式のアーチの回廊がある。8枚の大きなタペストリー、ヴェネツィアン・グラスのシャンデリア、狩猟道具のコレクションを収めた王の部屋を含む西翼は17世紀に建設された。城館広場は、長く延びた翼棟と隅櫓で囲まれており、馬車置き場、厩舎、馬場として利用された。かつての馬場は、1950年代に市立ホールに建て替えられた。城館前の噴水のある泉は1898年に建造され、1957年に照明装置が設けられた。

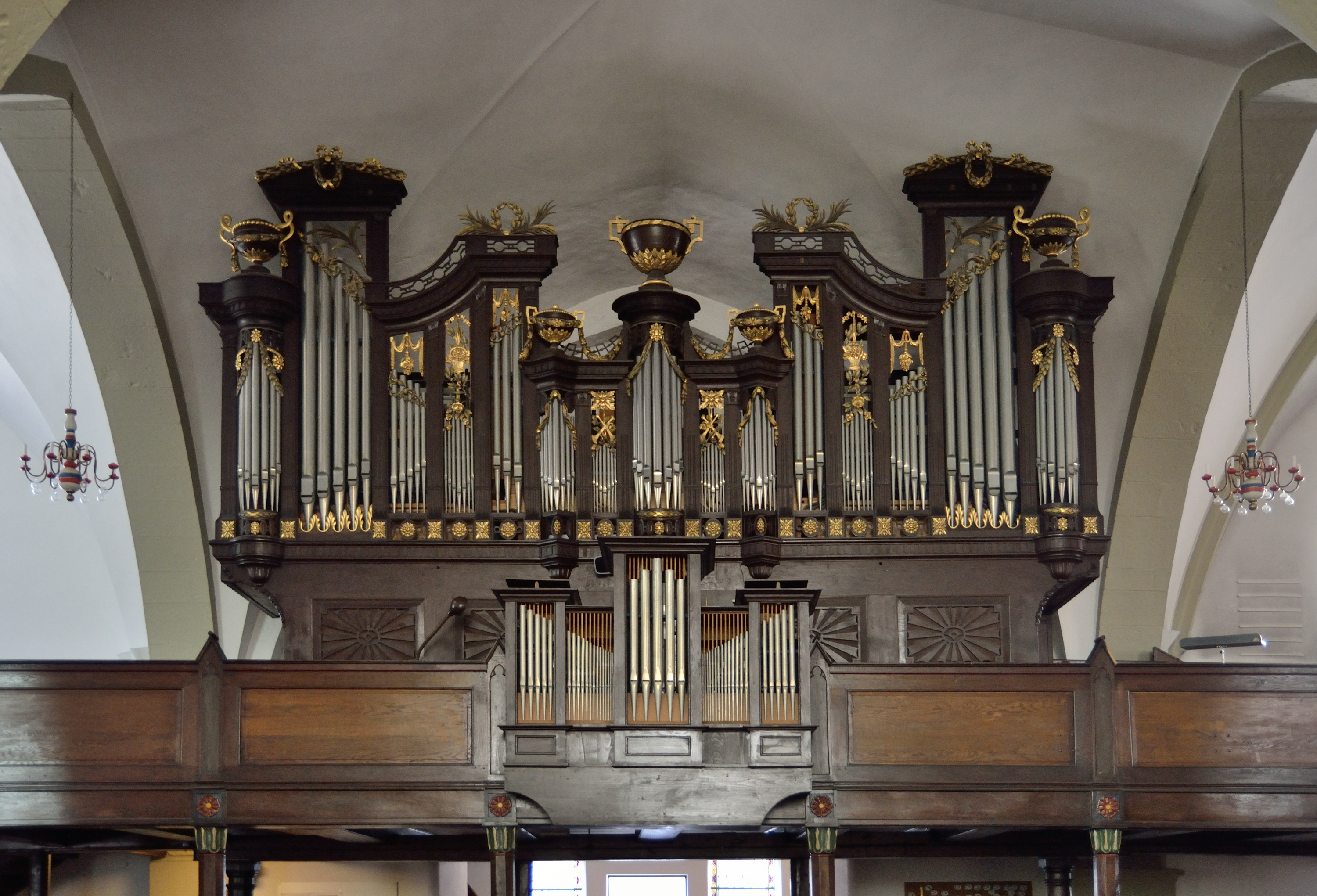
デトモルト救世主教会のオルガン

#### 救世主教会
福音主義改革派の救世主教会（マルクト教会）は、後期ゴシック様式の教会建築である。この教会は、1547年に大火により破壊された後、市の中心部に再建された。数年後に市は大きな教会塔の建設に着手した。入場できるようになったのは 1564年であった。この年号は塔が完成した年を示している。1596年頃に 2人の塔守が置かれた。塔守は火事番として塔に住んだ。16世紀の古い警鐘（変ホ音）は第一次世界大戦でも第二次世界大戦でも救い出され、デトモルトで最も古い銅製の鐘となっている。失われた金の代わりに、鐘の鋳造業者リンカーは 1200 kg の「平和の鐘」（ヘ音）を鋳造した。1555年に教会堂にオルガンが設置された。現在のバロックオルガンはヨハン＝マルクス・エステライヒによって1795年に製造されたもので、1962年に改造、拡張された。簡素な内部には、印象的な尖頭アーチのゴシック様式の窓や、葉状の装飾が施された砂岩製の洗礼盤がある。五角形の講壇は円柱で支えられており、講壇の上には六角形の反響天板がある。

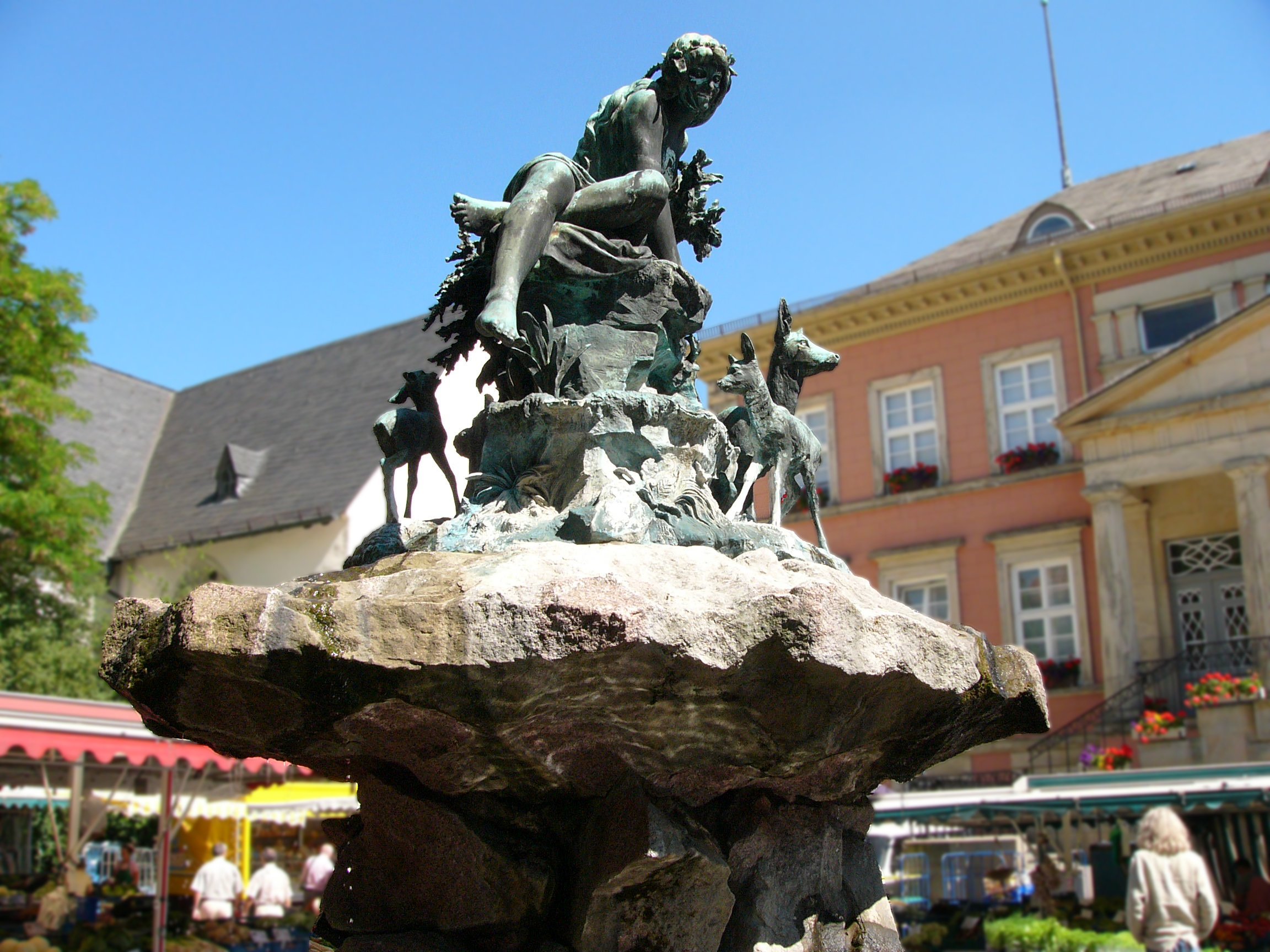
市庁舎前のドノープの泉

#### 市庁舎
市庁舎は、1828年から1630年に建設された古典主義建築で、その北面がマルクト広場に向いている。特徴的なのは、建物前の砂岩製ドーリア式ポルチコをもつ 2連の外階段である。市庁舎内には、市議会場、市長や行政指導者の執務室がある。市庁舎は、1902年に増築され、裏側が拡張された。市庁舎前の「ドノープの泉」は、1902年に建設され、ベルレベッケ川をニュンペーとして表現したものである。

#### 宮殿
宮殿（新宮殿とも呼ばれる）は、1706年から1708年にリッペ伯フリードリヒ・アドルフによって建造された。この宮殿は 3階建ての本館と、翼棟風の付属建造物からなる。この宮殿は元々リッペ伯妃の未亡人隠居所として使われていた。1849年から1864年まで改築がなされた。南側面の前に、1857年からトリトンとイルカを象った噴水が造られた。現在この建物は音楽大学の本部になっている。宮殿には宮殿庭園が付属している。

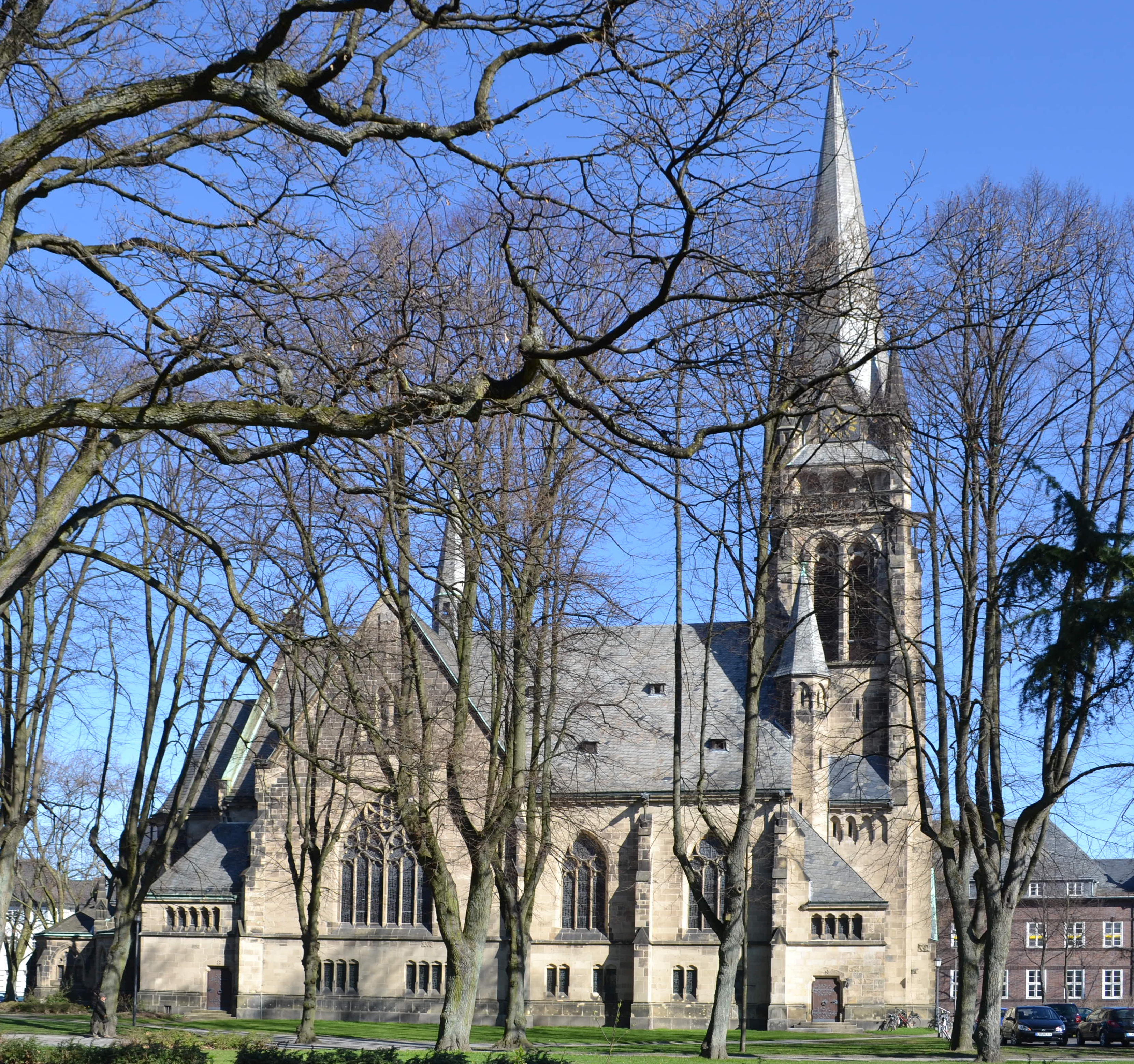
クリストゥス教会

#### クリストゥス教会
カイザー＝ヴィルヘルム広場のリッペ侯家の墓所があるクリストゥス教会は建築家オットー・クールマンの設計に基づいて 20世紀初めにネオゴシック様式で建設された教会堂である。戦争の影響により、1960年代に大規模な修復がなされ、1980年代に外観の徹底的な更新と内装の修繕がなされた。一年のうち温かい月には、昼間ずっと訪問者に開放されている。クリストゥス教会は、デトモルト西部の福音主義改革派のキリスト教徒にとっての故郷である。この教会は2008年1月に設立 100年を迎えた。

#### マルティン＝ルター教会
シューラー通りの福音主義ルター派マルティン＝ルター教会は、かつてバロック教会があった場所に、1897年から1898年にネオゴシック様式で建設された。1721年まで改革派のデトモルトではルター派の教会を設けることは禁止されていた。ルーター派の侯妃ヴィルヘルミーネ・フォン・ナッサウ＝イーデンシュタインが最初の教会を建設した。この教会の模型が近くの教区集会所で観られる。

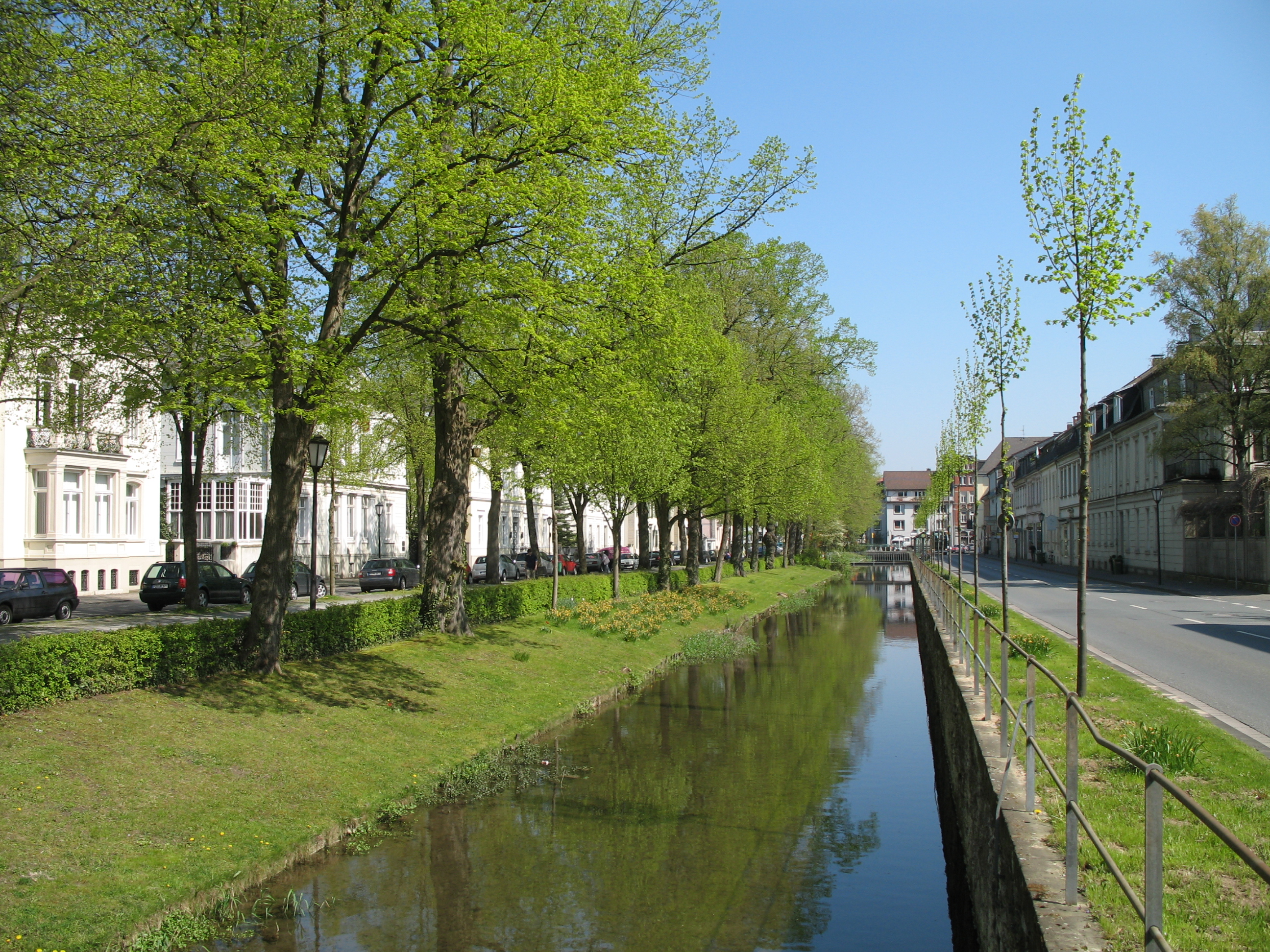
現在のフリードリヒスタール運河

#### フリードリヒスタール運河
フリードリヒスタール運河は技術的建築文化財であり、一部は1701年から1704年に当時のフリードリヒ・アドルフ伯の命令で建設された水利工事を遺している。フリードリヒスタール運河は現存していない別荘、オランジュリー、バロック庭園を備えた離宮と居城とを結んでいた。この運河はコッヒェンバッハ川から水を引き、市壁の南側と西側を流れて城の池を満たしていた堀に排水していた。建設責任者はヒンドリック・コックであった。この運河は、経済活動を目的に使われたことはなく、専ら船遊びのゴンドラがこれを利用した。1748年に船の航行は廃止された。合流点に水車が建設され、別の用途に使われるようになった。1752年から1753年に建設されたオベーレ・ミューレ（上流の水車）は1958年まで稼働しており、調理に用いられた。高低差を克服するために建設された 3つの水門は現在も滝として見ることができる。運河の建設は、宮殿の建設や新市街東部の運河沿いの家屋群建設と関連していた。これは中世の都市境界を越える最初の拡大であった。この運河施設は、バロック時代の水利技術を示す重要で類例のない文化財である。

### 公園

#### 城館公園
城館広場とも呼ばれる「城館公園」は18世紀後半に造営された。この公園には4つの入口がある。ランゲ通りの正門から、劇場前広場から、マルクト広場から教会のアーチを抜けて、そしてローゼンタールから広い階段を通るルートである。ライトアップ装置を備えた噴水を持つ城館前の大きな泉は、1900年頃に設けられた。公園の西にある八角形の小さな池はおそらくフリードリヒスタール公園の名残である。正門の近くにはヨハネス・ブラームスの胸像がある。城館公園は、長く延びた翼棟と隅櫓で囲まれており、城館の住人の馬車駐車場、厩舎、馬場に利用されていた。かつての馬場は1950年代に市立ホールに建て替えられた。

#### 宮殿庭園
宮殿庭園は、18世紀初めにフランス式のパルテールとして造営され、19世紀半ばに拡張され、イギリス式の風景式庭園に改造された。宮殿庭園は、建築文化財として保護されており、セコイアやその他のエキゾチックな樹木の古木や、多くの泉、人口滝が保存されている。近くに八角形の建物があるが、これは水流を動かすためのタービンで、1855年に建設された。同じくその裏のビューヒェンベルクの斜面に格子がつけられた砂岩の門がある。これは山の貯蔵庫として用いられ、ビール醸造業者に氷の貯蔵庫として利用された。

### 行楽地
ヘルマン記念碑は、高さ 386 m のグローテンブルクに建てられており、トイトブルクの森の戦いとケルスキ族の首長アルミニウスを記念したものである。高さ 54 m のこの記念碑は、1838年から1875年にエルンスト・フォン・バンデルによって建立され、ドイツ皇帝ヴィルヘルム1世によって聖別された。これ以後この記念碑は年間約100万人が訪れる、ドイツで最も訪問者の多い記念碑の一つとなっている。

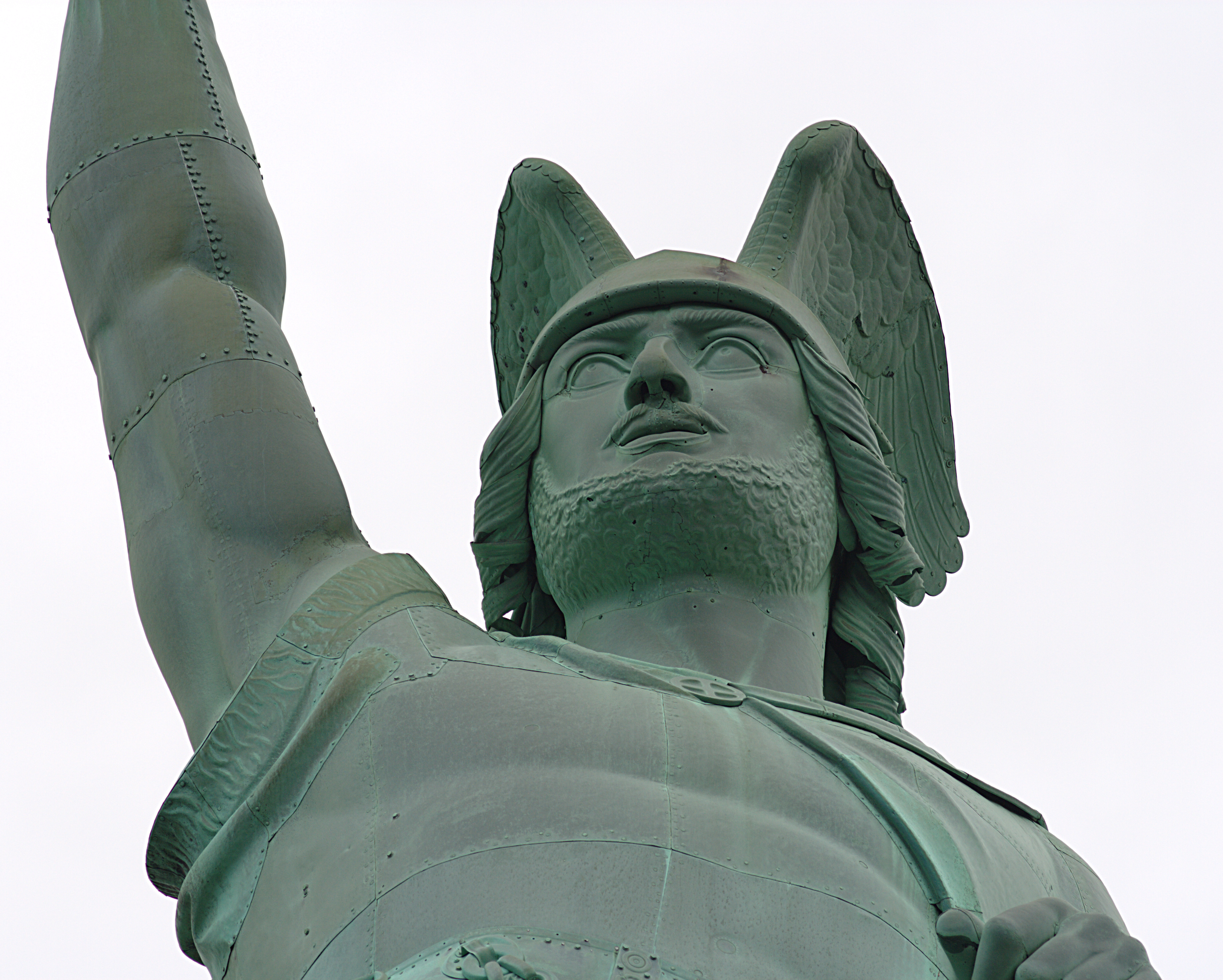
ヘルマン像の顔のクローズアップ

ヴェストファーレン野外博物館は、90 ha の敷地に約 100棟の歴史的建造物が建つ、この種のものとしてはドイツ最大の博物館である。この野外博物館は、かつて侯爵の動物園だった場所に 1966年に開園し、毎年 4月1日から 10月30日までの開園期間中に年間平均 25万人が訪れる。建物は、オリジナルに忠実に再建された歴史的な建物、たとえば農家、手工業者の家、旅館、村の学校などであり、完全に時代考証された調度品や典型的な庭を備えている。

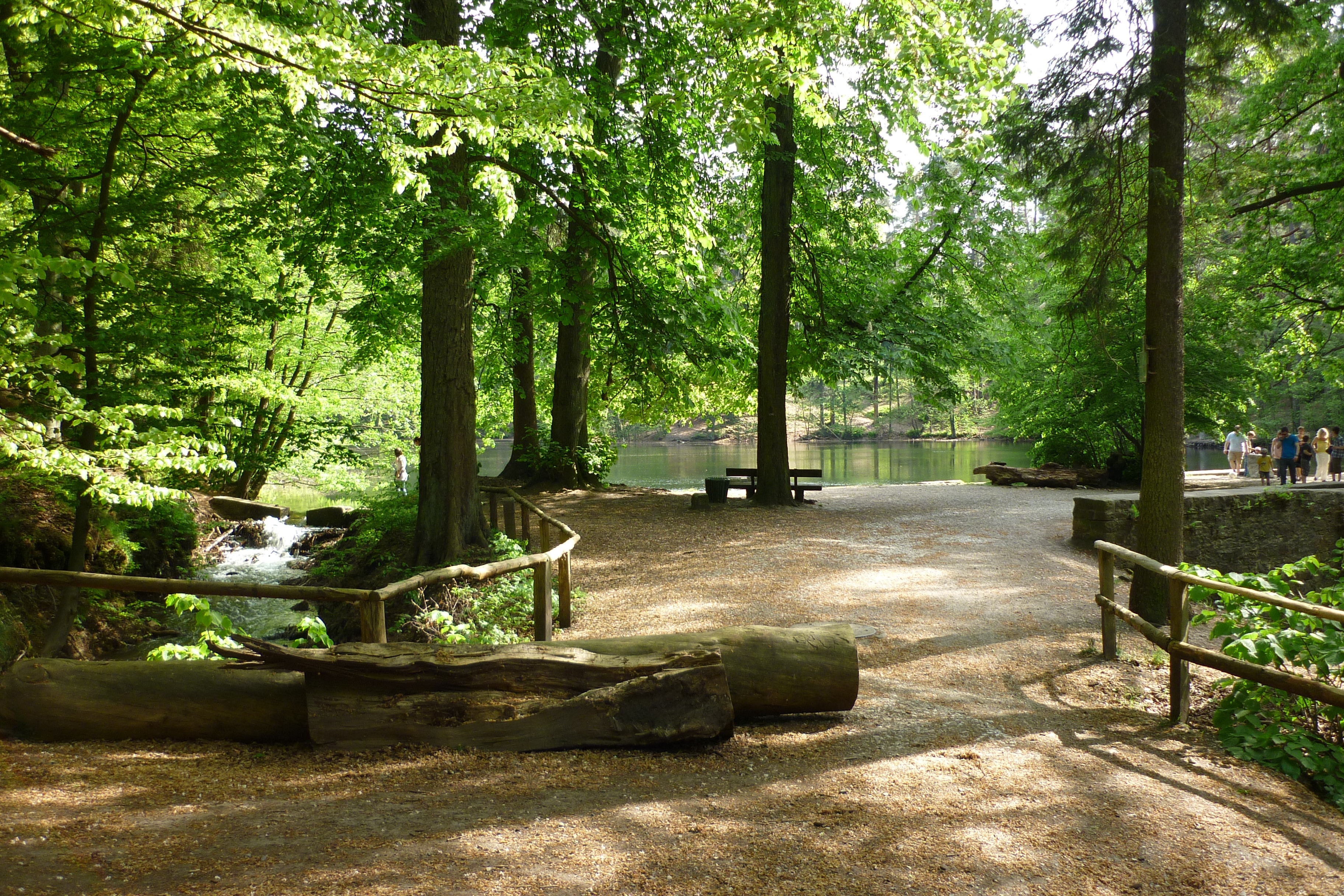
ドノパー池

ドノパータイヒ（池）は、広さ 132 ha の自然保護区であり、ヒデーゼン地区の近くにある人気の行楽地である。ドノパー池は、魚の養殖用にジーモン・ハインリヒ伯によって1683年に造営されたもので、伯の侍従ドノープにちなんで名付けられた。そのすぐ隣には、ワタスゲ属、モリニア属、ミズゴケ属、モウセンゴケ属、ツルコケモモといった特徴的な植物相をもつ高層湿原のヒデザー・ベントがある。ヒデザー・ベントは1950年には既に自然保護区に指定されていた。1時間ほどあるくと、ハイデンタールを越えてビールシュタインに至る。ビールシュタインは高さ 393 m のデトモルト市内最高地点である。その山頂には西部ドイツ放送協会ビールシュタイン送信所の高さ 300 m の送信塔が建っている。
ベルレベック鷲園は、ベルレベック地区のベルク・ケラーにある。この施設は鷹匠のアドルフ・デッペによって1930年代に 5羽の猛禽類のために創設された。鷲園は現在ヨーロッパで最も古く、最も大きな猛禽園で、約 180羽の猛禽を飼育している。2月16日から 11月15日まで毎日開園されており、鷲、ハゲワシ、鷹の飛行実演が行われている。
やはり鳥類・植物園のハイリゲンキルヒェン鳥類園には、120基のケージに、世界中の 2000羽の鳥類が飼育されている。最大のアトラクションは、オウムや雛はマルハナバチほどの大きさしかない世界最小のニワトリと触れ合えることである。この鳥類園は 3月11日から 11月4日まで毎日開園している。

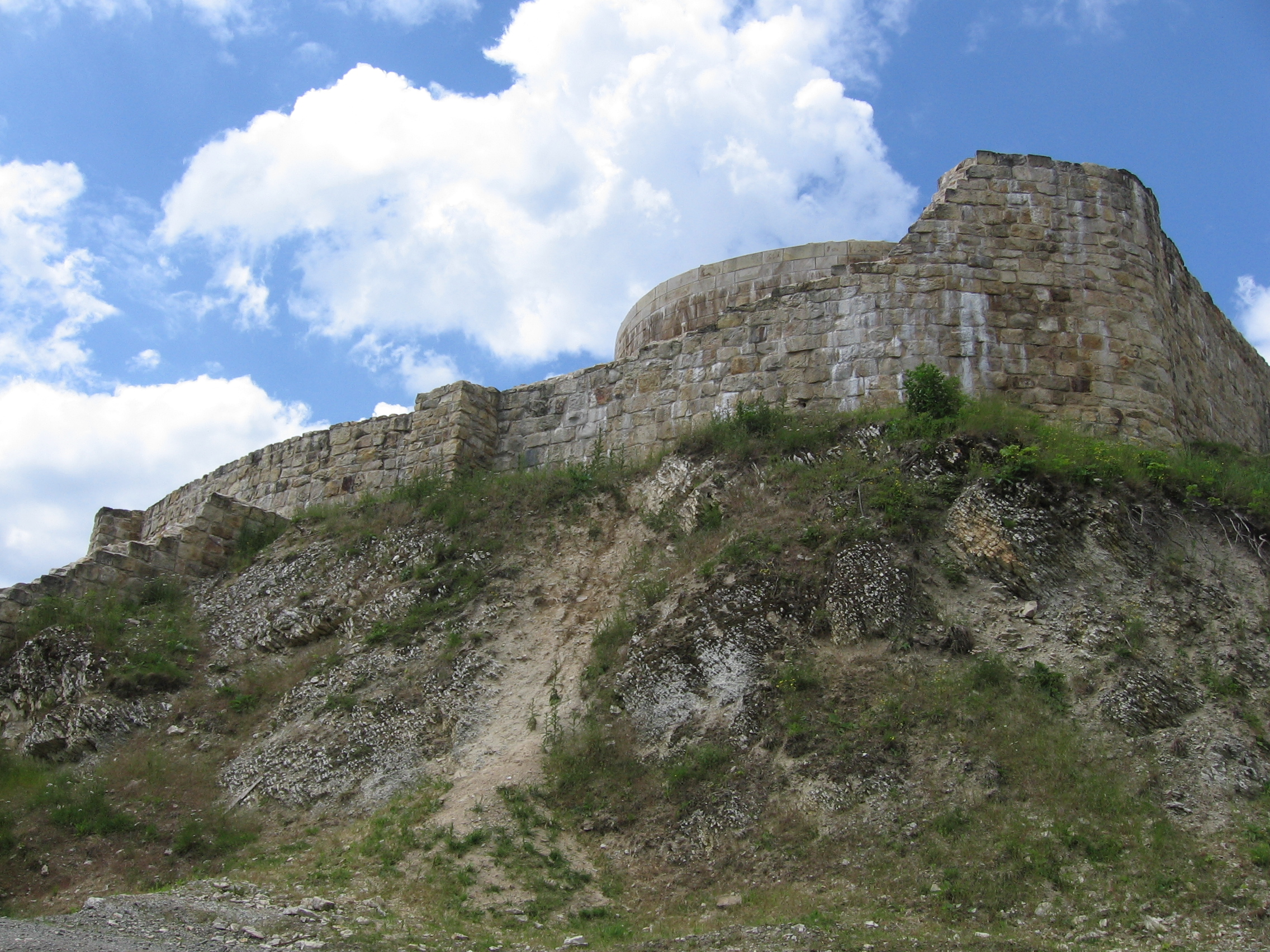
ファルケンブルク城趾

ファルケンブルク城趾は、トイトブルクの森の最高峰の一つであるベルレベック地区の高さ 373 m の場所にある。ファルケンブルクは、1190年頃にリッペ貴族家のベルンハルト2世の最初の城として建設され、何度も包囲戦を持ちこたえた。この城塞は1453年に完全に焼け落ち、その後新たに建設されたのだが、重要性を回復することはなかった。やがて19世紀の初めまでに城趾は荒廃し、その石材はトイトブルクの森を越える峠道のガウゼケーテの建設に転用された。
ライストルプの森のオプファーシュタインは、森の東端のディーステルブルーフ地区にある。オプファーシュタインは、年代不明の人類によって加工・配置された岩石群あるいは岩石列である。おそらく礼拝所であったと思われるが、その意味や目的は分かっていない。オプファーシュタインの近くには、考古学研究がなされている青銅器時代の墳丘墓がある。ブナ、オーク、針葉樹で覆われたライストルプの森の高地（288 m）からは、リッペ地方全域の良好な眺望が得られる。見所は、1962年に設けられた森の学習路や学習用のミツバチの巣箱である。
ビールシュタイン地区の近くにあるドライフルスシュタイン（直訳すると「3本の川の石」）は、デトモルトの地理上の重要なポイントを示している。トイトブルクの森の高台にあるこの地点は、ライン川、エムス川、ヴェーザー川の3つ川の流域が接する場所である。ドライフルスシュタインへの散策路は、ヒデーゼンの旅館前から出発し、2009年に建立された記念碑までハイデンタールを登る。レジデンツヴェークやレンスプファートといった遊歩道もドライフルスシュタインの近くを通っている。

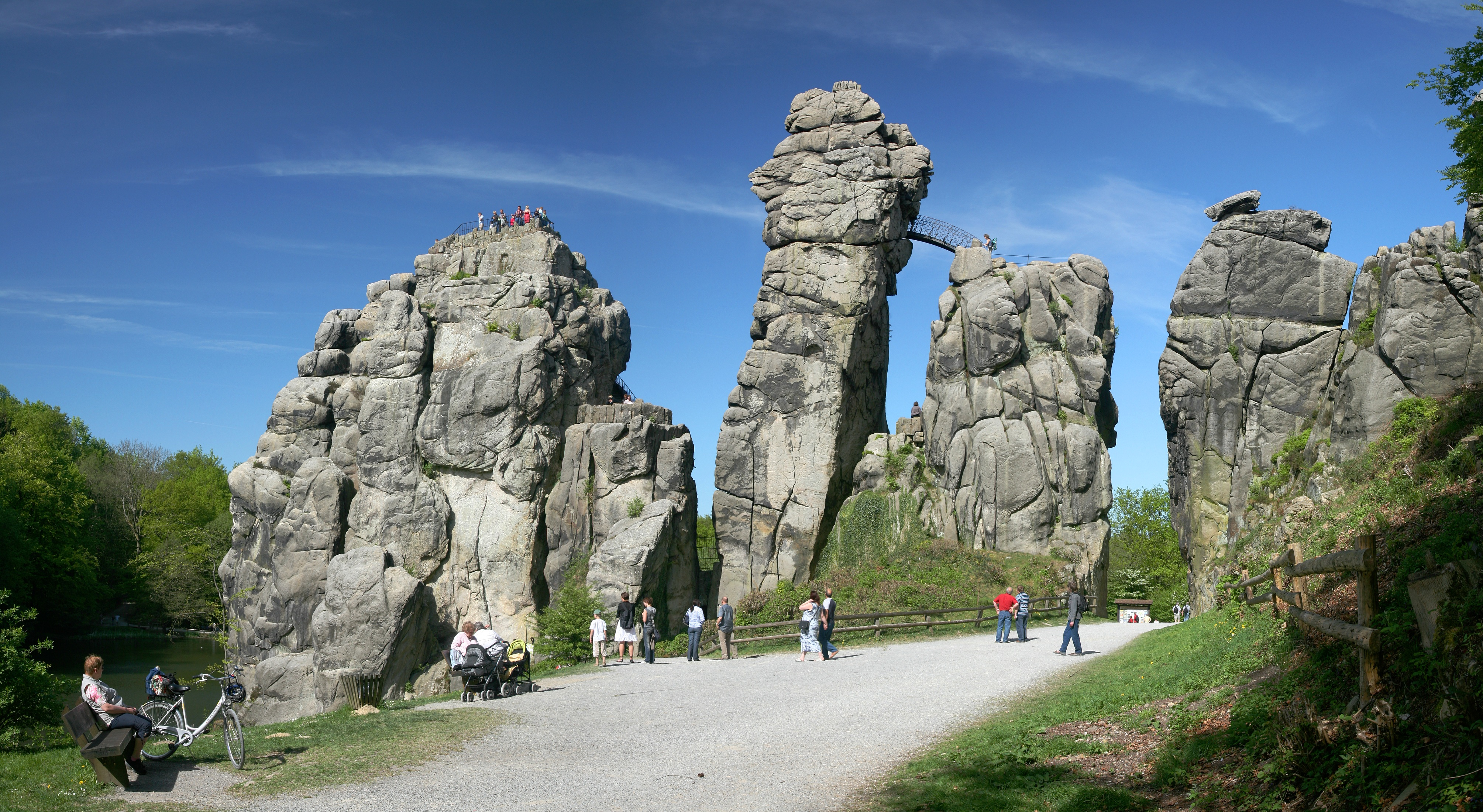
エクステルンシュタイネ

隣の市ホルン＝バート・マインベルクのホルツハウゼン＝エクステルンシュタイネ地区近郊にエクステルンシュタイネがある。これはドイツ最大の天然の名勝の一つである。数百万年の間ヴィームベッケ川が洗った岩の周辺、約 140 ha が自然保護区に指定されている。
- ベルレベック鷲園
- ハイリゲンキルヒェン鳥類・植物園
- ライストルプの森のオプファーシュタイン
- ドライフルスシュタイン

### 年中行事
内市街歩行者専用区域やカイザーケラーで、毎年春にデトモルト国際ジャズナイトが開催される。たとえば、ロビン・ユーバンクスなどの客演があり、デトモルト音楽大学のビッグバンドが定期的に出演する。
初夏には、短編映画祭の国際ショート・フィルム・フェスティバル（ISFF デトモルト）が開催される。
夏には、デトモルト・ゾンマービューネとリッペ・クリナーリッシュが開催される。ゾンマービューネは、マルクト広場のメインステージで数日間にわたって行われる無料の野外イベントである。リッペ・クリナーリッシュは、7月または8月の週末に城館庭園で、地元のレストランが郷土料理や国際的な料理を供する。
2年に1度、聖霊降臨祭に公道や公共の広場でヨーロッパ・ストリートシアターフェスティバルが開催される。デトモルトの最初のストリートシアターフェスティバルは1991年に「1. デトモルダー・ビルトシュテルング」という名前で開催された。20年以上にわたって定期的に開催されていることで、このストリートシアターフェスティバルは、この街の文化生活の一部となっている。
秋には、毎年懺悔と祈りの日後の水曜日から次の日曜日まで、約250人の出展者が参加してアンドレアスメッセが開催される。1604年の文書に記録されたこの歳の市にはメリーゴーランドや屋台がたつ。会場は、歩行者専用区域とクローネン広場である。歩行者専用区域では毎年クリスマスマーケットも開かれる。かつてこのマーケットは小さな農民市であった。
4月から11月までの毎月第1土曜日にフリードリヒスタール運河の骨董品専門のノミの市が開催される。

### 名物料理、食材

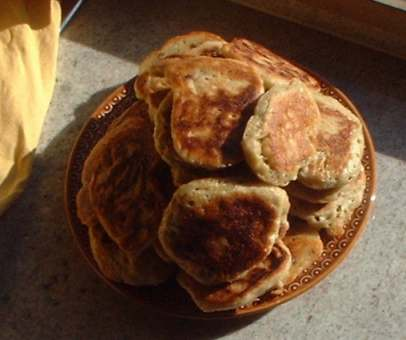
リッピシェ・ピッケルト

デトモルトの最もよく知られた郷土料理は、小麦粉、マッシュポテト、卵、レーズン、イースト、ミルク、水で作られたジャガイモのパンケーキ、リッピシェ・ピッケルトである。これは、伝統的にテンサイのシロップまたはもう一つのリッペ名物であるレバーペーストとともに食される。リッピシェ・ピッケルトは、この地域の有名な民謡「ディー・リッピシェン・シュッツェン」にも歌われている。

## 経済と社会資本

### 交通

#### 道路交通
デトモルトは連邦道 B238号線、B239号線および州道を経由して連邦アウトバーン網に接続する（A2号線 デトモルト – ハノーファー、A33号線 ビーレフェルト – パーダーボルン）。この規模の都市にもかかわらず、市内に4車線の道路がないことは、特筆に値する。

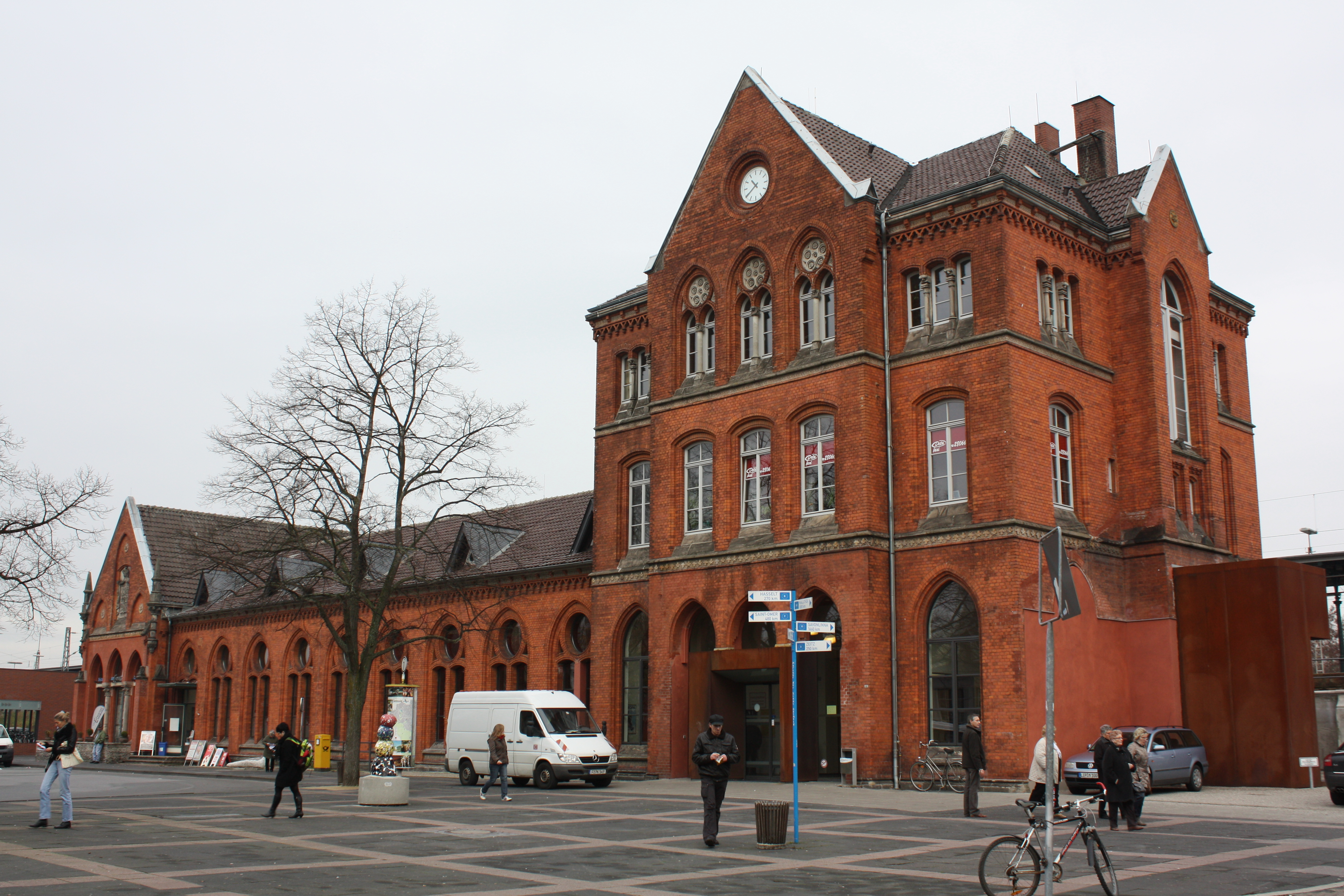
デトモルト駅

#### 鉄道・バス交通
デトモルト駅は、ヘルフォルト – アルテンベーケン線の駅である。この駅には、1時間ごとに、ヘルフォルト – ラーゲ – デトモルト – アルテンベーケン – パーダーボルン線のローカル列車（「オストヴェストファーレン・バーン」）および（アルテンベーケン - ）デトモルト – ラーゲ – エルリングハウゼン – ビーレフェルト線（「デア・ライネヴェーバー」、日曜日は2時間ごと）が発着する。
道路旅客交通に関しては、デトモルトは地方バス網で結ばれている。市内交通は、デトモルト都市交通 GmbH が1994年に設置した市バスシステムが利用できる。このバス網は 8つの路線からなり、その一部は1954年まで運行していた市電網の路線を引き継いでいる。デトモルトは運賃連合「デア・ゼクサー」（OWL交通 GmbH）に属している。

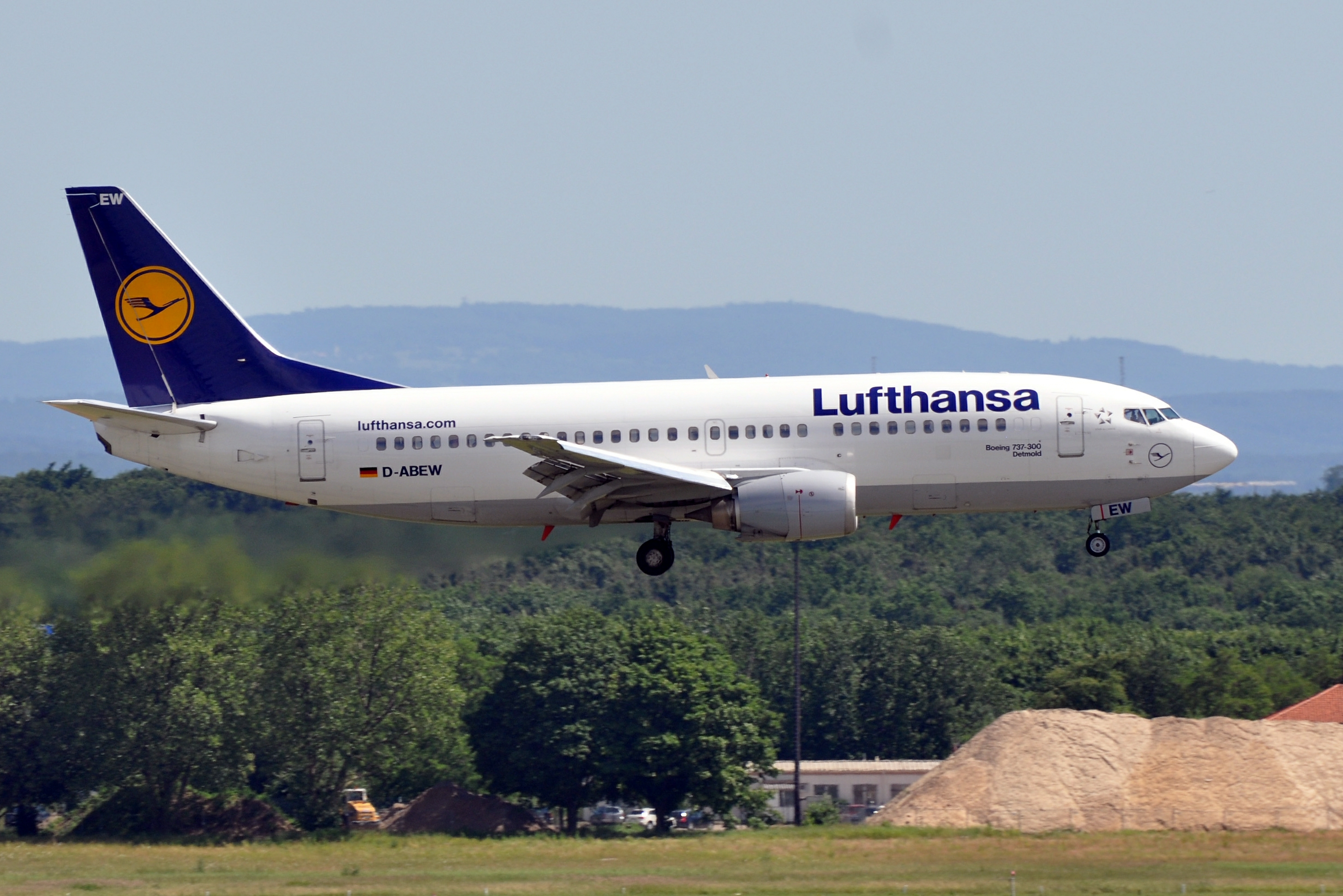
「デトモルト」の愛称が付けられたルフトハンザ機 (B737-300, D-ABEW)

#### 航空交通
かつてのイギリス軍ライン軍団の航空基地は、1995年7月31日に閉鎖され、デトモルト市に移管された。市はこの土地を売却し、建物や敷地は新たな用途に供された。現在の飛行場は、民間のゾンダーランデプラッツ（定期便が発着しない、航空スポーツなどのための特殊飛行場）であり、デトモルト航空スポーツクラブ e.V. が利用している。
最寄りの国際空港は、パーダーボルン/リップシュタット空港（デトモルトの南西約 60 km）であり、アウトバーン A33号線を経由してアクセスする。

#### 自転車道
自転車道のレーマールート、ウェルネス＝ラートルート、バーンラートルート・ヴェーザー＝リッペが市域を通っている。この他に、カレー（フランス）からタリン（エストニア）に至るヨーロッパ自転車道 R1 が市域近くの南側（エクステルンシュタイネ）を通っている。

#### 歩行者道路
デトモルトの歴史的中心部に歩行者専用区域が設けられている。その主要道路であるランゲ通り、ブルーフ通り、シューラー通りはマルクト広場で交差する。歩行者専用区域から、城館公園や、乗り換え停留所のローゼンタールに出ることができる。歩行者道路は、市内中心部と他の市区とを結んでもいる。またフリードリヒス運河沿いの自転車・歩行者道を経由して、内市街は遊歩道網とも結ばれている。主要な遊歩道には、スウェーデンを出発し、レムゴーからデトモルトを通りエクステルンシュタイネに抜けて、最終はシチリアにまで至るヨーロッパ広域遊歩道 E1、トイトブルクの森の鞍部を通るヘルマンスヴェーク、レジデンツヴェークがある。

### メディア
民営のラジオ放送局であるラジオ・リッペはデトモルトからリッペ郡向けのローカル・プログラムを放送している。
西部ドイツ放送協会 (WDR) は、この街にWDRスタジオ・ビーレフェルトに属す地域事務所を構えており、WDRおよびARDの全てのラジオおよびテレビプログラムにリッペ郡から情報を提供している。
リッピシェ・ランデス＝ツァイトゥングはデトモルトに本社を置く地方新聞で、唯一の郡全域向け地方日刊紙である。
市内では、以下のフリーペーパーが配布されている。
- リッペ・アクトゥエル（水曜日と土曜日）
- リッピシェ・ノイエステ・ナハリヒテン（土曜日）
- デトモルダー・アンツァイガー（2009年の実績は年13回）

### 公共施設・機関
デトモルトは地元では、官庁と官僚の街と呼ばれている。この街には市の行政機関の他に、400人の官僚が働くリッペ郡の郡行政機関、約600人の職員を擁するデトモルト行政管区の管理機関がある。郡庁所在地および行政管区本部所在地であるデトモルトにはその他の役所も存在している。たとえば、イェルクセン＝オルプケのリッペ郡獣医局などである。この他の重要な官庁としては、連邦労働局の職業安定所やデトモルト税務署がある。

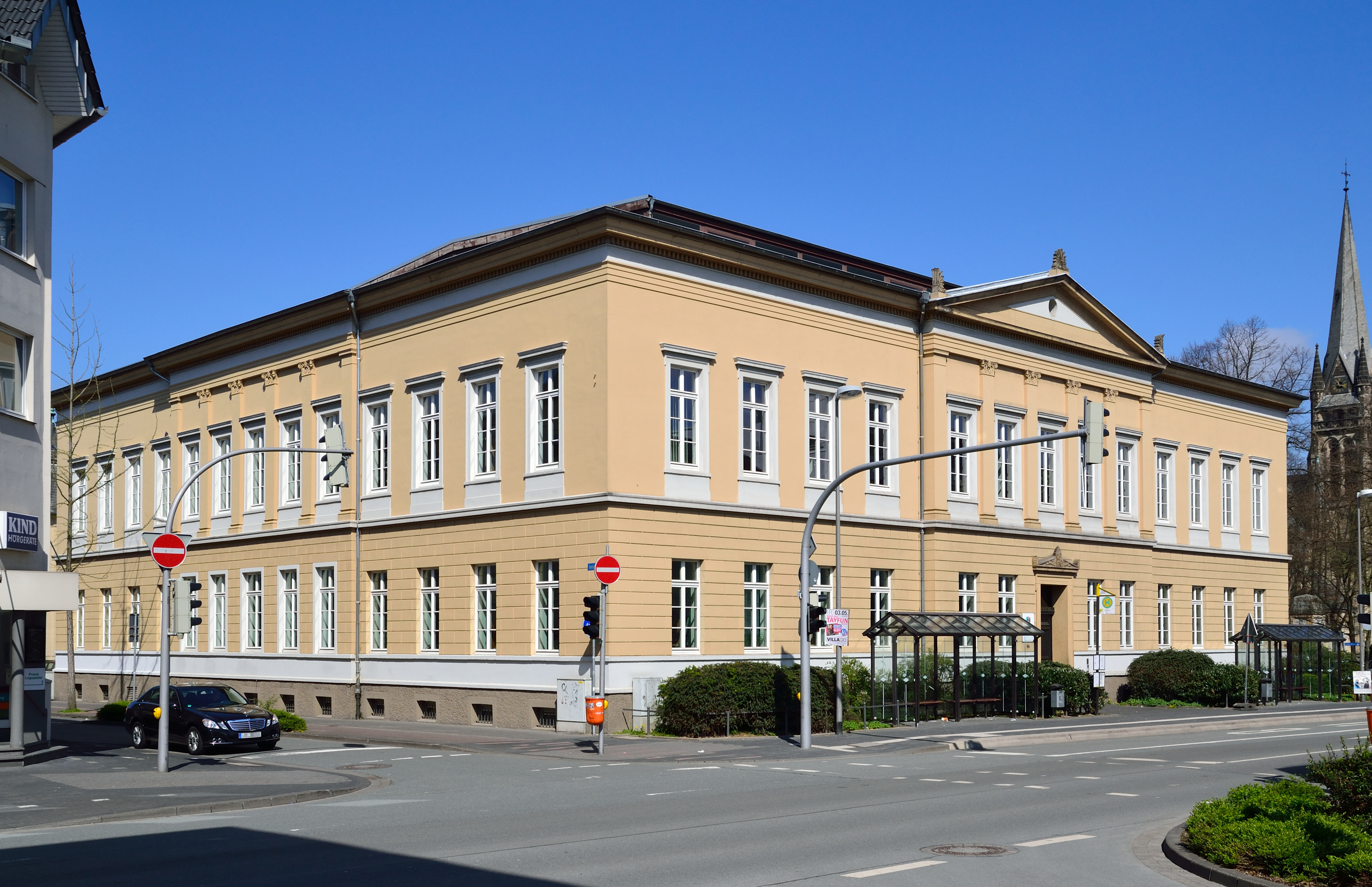
デトモルト地方裁判所

デトモルトには4つの裁判所がある。カイザー＝ヴィルヘルム広場の地方裁判所、労働裁判所、社会裁判所、区裁判所である。社会裁判所の管轄区域は行政官区全域であるが、地方裁判所と労働裁判所の管轄は郡の領域内である。これに対して区裁判所の管轄区域は、デトモルト、ラーゲ、エルリングハウゼン、アウグストドルフ、シュランゲン、ホルン＝バート・マインベルクである。この他、デトモルトにはデトモルト検察局やデトモルト刑務所もある。これらの管轄区域は地方裁判所のそれに準ずる。
デトモルトはリッペ商工会デトモルト (IHK) の本部所在地である。このIHKの管区はリッペ郡である。また、本市はドイツユースホステル活動の本部所在地でもある。デトモルト市立図書館は、ホルンシェン門の近くにある。この街にあるクリーニクム・リッペ＝デトモルトの経営者は、リッペ郡である。これはクリーニクム・リッペ連盟 GmbH に属す 755床の病院で、本市の重要な雇用者の一つである。
デトモルトはリッペ地方教会の地方教会本部所在地である。
ドイツ連邦軍は、かつてのデトモルト連邦軍病院の敷地において専門病院群を運営している。アウグストドルフ専門衛生センターはこの下位に属す。ヘルトマン通りの敷地は2014年第1四半期に閉鎖予定である。
デトモルトのBundesanstalt Technisches Hilfswerk は、ビーレフェルト経営者地域連合によって運営されている。救護班、照明専門班、水害/ポンプ専門班を持つ技術部隊が、指揮・通信班とともにここに常駐している。

### 教育
- 基礎課程学校

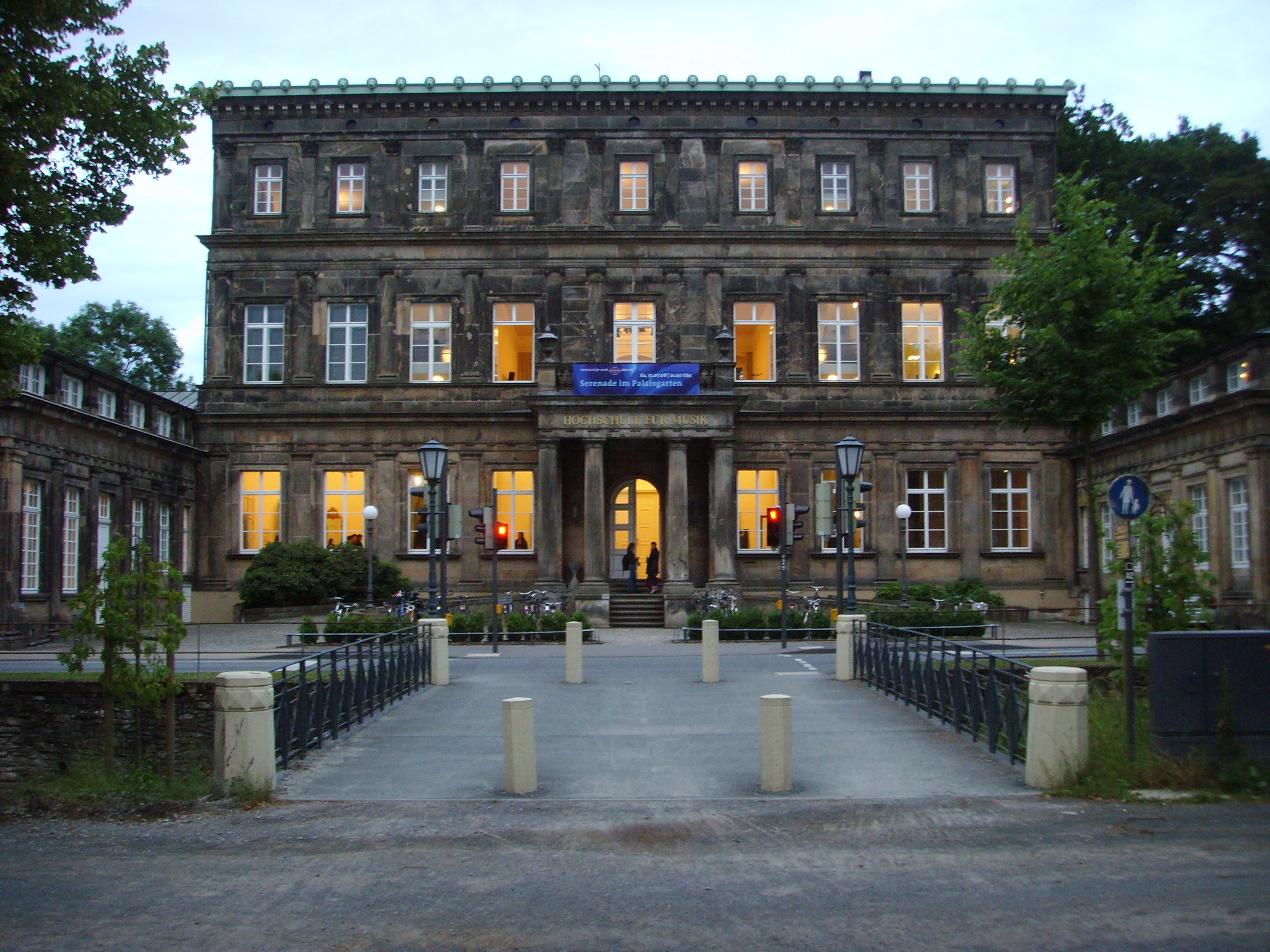
デトモルト音楽大学

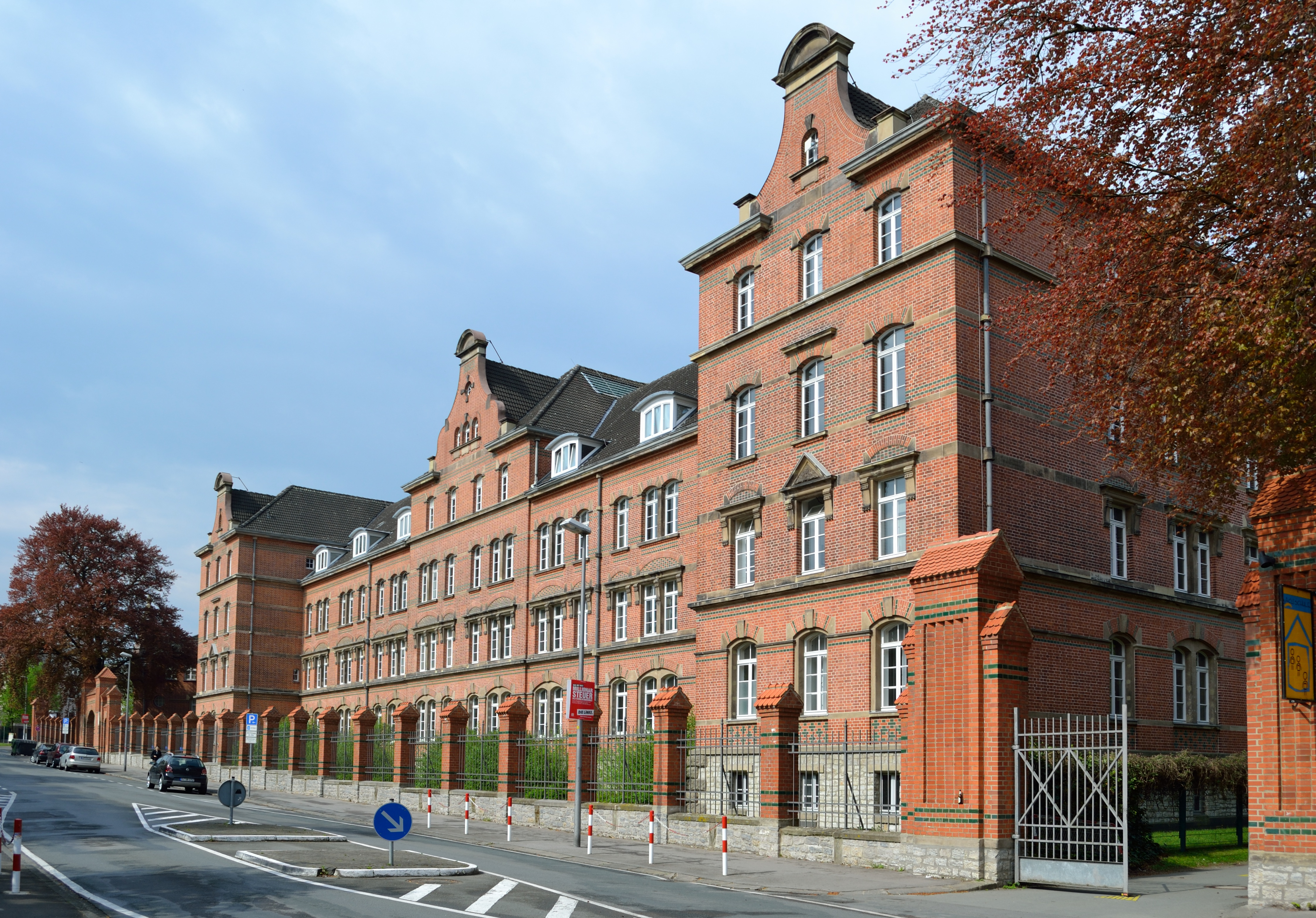
オストヴェストファーレン＝リッペ単科大学

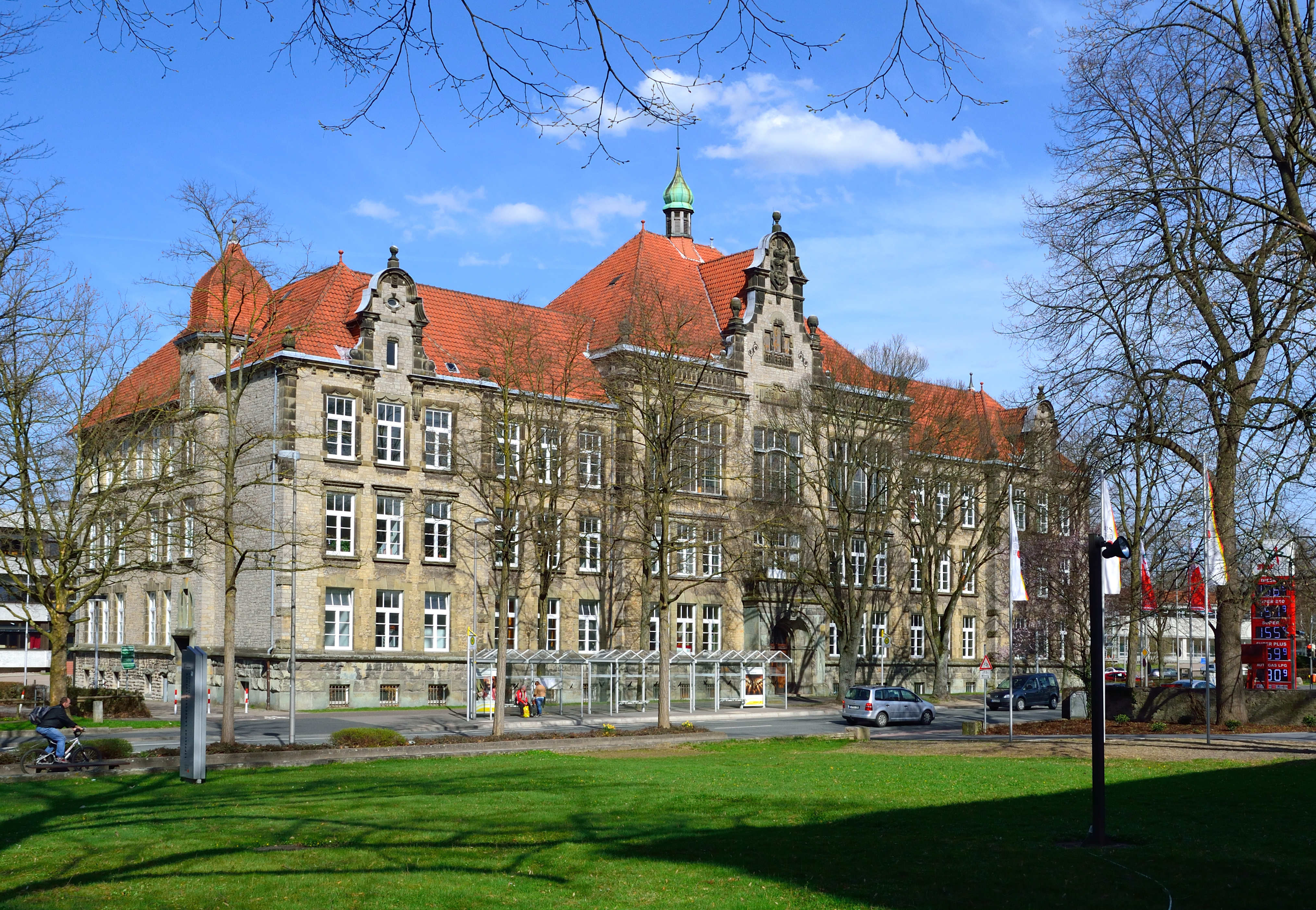
ギムナジウム・レオポルディヌム

  - フライリグラート＝シューレ、ヘルバーハウゼン基礎課程学校、ハイデンオルデンドルフ基礎課程学校、バッハシューレ、ハイリゲンキルヒェン基礎課程学校、ヒデーゼン基礎課程学校、ヴェールトシューレ、ヴェレタールシューレ・レンミヒハウゼン、クッセルベルクシューレ・ピヴィッツハイデ、エッテルンバッハ基礎課程学校、ディーステルブルーフ基礎課程学校、ハッセルバッハシューレ・ピヴィッツハイデ、フライエ・クリストリッヒェ・基礎課程学校デトモルト
- 本課程学校
  - ジュートホルツシューレ: この学校は1958年に国民学校として設立され、1968年の学制変更後は本課程学校となった。2007年の学校改革のために閉鎖された。
  - 市立ハイデンオルデンドルフ本課程学校
  - 私立福音主義アウグルト＝ヘルマン＝フランケ本課程学校
- 実科学校
  - ハインリヒ＝ドラーケ実科学校: 1969年に第二実科学校として設立された。その後、デトモルトの政治家ハインリヒ・ドラーケの栄誉を讃えて改名された。
  - 第一実科学校: この学校は、レオポルディヌムやグラッベ＝ギムナジウムとともに、内市街のすぐ近くに位置するいわゆる「デトモルト小学校センター」にある。校舎は1950年代の初めに建設されたもので、初めはレオポルディヌム 2 が入っていた。1970年代末に新たに創設された第一実科学校がこの建物に入り、レオポルディヌム 2 のためには新しい建物が建てられた。
- ギムナジウム
  - クリスティアン＝ディートリヒ＝グラッベ＝ギムナジウム[49]
  - デトモルト市立ギムナジウム: この学校は1830年に女学校として設立された。1871年から高等女学校となり、その後様々な変遷を経た後、最終的に1950年から市立女子ギムナジウム、1966年から市立ギムナジウムとなった[50]。
  - ギムナジウム・レオポルディヌム[51]
  - アウグスト＝ヘルマン＝フランケ＝ギムナジウム[52]
- 総合学校
  - 市立ゲシュヴィスター＝ショル総合学校[53]
  - 私立福音主義スグスト＝ヘルマン＝フランケ総合学校[54]
- 自由ヴァルドルフ学園デトモルト: かつてのビール醸造所ファルケンクルークの建物を利用している。
- 養護学校: グスタフ＝ハイネマン＝シューレ、レーゲンボーゲンシューレ、シューレ・フュア・エルツィーフングスヒルフェ
- 職業高等専門学校: ディートリヒ＝ボーンヘファー職業高等専門学校、フェリックス＝フェーヒェンバッハ職業高等専門学校
- デトモルトの学校教職員のための学習セミナー
- 単科大学: デトモルト音楽大学、オストヴェルトファーレン＝リッペ単科大学（デトモルト、レムゴー、ヘクスター、ヴァルブルクにキャンパスがある）
- 研究機関: 栄養および食品の連邦研究所

### 経済

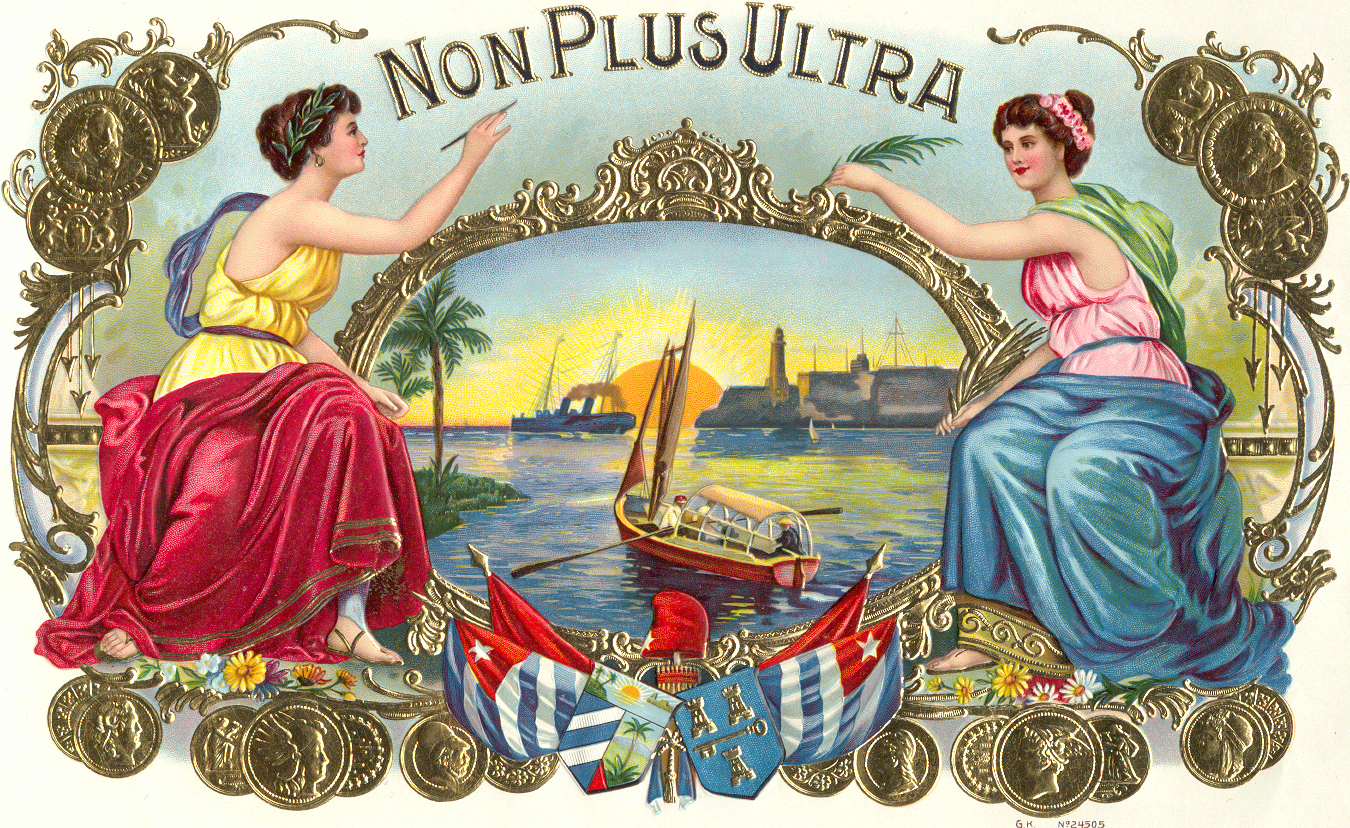
クリンゲンベルク兄弟印刷社により制作されたタバコ箱の蓋絵

1850年頃、リッペの工業的発展はビーレフェルトから半世紀ほど遅れていた。19世紀末になってやっと、手工業の産業的発展という形でわずかな発展が始まった。リッペの領主の制限的な政策が、伝統的な経済形態の固持や鉄道網への接続の遅れの主要因であった。
リッペにおける工業企業の創設は、澱粉加工業、絹糸紡績業、ビール醸造業、タバコ製造業や印刷業から始まった。デトモルトで最大の企業は、1865年に設立されたクリンゲンベルク兄弟印刷社であった。この会社は、石版印刷によるタバコ箱の蓋で名声を獲得した。子供の労働は当然だった。1878年にリッペでは、54社で 431人の子供が働いていた。
20世紀の初めに、木材生産を背景に家具産業が発展した。ヒルカー、ブラント、テムデといったメーカーがあった。ドイツ初の家具職人専門学校はデトモルトで設立された。食品産業の会社も 2社創業した。デトモルト・ケークスヴェルク・アウグスト・フリッケとケークスファブリーク・ペヒャーである。第二次世界大戦後は、たとえばヴァイトミュラーのような金属加工業の設立が増大した。家具産業は20世紀末に衰退した。

#### 現在の企業

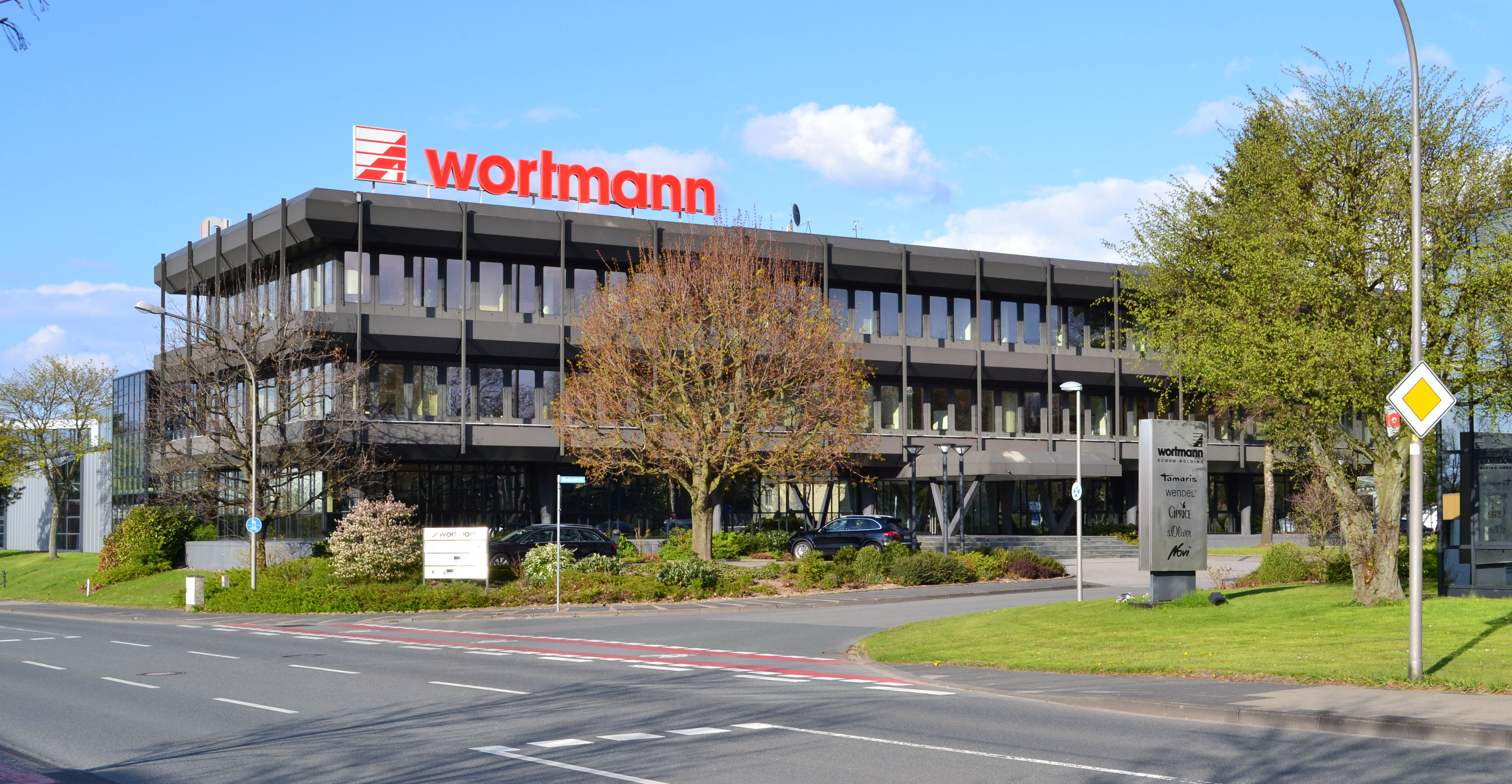
ヴォルトマン・シュー＝ホールディングKG管理棟

最大の雇用主の一つがヴァイトミュラーである。この会社は、エネルギー、信号、データの転送のための電子的接続技術のコンポーネントを製造している。デトモルトの本社には約 2,000人、全世界では 4,400人の社員がいる。この会社は、2012年の営業年度に 6億2,100万ユーロの売り上げを記録した。
ヴォルトマン・シュー＝ホールディングKG は靴の製造販売業者である。この企業グループは、ヨーロッパの 8カ所と極東の 11カ所の事業所を運営しており、国際的に 1,028人の社員がいる。この会社は 2011年/2012年の営業年度に 9億9,930面ユーロの売り上げがあった。
1919年に設立された Jowat AG は木工・家具産業、製紙・包装業、グラフィック産業や製本業者、乗物製造業、自動車製造および自動車部品製造、織布産業が用いる接着剤を製造している。この会社は、世界14カ国に製造・販売のための子会社を有しており、600人以上の従業員がいる。
サービス産業では、保険業がデトモルト市にとって重要である。この街には、保険会社 3社の本社がある。1つは従業員数約 480人のリッペ地方火災保険会社である。教会地域保健、家庭保護生命保険、パックス家庭保護疾病保険の企業共同体の子会社が 2社ある。デトモルトに約 450人の社員を擁する保険仲介業者のエクレシア・ホールディング GmbH も保険業部門に含まれる。
この他の大企業には、年間売り上げ約 7,000万ユーロ、8万人にライフラインを提供し（2005年現在）、レジャープール「アクアルップ」を運営するデトモルト都市施設局 GmbHや、2006年現在796人の従業員を擁し、29億500万ユーロの売り上げを計上したデトモルト貯蓄銀行がある。リッピシェ・ツァイトゥング出版ギースドルフ GmbH & Co. KG は地方日刊紙の「リッピシェ・ランデス＝ツァイトゥング」を刊行している。1863年に創立され、5代続いたファミリー企業ブラウエライ・シュトラーテによってデトモルトは、伝統豊かなビールブランドを保持している。デトモルトには2005年からもう一つのブルワリーがある。リープハルツ・プリヴァート・ブラウエライ GmbH & Co. KG である。この会社は、デトモルトのジュースメーカーであるドクトール・バルケ GmbHを含むリープハルトの企業グループに属している。
かつてデトモルトにあった企業で有名なものとして、1907年に設立されたフランツハルトマン・ジナルコ株式会社があった。この会社はオーナーや名称が替わりながらも1987年までデトモルトで操業していた。現在はヘーヴェルマン飲料グループでレモネード「ジナルコ」を販売している。

### 商業

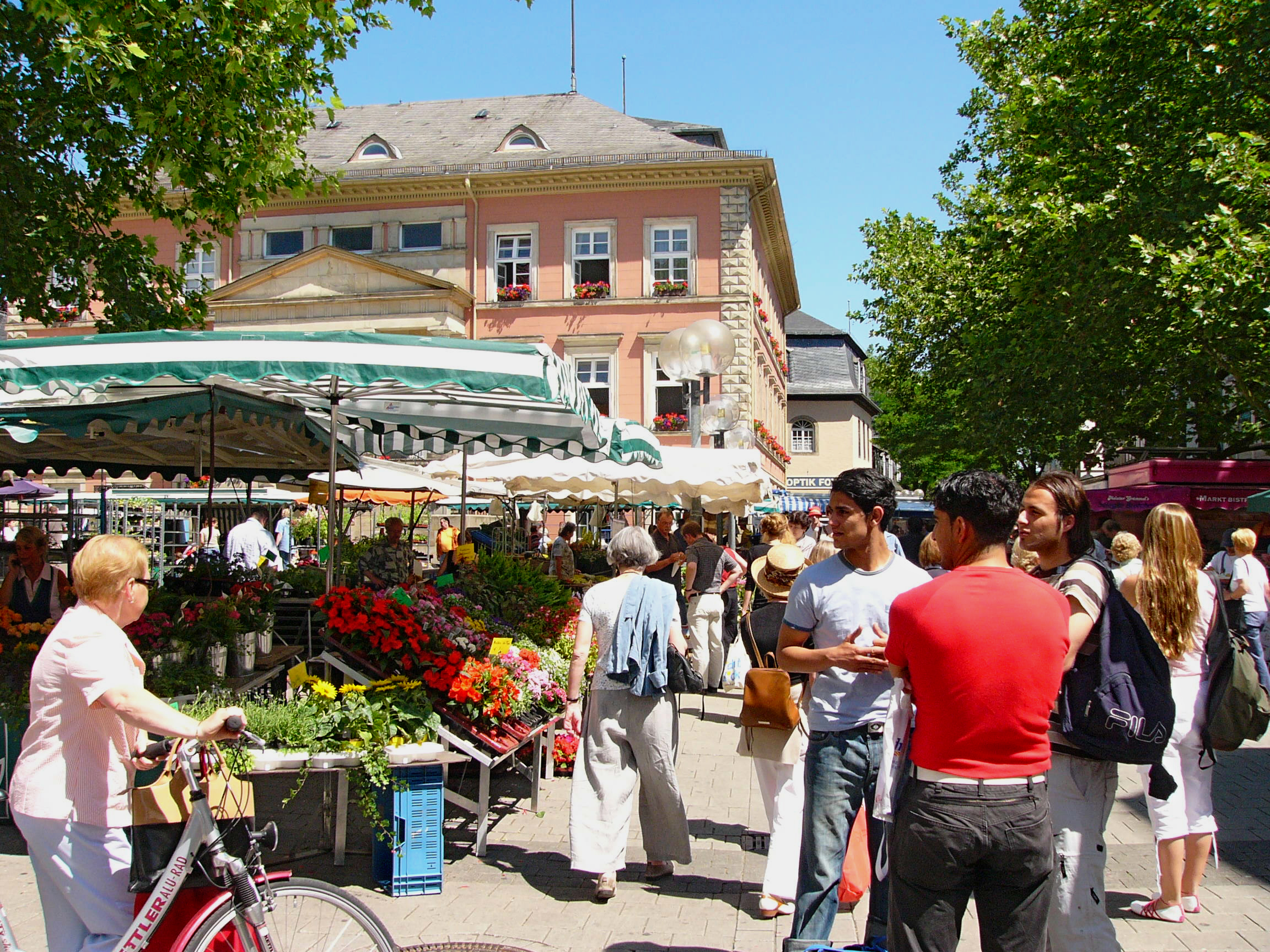
週の市開催中のマルクト広場

#### 「ルストガルテン」建設計画
21世紀の初めにデトモルト市は、内市街に近代的なショッピングセンターを建設する計画を始動させた。この計画は、市民から攻撃され、市行政は意見が分かれた。2006年6月11日に住民投票が行われたが、投票率が低く、反対票が少なかったため不成功に終わった。

#### 週の市
伝統的な週の市は、毎週3回（火曜日、木曜日、土曜日）にマルクト広場およびラートハウス広場のドノープの泉付近で開催されている。

## 人物

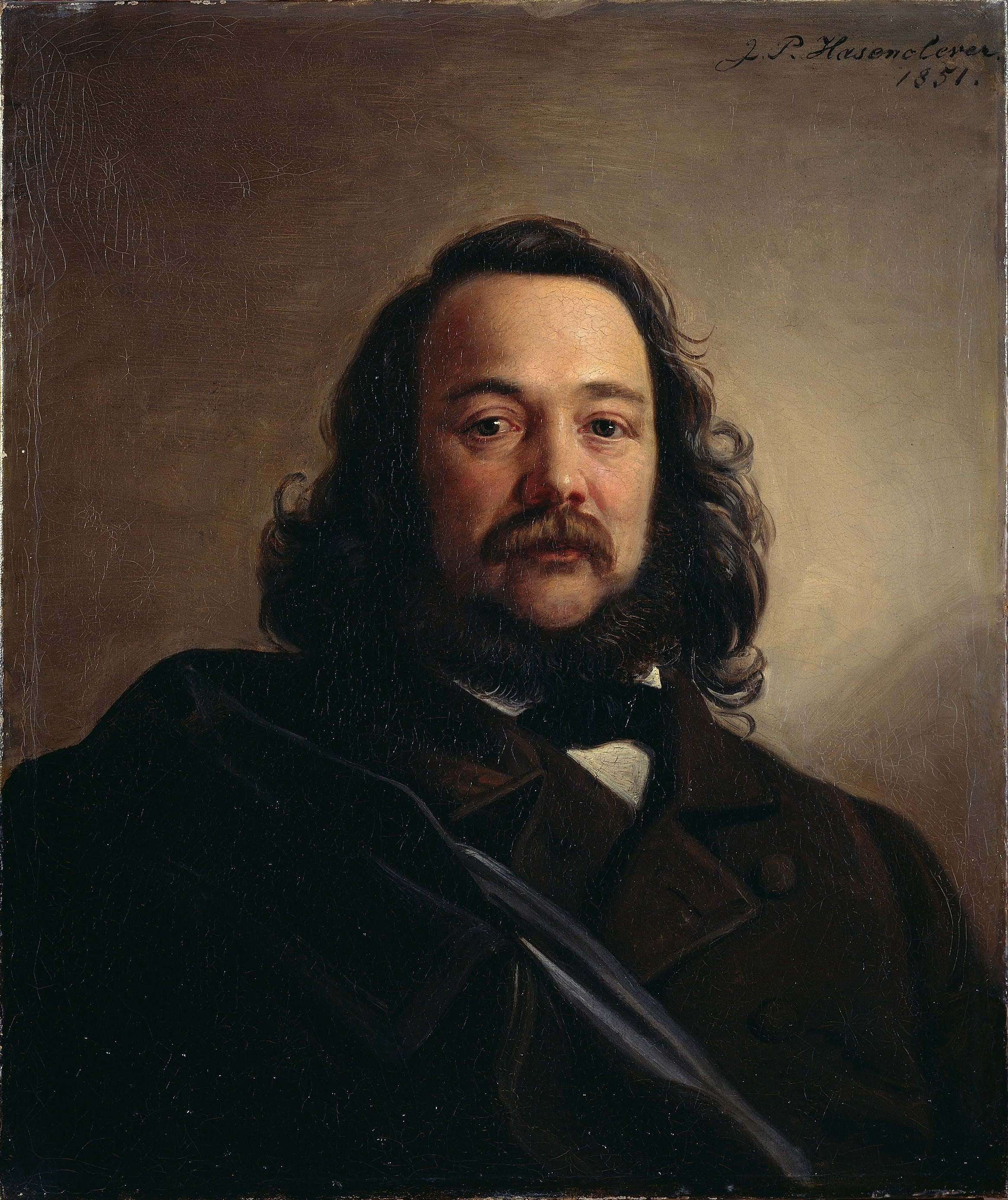
フェルディナント・フライリヒラート

デトモルト出身の著名な人物としては、詩人で作家のフェルディナント・フライリヒラート（1810年 － 1876年）やゲオルク・ヴェールト（1822年 – 1856年）が挙げられる。三月革命前夜（フォアメルツ）の最も重要な詩人の一人であるクリスティアン・ディートリヒ・グラッベ（1801年 – 1836年）も同じくデトモルト出身である。国際的に有名な人物に、ユダヤ学の創始者で、ドイツにおけるユダヤ人解放運動家のレーオポルト・ツンツ（1794年 – 1886年）がいる。ヨーゼフ・プラウト（1879年 – 1966年）は俳優、朗読家、歌手、郷土詩人である。美術史家でベルリンのドイツ歴史博物館館長ハンス・オットマイヤー（1946年生まれ）、女優のイーリス・ベルベン（1950年生まれ）、SPDの政治家フランク＝ヴァルター・シュタインマイアー（1956年生まれ）および連邦憲法裁判所総裁のアンドレアス・フォスクーレ（1963年生まれ）もデトモルト生まれである。
デトモルトで長期にわたり生活し、活動した重要な人物としては、作曲家のアルベルト・ロルツィング（1801年 – 1851年）やヨハネス・ブラームス（1833年 – 1897年）、政治家で行政管区長のハインリヒ・ドラーケ（1881年 – 1970年）、レジスタンス運動家のフェリックス・フェーヒェンバッハ（1894年 – 1933年）、バス＝バリトン歌手のトーマス・クヴァストホフ（1959年生まれ）がいる。
名誉市民には、政治家の他にデトモルトで活動した学者や芸術家もいる。中でも有名なのは、ヘルマン記念碑の制作者エルンスト・フォン・バンデル（1871年）、帝国宰相オットー・フォン・ビスマルク（1895年）、ドイツ国大統領パウル・フォン・ヒンデンブルク（1917年）である。

### 出身者

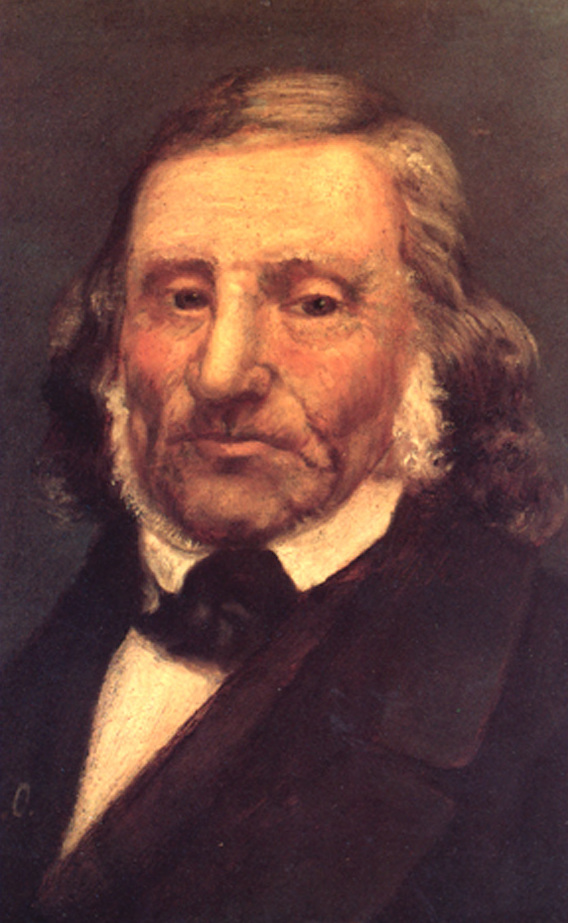
レーオポルト・ツンツ

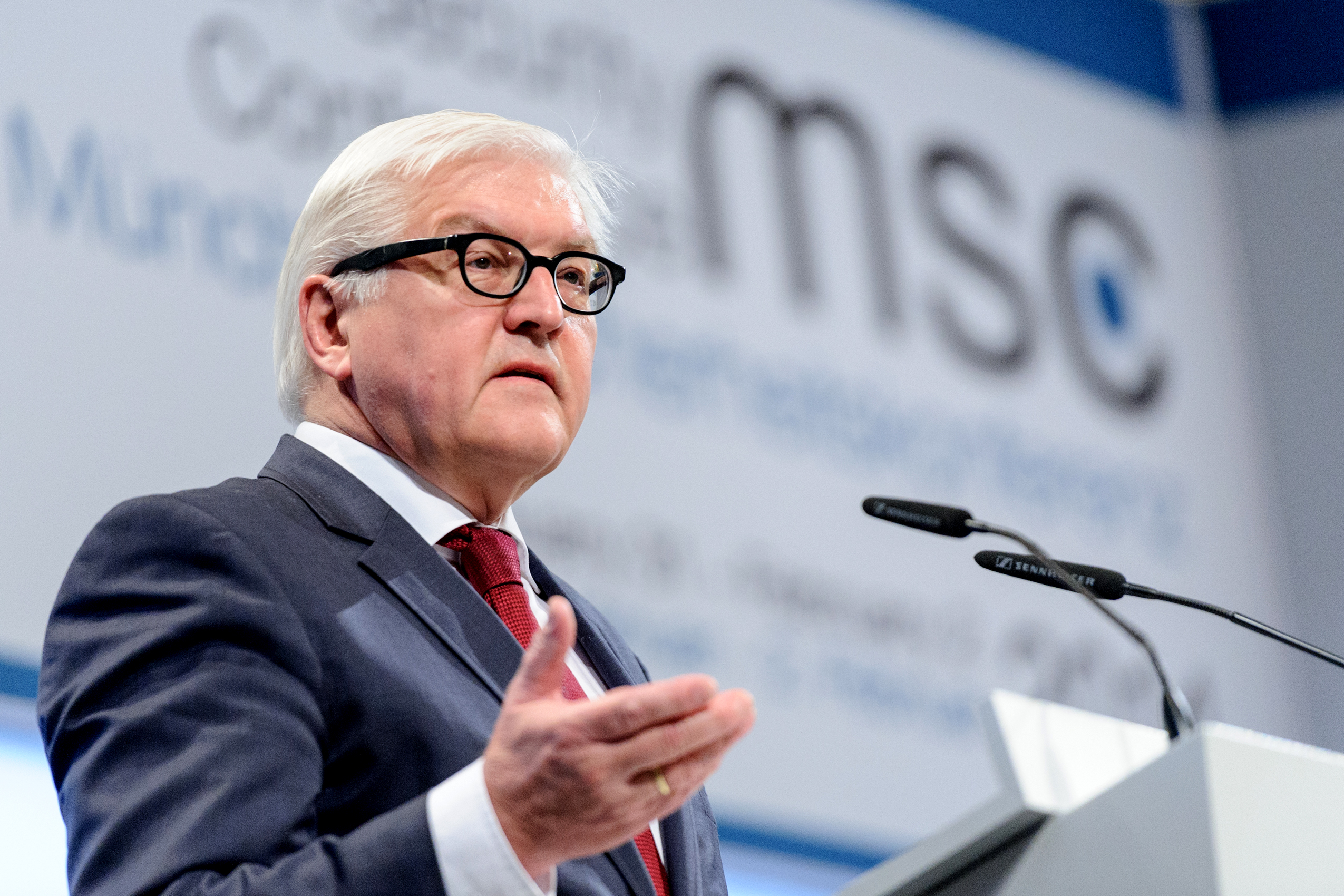
フランク＝ヴァルター・シュタインマイアー

- ジーモン・フィリップ（1632年 - 1650年）リッペ＝デトモルト伯
- フリードリヒ・アドルフ・ランペ（ドイツ語版、英語版）（1683年 - 1729年）神学者、賛美歌作詞者
- ジーモン・アウグスト（1727年 - 1782年）リッペ＝デトモルト伯
- レオポルト1世 (リッペ侯)（1767年 - 1802年）初代リッペ侯
- レーオポルト・ツンツ（1794年 - 1886年）ユダヤ学の創始者
- レオポルト2世 (リッペ侯)（1796年 - 1851年）リッペ侯
- クリスティアン・ディートリヒ・グラッベ（1801年 - 1836年）劇作家
- フェルディナント・フライリヒラート（1810年 - 1876年）詩人
- レオポルト3世 (リッペ侯)（1821年 - 1875年）リッペ侯
- ゲオルク・ヴェールト（ドイツ語版、英語版）（1822年 - 1856年）作家
- ヴォルデマール (リッペ侯)（1824年 - 1895年）リッペ侯
- グスタフ・ヴァリス（1830年 - 1878年）植物学者
- アレクサンダー (リッペ侯)（1831年 - 1905年）リッペ侯
- ユルゲン・シュトロープ（1895年 - 1952年）親衛隊中将
- ジークフリート・シューレンベルク（1900年 - 1993年）俳優
- ヴェルナー・ブーフホルツ（1922年 - ）エンジニア、「バイト」という新しい単位を発明した。
- マンフレート・フールマン（1925年 - 2005年）古典語学者
- ハインツ・バート（1942年 - 2000年）歌手、ベーシスト
- イーリス・ベルベン（ドイツ語版、英語版）（1950年 - ）女優
- フランク＝ヴァルター・シュタインマイヤー（1956年 - ）政治家、第12代連邦大統領
- ルートガー・ベールバウム（ドイツ語版、英語版）（1963年 - ）障害飛越競技選手
- アンドレアス・フォスクーレ（ドイツ語版、英語版）（1963年 - ）法学者、連邦憲法裁判所総裁
- ヴォータン・ヴィルケ・メーリング（1967年 - ）俳優
- スヴェーン・モンゴメリー（1976年 - ）自転車競技選手

### ゆかりの人物

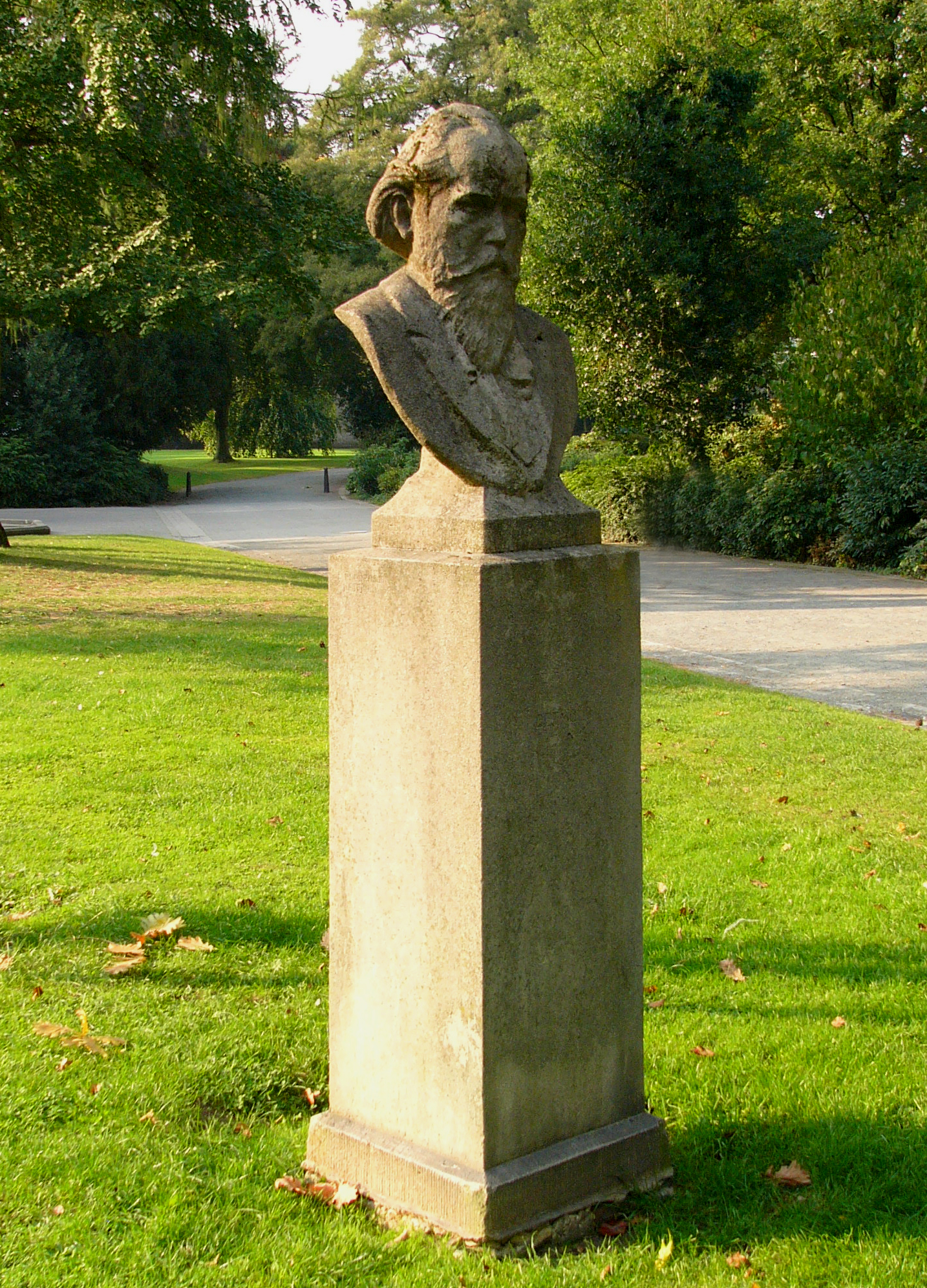
城館公園に建つブラームスの胸像

- エルンスト・フォン・バンデル（ドイツ語版、英語版）（1800年 - 1876年）ヘルマン記念碑の制作者
- アルベルト・ロルツィング（1801年 - 1851年）作曲家
- ヨハネス・ブラームス（1833年 - 1897年）作曲家、ピアニスト
- クルト・トーマス（ドイツ語版、英語版）（1904年 - 1973年）作曲家
- ギュンター・ビアラス（ドイツ語版、英語版）（1907年 - 1995年）作曲家
- ヴォルフガング・フォルトナー（1907年 - 1987年）作曲家
- ギュンター・ヴァント（1912年 - 2002年）指揮者
- ハンス・ヴォルシュレーガー（ドイツ語版、英語版）（1935年 - 2007年）作家、翻訳家
- トーマス・クヴァストホフ（1959年 - ）バス＝バリトン歌手

## 引用
1. ↑  Bevölkerung der Gemeinden Nordrhein-Westfalens am 31. Dezember 2023 – Fortschreibung des Bevölkerungsstandes auf Basis des Zensus vom 9. Mai 2011
2. ↑  Max Mangold, ed (2005). Duden, Aussprachewörterbuch (6 ed.). Dudenverl. p. 271. ISBN 978-3-411-04066-7
3. ↑  Erdwärme nutzen: Geothermie-studie liefert Planungsgrundlage Archived 2005年9月14日, at the Wayback Machine.（2014年9月7日 閲覧）
4. ↑  ノルトライン＝ヴェストファーレン州データ管理・統計局: Kommunalprofil Detmold
5. ↑  デトモルト市基本条例（2014年9月16日 閲覧）
6. 1 2  Detmolds Ortsteile（2014年9月16日 閲覧）
7. ↑  Klima: Detmold（2014年9月16日 閲覧）
8. 1 2 3 4 5 6  Karl Baedecker: Detmold, kurzer Stadtführer. Freiburg 1974.
9. ↑  Ingo Koppenberg: Die soziale Funktion städtischer Hexenprozesse, Die lippische Residenzstadt Detmold 1599-1669, in: Hexenverfolgung und Regionalgeschichte, Die Grafschaft Lippe im Vergleich, Hrsg. von Gisela Wilbertz, Gerd Schwerhoff und Jürgen Scheffler, Verlag für Regionalgeschichte, Bielefeld 1994, p. 184.
10. 1 2 3 4 5  Christian Kuhnke: Lippe Lexikon. Boken Verlag, Detmold 2000, ISBN 3-935454-00-7.
11. ↑  Herberhausen - Stadteilentwicklung（2014年10月2日 閲覧）
12. ↑  Martin Bünermann: Die Gemeinden des ersten Neugliederungsprogramms in Nordrhein-Westfalen. Deutscher Gemeindeverlag, Köln 1970, pp. 104 - .
13. ↑  Detmold - Basisdaten（2014年10月2日 閲覧）
14. ↑  Demographie-Bericht 2006 - Stadt Detmold（2014年10月2日 閲覧）
15. ↑  Statistisches Landesamt Nordrhein-Westfalen: Gemeindestatistik des Landes Nordrhein-Westfalen: Bevölkerungsentwicklung 1816–1871. Düsseldorf 1966, p. 211.
16. ↑  Statistisches Landesamt Nordrhein-Westfalen: Gemeindestatistik des Landes Nordrhein-Westfalen: Bevölkerungsentwicklung 1871–1961. Düsseldorf 1964, pp. 358–359.
17. ↑  Landesamt für Datenverarbeitung und Statistik Nordrhein-Westfalen: Sonderreihe zur Volkszählung 1987 in Nordrhein-Westfalen, Band 1.1: Bevölkerung, Privathaushalte und Erwerbstätige. Düsseldorf 1989, p. 110.
18. ↑  ノルトライン＝ヴェストファーレン州選挙管理委員会: 2014年のデトモルト市議会議員選挙結果（2014年10月9日 閲覧）
19. ↑  “Bürgermeisterwahl Stadt Detmold 13.09.2020”. 2022年10月29日閲覧。
20. ↑  Detmold: Städtepartnerschaften（2014年10月10日 閲覧）
21. ↑  Städtepartnerchaften - Oraiokastro（2014年10月10日 閲覧）
22. 1 2  LWL-Freilichtmuseum Detmold（2014年10月12日 閲覧）
23. ↑  Lippisches Landesmuseum Detmold（2014年10月12日 閲覧）
24. ↑  Landestheater Detmold（2014年10月12日 閲覧）
25. ↑  Bildstörung Europäisches Strassentheater Festival Detmold（2014年10月12日 閲覧）
26. ↑  Alte Pauline（2014年10月12日 閲覧）
27. ↑  TSV Detmold（2014年10月15日 閲覧）
28. ↑  Detmolder Turnverein von 1860 e.V.（2014年10月15日 閲覧）
29. ↑  Fürstliches Residenzschloß Detmold（2014年10月12日 閲覧）
30. ↑  Friedrichstal（2014年10月13日 閲覧）
31. ↑  LWL - Schlossanlage Detmold（2014年10月13日 閲覧）
32. ↑  LWL - Palaisgarten Detmold（2014年10月13日 閲覧）
33. ↑  若尾祐司、井上茂子『ドイツ文化史入門 16世紀から現代まで』昭和堂、2011年、223頁。ISBN 978-4-8122-1139-7。
34. ↑  Das Hermannsdenkmal（2014年10月13日 閲覧）
35. ↑  Pivitsheide VH: Naherholung DONOPER TEICH（2014年10月13日 閲覧）
36. ↑  Biologische Station Lippe: NSG Donoper Teich - Hiddeser Bent（2014年10月13日 閲覧）
37. ↑  Adlerwarte Berlebeck（2014年10月13日 閲覧）
38. ↑  Vogelpark Heiligenkirchen（2014年10月13日 閲覧）
39. ↑  EBIDAT - Falkenburg bei Berlebeck（2014年10月13日 閲覧）
40. ↑  Leistruper Wald（2014年10月13日 閲覧）
41. ↑  Steinerner Denkanstoß für das Lebenselement, Lippe Aktuell 2009年8月29日付け（2014年10月13日 閲覧）
42. ↑  International Short Film Festival Detmold（2014年10月15日 閲覧）
43. ↑  Detmolder Sommer Bühne（2014年10月15日 閲覧）
44. ↑  Lippe Kulinarisch（2014年10月15日 閲覧）
45. ↑  Europäisches Straßentheater Festival Detmold（2014年10月15日 閲覧）
46. ↑  Andreasmaesse in Detmold（2014年10月15日 閲覧）
47. ↑  Radio Lippe（2014年10月18日 閲覧）
48. ↑  Lippische Landes-Zeitung（2014年10月18日 閲覧）
49. ↑  Christian-Dietrich-Grabbe-Gymnasium（2014年10月19日 閲覧）
50. ↑  Stadtgymnasium Detmold（2014年10月19日 閲覧）
51. ↑  Gymnasium Leopoldinum（2014年10月19日 閲覧）
52. ↑  August-Hermann-Francke-Gymnasium（2014年10月19日 閲覧）
53. ↑  Geschwister-Scholl-Gesamtschule（2014年10月19日 閲覧）
54. ↑  August-Hermann-Francke-Gesamtschule（2014年10月19日 閲覧）
55. ↑  Nahrungs- und Genußmittelindustrie 26 Sinalco（2014年10月20日 閲覧）
56. ↑  Die Sinalco Schmeckt...（2014年10月20日 閲覧）